# Pandémie de Covid-19 en France
Pour des articles plus généraux, voir Pandémie de Covid-19 en Europe et Pandémie de Covid-19.
La pandémie de Covid-19 en France est une crise sanitaire majeure provoquée par la maladie à coronavirus 2019 (Covid-19), une maladie infectieuse émergente apparue fin 2019 en Chine continentale, dont l'agent pathogène est le coronavirus SARS-CoV-2. Déclarée le 11 mars 2020 par l'Organisation mondiale de la santé (OMS), ce virus est à l'origine d'une pandémie mondiale qui affecta tous les continents.
En France, la pandémie de Covid-19 est associée à une surmortalité journalière de 33 % entre le 1er mars et le 30 avril 2020, comparativement aux valeurs moyennes des années 2000 à 2019 : « 2 120 décès ont été recensés en moyenne chaque jour par l'état civil, contre 1 590 en moyenne entre 2000 et 2019 ». Cette épidémie est plus meurtrière que les épidémies de grippe saisonnière du XXIe siècle en France. Depuis la grippe espagnole de 1918, jamais une épidémie n'avait fait autant de décès en France.
Pour freiner la formation de nouveaux foyers de contagion et préserver les capacités d'accueil de ses hôpitaux, la France, comme de nombreux pays, décide des mesures de confinement et l'annulation des manifestations sportives et culturelles. À la mi-mars 2020, afin de stopper la diffusion exponentielle du coronavirus et pour réduire le plus possible le nombre de personnes atteintes et donc de morts, la population est confinée à domicile et tous les lieux recevant du public considérés comme non indispensables à la vie du pays sont fermés. Les mesures de confinement sont levées entre la mi-mai et la mi-juillet. Puis, avec une nouvelle augmentation du nombre de cas, dans une période allant de novembre 2020 à juin 2021, deux confinements sont déclarés, ainsi que des couvre-feu. Ces décisions ont des conséquences économiques, sociales et environnementales, et font peser des incertitudes et des craintes sur l'économie française et sur l'éducation, la santé et les droits fondamentaux de la population.
En 2021, la pandémie de Covid-19 en France prend une autre tournure avec l'émergence de variants plus contagieux. Une campagne de vaccination est organisée et, en six mois, la moitié de la population est vaccinée.

## Historique

Nombre de cas déclarés (bleu) et nombre de morts (rouge), et en moyenne mobile sur 7 jours : nombre de cas quotidiens (pointillés bleu) et nombre de morts quotidiens (pointillés rouge). Attention, toutes ces courbes sont en échelle logarithmique. D’autres courbes sont disponibles plus loin section « Statistiques ».

### Première vague

#### Janvier 2020: détection des premiers cas
En France, les trois premiers cas à partir de la découverte de la maladie sont officiellement recensés le 24 janvier 2020. Il s'agit d'un Français et de deux touristes ayant séjourné à Wuhan, foyer d'origine du virus en Chine centrale. Ces trois personnes sont également les premiers cas annoncés en Europe. Le patient zéro découvert par SOS Médecins Bordeaux est hospitalisé à Bordeaux, les deux patients suivants à Paris. Un représentant en vins, rentré de Chine le 22 janvier, est hospitalisé à l'hôpital Pellegrin de Bordeaux le 23 janvier.
L'un des deux touristes meurt le 14 février 2020 ; âgé de 80 ans et arrivé en France le 23 janvier 2020, cette personne décède dans le service de réanimation de l'hôpital Bichat-Claude-Bernard, à Paris.
Toutefois, il se pourrait que, sur le territoire national, des Français aient été atteints par le coronavirus bien avant et que leurs symptômes aient été alors confondus avec ceux de la grippe. Le 3 mai 2020, le Pr Yves Cohen, chef de deux services de réanimation dans les hôpitaux Avicenne à Bobigny et Jean-Verdier à Bondy, déclare qu’en effectuant a posteriori des tests PCR sur les échantillons prélevés chez les patients atteints de pneumonie en décembre et janvier, leurs équipes ont découvert le cas d'une personne positive à la Covid-19 le 27 décembre 2019,, âgée de 43 ans et qui n'avait pas voyagé. Le 6 mai 2020, le Dr Michel Schmitt de l'hôpital Albert Schweitzer de Colmar rapporte un cas qui pourrait être attribué à la Covid-19 dès le 16 novembre 2019. Le 15 mai, il est rapporté le cas d'une habitante de Saint-Quay-Portrieux dans les Côtes-d'Armor, âgée de 73 ans, qui aurait contracté la Covid-19 dans un hôtel de l'aéroport de Paris-Charles-de-Gaulle, fin novembre 2019, alors qu'elle partait au Mexique avec son mari. Elle a présenté un syndrome grippal au Mexique, elle a été testée positive le 14 mai. Son mari aurait été asymptomatique avec un résultat négatif.
Une étude de l'Inserm (Institut national de la santé et de la recherche médicale) parue le 6 février 2021 dans la revue European Journal of Epidemiology, montre que le coronavirus circulait déjà en France dès l'automne 2019.

#### Février 2020: premiers foyers de contagion
Le 17 février 2020, douze cas sont confirmés en France.
Le 29 février 2020, 100 personnes sont atteintes du virus et 2 en sont mortes. Le principal foyer de contamination se trouve dans l'Oise avec 36 cas. Les écoles des communes touchées sont fermées. La présence de l'infection en divers points du territoire ne justifie plus le confinement des personnes de retour des zones « à risque », notamment la Chine et l'Italie. L'objectif est dorénavant de freiner la propagation de la maladie sur le territoire français et, pour ce faire, de nouvelles mesures sont prises tant au niveau local que national. Dans l'Oise, les rassemblements sont interdits, les habitants invités à limiter leurs déplacements et les écoles des communes touchées fermées. Au niveau national, les manifestations de plus de 5 000 personnes en milieu fermé sont interdites.

##### Les Contamines-Montjoie
La première occurrence de cas groupés de Covid-19 en France apparaît le 7 février 2020 à la station de ski des Contamines-Montjoie, en Haute-Savoie, avec la découverte de cinq cas de personnes infectées, toutes ressortissantes britanniques, et qui avaient préalablement côtoyé au même endroit un touriste compatriote qui avait lui-même vraisemblablement contracté le virus à Singapour. Les personnes contaminées sont hospitalisées, et les cas contacts dépistés. Parmi les cas, se trouve un enfant ayant fréquenté trois établissements : ceux-ci sont fermés.

##### Oise
Le deuxième cluster apparaît au sein de la base militaire aérienne de Creil, sise dans le département de l’Oise, où l’escadron de transport 3/60 Esterel a participé au rapatriement de 180 Français résidant à Wuhan le 31 janvier.
Dans le même département, et sans qu’il ne soit possible de faire un lien entre les deux foyers, la France enregistre le premier décès lié à la Covid-19, d’un enseignant au collège Jean-de-La-Fontaine à Crépy-en-Valois, le 25 février 2020,.
La presse souligne dès le 3 mars que l'Oise constitue un foyer majeur de propagation du virus en France, vers Paris, sa banlieue nord et la Seine-et-Marne à cinq kilomètres de Crépy-en-Valois, tout premier foyer de France selon Le Parisien avec le 31 mars 24 décès sur les 370 des Hauts-de-France.
La doctrine gouvernementale est le confinement des personnes atteintes ou suspectées de l'être, ceci afin d'éviter le démarrage d'une épidémie. Ainsi, dans l'Oise, 200 membres du personnel hospitalier sont confinés chez eux dès le 26 février et pour une durée de 14 jours après le passage dans les hôpitaux de Compiègne et de Creil, de 2 patients infectés. À l'hôpital Tenon, à Paris, trois personnels de soins sont testés positifs, contaminés à la suite de l'admission le 21 février d'un patient de l'Oise reconnu comme atteint par la Covid-19 six jours plus tard. Une cinquantaine de leurs collègues sont placés en confinement à domicile.

##### Haut-Rhin
Un rassemblement évangélique de l'Église Porte ouverte chrétienne a lieu du 17 au 21 février à Mulhouse dans le Haut-Rhin. Il réunit, durant cinq jours, de 2 000 à 5 000 personnes, essentiellement françaises, mais aussi des Belges, des Allemands et des Suisses. Considéré comme l'un des foyers épidémiques majeurs de propagation du virus en France, plus d'un millier de fidèles y ont été contaminés,. Les fidèles, en retournant chez eux, la plupart peu symptomatiques, ont participé à l'essaimage du virus, par exemple à Ajaccio, Agen, Belfort, Besançon, Briançon, Dijon, Mâcon, Orléans, Paris, Saint-Lô, Strasbourg,,.
Les premiers symptômes seraient apparus parmi les participants dès le 20 février. Le 1er mars, alertée par une femme et ses fils testés positifs, l'Église contacte à son tour les autorités. L'Agence régionale de santé Grand Est ne prend la mesure des évènements que le 2 mars. À compter du 3 mars, le nombre de cas diagnostiqués augmente de façon importante,. Après avoir déclaré à RTL « ce n'est pas la maladie grave mortelle qu'on nous a décrite et c'est pour l'instant dans la plupart des cas un simple petit rhume ou grippe, moins fort qu'une grippe », le médecin généraliste mulhousien Patrick Vogt, en contact avec de nombreux malades et médecin de garde au SAMU deux jours auparavant, dénoncera « le déni total de la part des autorités » et affirmera que la situation est à Mulhouse une diffusion massive du virus correspondant au stade 3 du plan Orsan REB, au-delà des chiffres officiels,.
Le 6 mars, 81 cas ayant été détectés en 24 h à Mulhouse, le préfet déclare que les moyens ne sont plus suffisants pour dépister systématiquement tous les cas suspects. Seuls les patients dont l'état est le plus grave sont hospitalisés. Dans l'ensemble du Haut-Rhin, des mesures restrictives sont prises pour limiter les rassemblements de personnes, ceci passant par la fermeture d'écoles et la limitation des rassemblements.

#### Mars-avril 2020: premier confinement et jusqu'à600 décèsquotidiens à l'hôpital
Le 5 mars, l'ensemble des régions métropolitaines françaises et la Guyane sont touchées. De nouveaux clusters apparaissent autour de Méry-sur-Oise (6 mars) et Ajaccio (8 mars). Le 7 mars à Paris, Emmanuel Macron déclare qu'« il n'y a aucune raison, mis à part pour les populations fragilisées, de modifier nos habitudes de sortie ».
La barre des 1 000 cas confirmés est franchie le dimanche 8 mars. Il est alors annoncé que les rassemblements de plus de 1 000 personnes sont maintenant impossibles. Dorénavant, seuls les cas graves seront hospitalisés et les médecins de ville doivent assurer un filtrage. Un décret met fin à l'obligation d'avoir eu une consultation physique avec son médecin dans l'année précédant une téléconsultation. Le 11 mars, le ministre de la Santé annonce que dorénavant toutes les visites aux EHPAD sont interdites. Un nouveau foyer de contamination se révèle dans les environs de Montpellier. Des mesures restrictives visant à limiter les rassemblements de personnes sont prises dans l'Oise, la Corse et dans la région de Montpellier.
Les inquiétudes économiques occasionnent un krach boursier mondial la deuxième semaine de mars. La Bourse de Paris s'écroule et connaît ses pires séances, surpassant la crise des subprimes de 2008,. Le 11 mars, l'Organisation mondiale de la santé considère l'épidémie de Covid-19 comme une pandémie.
En quelques jours, les autorités décident de la mise à l'arrêt du pays. Dans une déclaration télévisée, le 12 mars 2020, le président de la République Emmanuel Macron annonce la fermeture des crèches, écoles, collèges, lycées et universités. Toutes les entreprises pourront reporter « sans justification, sans formalités, sans pénalités » le paiement des cotisations et impôts dus en mars. Un mécanisme « exceptionnel et massif » de chômage partiel est envisagé. Les salariés sont encouragés à pratiquer le télétravail. Le ministère de la Santé demande la déprogrammation des interventions chirurgicales non urgentes.
Deux jours plus tard, le Premier ministre Édouard Philippe annonce la fermeture de tous les lieux publics « non-indispensables », les « premières mesures prises de limitation des rassemblements [étant] imparfaitement appliquées ». Les exceptions sont les pharmacies, les banques, les magasins alimentaires, les stations-service, les bureaux de tabac et de presse. Les Français sont invités à limiter leurs déplacements. Le premier tour des élections municipales est maintenu le 15 mars en dépit des critiques.
Enfin le lundi 16 mars, dans une nouvelle allocution, le président de la République annonce que seuls seront désormais autorisés les trajets « absolument nécessaires » et « toute infraction à ces règles sera sanctionnée ». Les réformes sont suspendues et le second tour des élections municipales est reporté. Plusieurs mesures économiques sont mises en place. « L'État paiera ». Lors de cette allocution, suivie par 35 millions de téléspectateurs, le président prononce plusieurs fois la phrase « nous sommes en guerre »,. À partir du 17 mars à 12 h, afin de réduire à leur plus strict minimum les contacts et les déplacements, la population est confinée à domicile sauf pour des motifs autorisés, afin de stopper la croissance exponentielle, de la pandémie et, ce faisant, réduire le plus possible le nombre de personnes atteintes et donc de morts,.

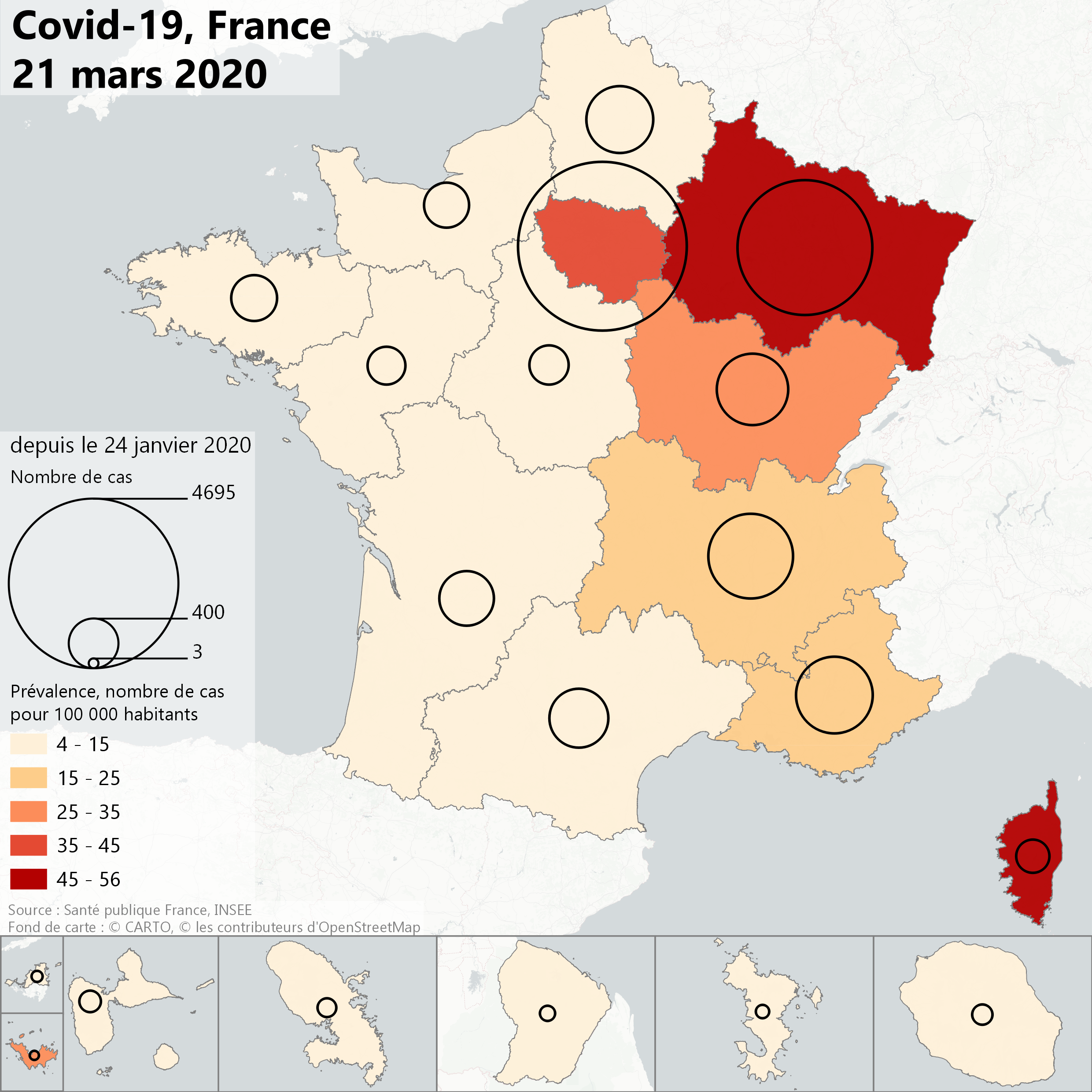
Nombre de cas et la prévalence de la Covid-19, par région, au 21 mars 2020.

À la suite du déclenchement du stade 3, la surveillance Sentinelles des infections respiratoires a évolué pour s'adapter aux caractéristiques cliniques de cette maladie. Les médecins Sentinelles suivent désormais le nombre de cas d'infection respiratoire aiguë.
Le 23 mars, un premier soignant décède des suites de la maladie. Le soir même, le Premier ministre Édouard Philippe annonce la fermeture des marchés de plein air, sauf dérogations accordées par les préfets.
Le nombre des 1 000 morts en contexte hospitalier est dépassé le 24 mars. Les régions les plus touchées sont l'Île-de-France, le Grand Est, Auvergne-Rhône-Alpes, Provence-Alpes-Côte d'Azur, les Hauts-de-France, la Bourgogne-Franche-Comté, l'Occitanie et la Nouvelle-Aquitaine.
Le 27 mars, le Premier ministre Édouard Philippe prolonge le confinement national au moins jusqu'au 15 avril. Le 30 mars, la barre des 3 000 morts à l'hôpital est dépassée. En avril, plusieurs centaines de personnes par jour meurent de la Covid-19, le pic est atteint le 6 avril avec 613 décès. Au total, 4,5 % de la population française est infectée entre mars et mai selon une étude de la Direction de la Recherche, des Études, de l'Évaluation et des Statistiques, avec cependant des disparités selon les territoires — un maximum de 9 % est atteint à Paris et dans le Haut-Rhin, contre 3,6 % à Marseille —, le sexe — les femmes ont été exposées à 5 % au virus, contre 3,9 % pour les hommes —, l'âge — 1,3 % des plus de 64 ans, 5,7 % des 21-29 et 6,9 % des 30-49 ans —, l'origine — 9,4 % des immigrés non européens contre 4,1 % des non-immigrés —, la composition du foyer — 6,1 % des personnes vivant dans des foyers de 3 ou 4 personnes, 8,5 % des personnes vivant dans des foyers de 5 personnes.
Le 13 avril, le président Emmanuel Macron annonce que le confinement pourrait être levé le 11 mai, au moins partiellement. Les modalités précises seraient annoncées ultérieurement en surveillant les indicateurs épidémiologiques. Le haut-fonctionnaire Jean Castex est chargé de coordonner le travail de réflexion du gouvernement sur les stratégies de « déconfinement »,. Le 28 avril, le Premier ministre présente à l'Assemblée nationale les conditions de déconfinement, notamment la rentrée scolaire échelonnée, la non reprise des cours en présentiel dans l'enseignement supérieur, le maintien de la fermeture des bars, cafés et restaurants et l'interdiction des rassemblements. L'objectif est que le nombre de reproduction de base {\displaystyle R_{0}}, ou taux de contagion, se maintienne en dessous de 1. La sortie de confinement se fera de façon différenciée par départements en fonction du niveau d'infection atteint par chacun d'eux.

#### Mai à août 2020: déconfinement et baisse de la circulation du virus

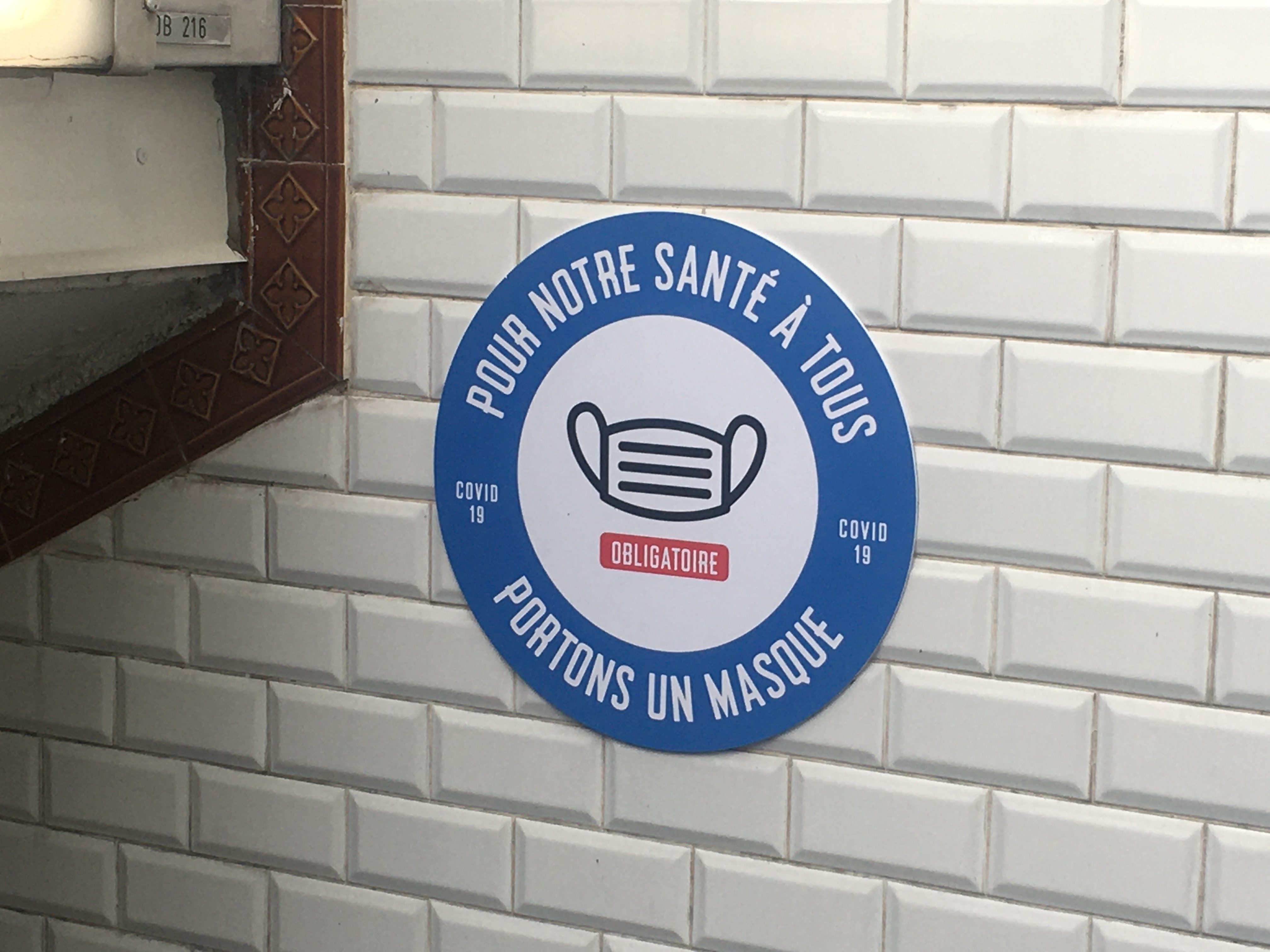
Panneau apposé à l'entrée d'une station du métro parisien, indiquant l'obligation du port du masque, le 10 mai 2020, juste avant le début du déconfinement.

Au 7 mai 2020, le déconfinement est appliqué de manière différente en « zone verte » et en « zone rouge ». Ces zones sont définies en fonction de trois indicateurs : les tensions hospitalières en réanimation, la capacité de tests et la circulation virale,.

Les mesures principales du déconfinement, effectif le 11 mai, sont la suppression de l'autorisation de sortie, l'obligation du port du masque dans les transports, la reprise du travail dans les commerces, à l'exception des restaurants, la rentrée très progressive des écoles. Les déplacements au-delà de 100 km restent interdits jusqu’au 2 juin.
Le 11 juin, Santé publique France fait état d'un taux d'incidence glissant supérieur à 10 mais inférieur à 50 dans les départements de Meurthe-et-Moselle, de la Meuse et de la Marne, et de 11 dans le Val-d'Oise.
Le 19 juin, Santé publique France fait état d'absence d'arguments en faveur d'une reprise épidémique. Les 239 foyers sont contrôlés ; le R effectif national est à 0,93 le 12 juin, partout inférieur à 1, sauf en Auvergne-Rhône-Alpes (1,02), en Normandie (1,14), en Occitanie (1,51) et en Martinique (1,57). Le nombre de nouvelles hospitalisations continue à diminuer ; mais la circulation du virus reste active à Mayotte et la Guyane qui passent en alerte 3.
Le 30 juin, Santé publique France constate que la circulation du virus se ralentit mais persiste. Elle fait état 95 foyers en cours d'investigation, 8 de plus en 24 h. Les nouveaux cas confirmés restent de l'ordre de 500 par jour (541 les dernières 24 h). Le taux de positivité aux tests virologiques est de 1,4 % en moyenne nationale. Le taux de prévalence glissant sur 7 jours est partout inférieur à 10 en métropole, il est de 45 pour 100 000 habitants à Mayotte et de 393 en Guyane.
Le 3 juillet, Santé publique France confirme la persistance de la circulation du virus. Elle constate que les gestes barrières sont moins respectés. Il y a 88 foyers, 5 de plus en 24 h, en cours d'investigation. Elle dénombre 3 406 nouveaux cas en semaine 26, 582 en 24 h. Le R effectif moyen est de 0,90 et reste dans toutes les régions métropolitaines significativement inférieur à 1 selon l'agence. Le 8 juillet, l'ARS Pays de la Loire signale qu'en Mayenne le taux d’Incidence atteint 47,16 / 100 000 habitants, le nombre de cas confirmés ayant doublé en six jours de 109 à 219. Le taux de tests positifs est de 6 %. Le taux d'incidence a commencé à augmenter dès le 30 juin, six jours avant celui de l’augmentation des passages aux urgences pour suspicion de Covid-19. L'agence fait état de plusieurs foyers apparus tant en milieu professionnel (abattoirs) que dans des lieux d'hébergement sociaux, ou encore en milieu familial. Ils ne sont pas tous contrôlés et elle craint désormais une diffusion communautaire. Le dernier taux d'incidence cumulé sur 7 jours reste à 52 pour 100 000 habitants le 12 juillet.
Dans son bulletin hebdomadaire du 10 juillet, Santé publique France indique que l'épidémie tend à progresser. Elle relève que le R effectif est désormais significativement supérieur à 1 en moyenne métropolitaine. En Mayenne, le taux d'incidence glissant sur sept jours après avoir atteint 45/100 000 est encore à 39 le 10 juillet. L'agence constate un foyer communautaire. Ce réveil épidémique perceptible dans tous les indicateurs de suivi, survient alors que le port du masque en public tend à augmenter (46 à 57 % depuis le dé-confinement jusqu'au 24 juin) tandis que les gestes barrières de base sont oubliés (71 à 54 % pour la distanciation physique, 88 à 73 pour les embrassades) sur la même période.
Selon le bulletin hebdomadaire de Santé publique France du 17 juillet, la Mayenne a désormais atteint le niveau de vulnérabilité « élevé ». Le taux d'incidence glissant en Mayenne a franchi le 11 juillet le seuil d'alerte de 50 ; il est de 59,9 / 100 000 le 14 juillet. Les Autorités sanitaires restent rassurantes tout en insistant sur la nécessité du strict respect de toutes les mesures barrières. Plusieurs « signaux faibles » se manifestent, dans de nombreuses régions de métropole le R effectif est significativement supérieur à 1 en Provence-Alpes-Côte d'Azur, Pays de Loire et Île-de-France, sans évolution des indicateurs hospitaliers. Dans d'autres régions le R effectif est supérieur à 1 mais non significatif selon l'agence. À titre d'exemple, le taux d'incidence glissant est passé de 1,4 à 8,9 / 100 000 dans le Finistère entre le 4 et le 14 juillet. Le R est passé à 2,6 en Bretagne mais resterait non significatif. En 10 jours, 20 000 tests virologiques auraient été réalisés en Bretagne soit le quart de l'ensemble des tests depuis le 6 mai. 2 cas positifs sur 3 seraient asymptomatiques. L'hypothèse d'une sous estimation antérieure de l'épidémie est envisagée.
Le 24 juillet, la Direction générale de la Santé évoque différents signaux concordants d'une reprise épidémique et constate le relâchement par la population des mesures barrière dont la distanciation. Santé publique France fait état de plus de 1 130 cas quotidiens supplémentaires soit +26 % en une semaine, et de 7 départements en « situation de vulnérabilité » dont 3 en vulnérabilité élevée (Guyane, Mayotte et Mayenne) et 4 en vulnérabilité modérée (Finistère, Gironde, Nord et Vosges). Le gouvernement resserre les contrôles aux frontières, notamment pour les voyageurs en provenance de 16 pays où « la circulation virale est particulièrement forte ».
Le 31 juillet, Santé publique France fait état d'une circulation virale qui s'intensifie, notamment chez les jeunes où la moitié des sujets testés virologiquement positifs sont asymptomatiques. 19 départements sont en situation de vulnérabilité. Le R effectif est supérieur à 1 dans dix régions dont trois significativement par concordance des indicateurs relatifs aux résultats virologiques et aux passages aux urgences, il s'agit de Auvergne-Rhône-Alpes, Île-de-France et Grand-Est. Le gouvernement vient d'autoriser les préfets à prendre des mesures restrictives ciblées si nécessaire, notamment concernant le port du masque dans les espaces publics,.
Le 1er août, le préfet de la Mayenne impose le masque dans l'espace public de 69 communes du département. Le masque est également devenu obligatoire à l'extérieur pour différents secteurs de Lille et sa métropole. Certaines villes situées sur le littoral rendent également le masque obligatoire dans certaines rues ou certains lieux, c'est le cas de Nice, Bayonne, Biarritz et La Rochelle. Après la fermeture de plusieurs bars et restaurants au Pays basque, Biarritz ferme également ses plages la nuit et ne s’interdit pas de fermer la plage ponctuellement en journée, en cas de marée haute, comme c'est déjà le cas pour les plages principales des Sables-d'Olonne (sauf pour les personnes dans les bars / restaurants ou louant des transats),.
Par la suite, d'autres villes comme Toulouse, Nancy et Saint-Tropez rendent le port du masque obligatoire en extérieur à certains endroits.
Certaines villes comme Paris, Marseille, Toulouse, Nice, Toulon, Creil et Digne-les-Bains ont par la suite rendu le masque obligatoire à l'extérieur dans toute la ville. La ville de Paris n'oblige pas le port du masque pour les cyclistes ou joggeurs.

### Deuxième vague

#### Septembre 2020: nouvelle hausse du nombre de cas

Nombre de nouveaux cas (bleu) et nombre de décès (rouge) - lissage dégressif, coordonnées logarithmiques. Après une stagnation pendant l'été, où l'augmentation du nombre de cas reflète l'augmentation des détections, une croissance exponentielle en septembre et octobre tant des cas que des décès.

Le nombre de contaminations progresse : quelque 2 500 contaminations quotidiennes mi-août, 5 000 fin août, 10 000 mi-septembre. Le 14 octobre 2020, les lits en réanimation sont occupés, à 32 %, par des patients Covid-19. La propagation est différente de celle du printemps, le rythme est plus lent et le virus est présent sur toute la France, alors que la Bretagne comme la Nouvelle-Aquitaine n’avaient quasiment pas été bousculées par la première vague,.
À partir du 26 septembre, certaines zones placées en « alerte maximale » comme la métropole d'Aix-Marseille et la Guadeloupe doivent fermer les bars et restaurants pendant 2 semaines. Dans les zones d'« alerte renforcée » comme Bordeaux, Lyon, Nice, puis Paris et la petite couronne, Lille, Toulouse, Saint-Étienne, Rennes, Rouen, Grenoble et Montpellier, les rassemblements de plus de 10 personnes sont interdits et les bars devront fermer au plus tard à 22 h. Les salles de sport, gymnases, salles des fêtes et salles polyvalentes seront également fermées dans ces zones. Les réunions sont limitées à 30 personnes dans 69 départements en alerte. Par la suite, d'autres villes comme Paris, Lille, Grenoble, Saint-Étienne et Lyon ont dû fermer leurs bars. Les restaurants sont cependant autorisés à ouvrir dans les zones d'alerte maximale mais les clients sont limités à 6 par table.

#### Octobre - novembre 2020: retour du confinement et apparition du couvre-feu
Le 14 octobre, un couvre-feu est déclaré et Emmanuel Macron recommande que les réunions privées soient limitées à six personnes. Le 28 octobre, face à l'augmentation des cas, du nombre d'hospitalisations en réanimation et de morts, Emmanuel Macron annonce un deuxième confinement qui prendra effet le lendemain à partir de minuit. Toutefois, il sera moins contraignant que le premier, notamment car les établissements scolaires ont pu rester ouverts avec une demi-jauge. Mi-octobre, au pic de cette vague, le nombre de cas est de 48 000 et celui d’hospitalisations est de 33 000. Le 21 octobre, le taux d’incidence atteint 807 pour 100 000 habitants à Saint-Étienne, contre 416 à Paris. Au niveau du département de la Loire, les chiffres sont semblables à ceux de la fin mars

#### Décembre 2020 - janvier 2021: apparition de variants, début de la vaccination

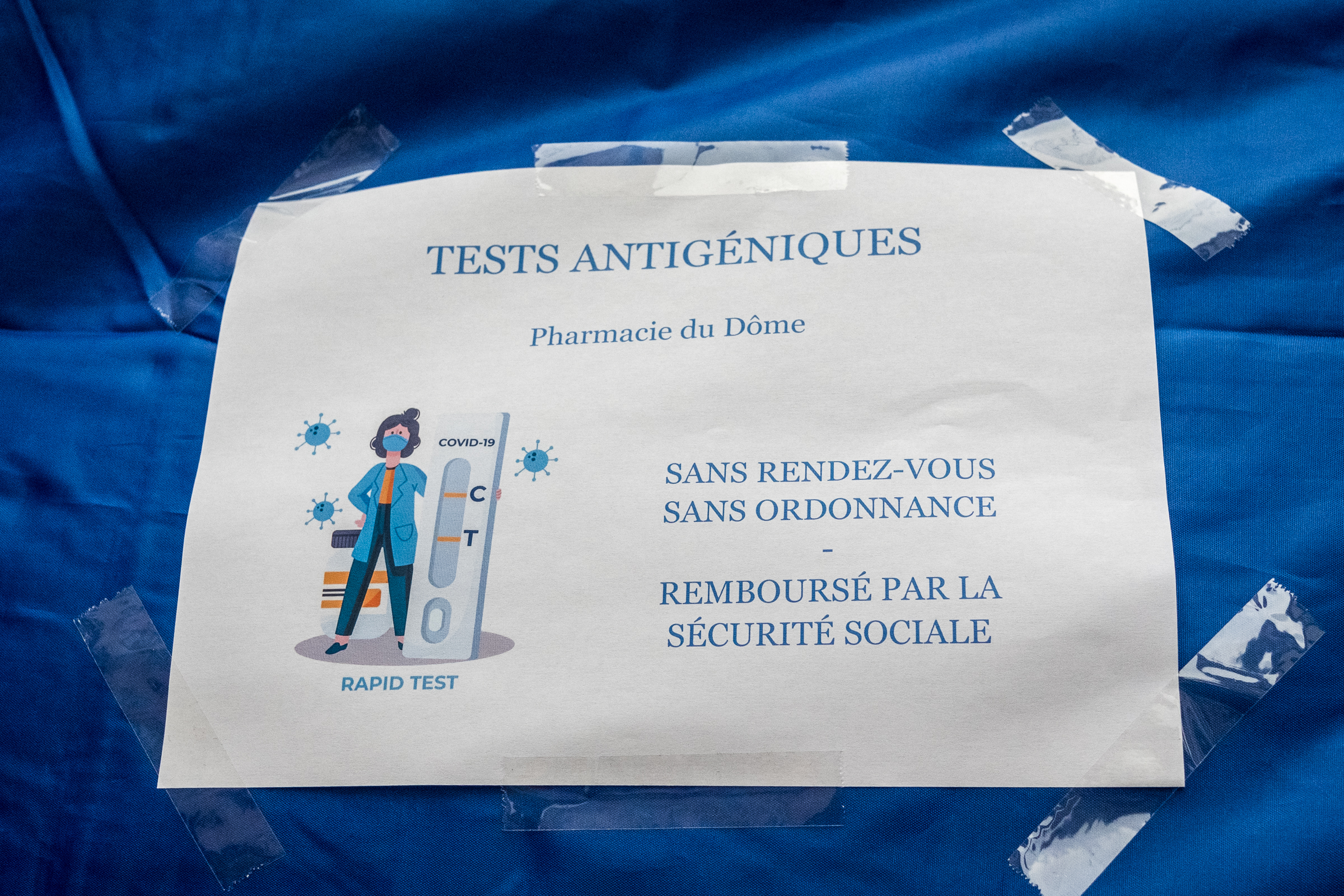
Affichette pour des tests antigéniques à Strasbourg le 31 décembre 2020.

À partir du 15 décembre, le confinement national est levé et un couvre-feu est mis en place entre 20 h et 6 h, à l'exception du soir du 24 décembre. Le soir du Nouvel An se fera quant à lui sous couvre-feu. Le deuxième confinement n’a pas permis de faire suffisamment chuter ni les contaminations, ni la pression sur le système hospitalier. Le nombre de cas diminue à 10 000 début décembre, avant de repartir à la hausse ; le nombre d’hospitalisations ne descend pas en dessous de 25 000,.
Le 17 décembre 2020, l'Élysée annonce qu'Emmanuel Macron a été testé positif à la COVID-19 et mis à l'isolement pour une durée de sept jours. Le Premier ministre, Jean Castex, a également été mis à l'isolement, considéré comme cas contact du président. Un dîner ayant eu lieu la veille du diagnostic fait polémique, puisqu'il ne respectait pas les normes en vigueur, notamment la « règle des six », recommandée par le président lui-même.
Les tests, dont la capacité a augmenté avec la disponibilité des antigéniques depuis début novembre, sont massivement utilisés avant les fêtes de fin d'année.
La campagne de vaccination débute le 27 décembre 2020.

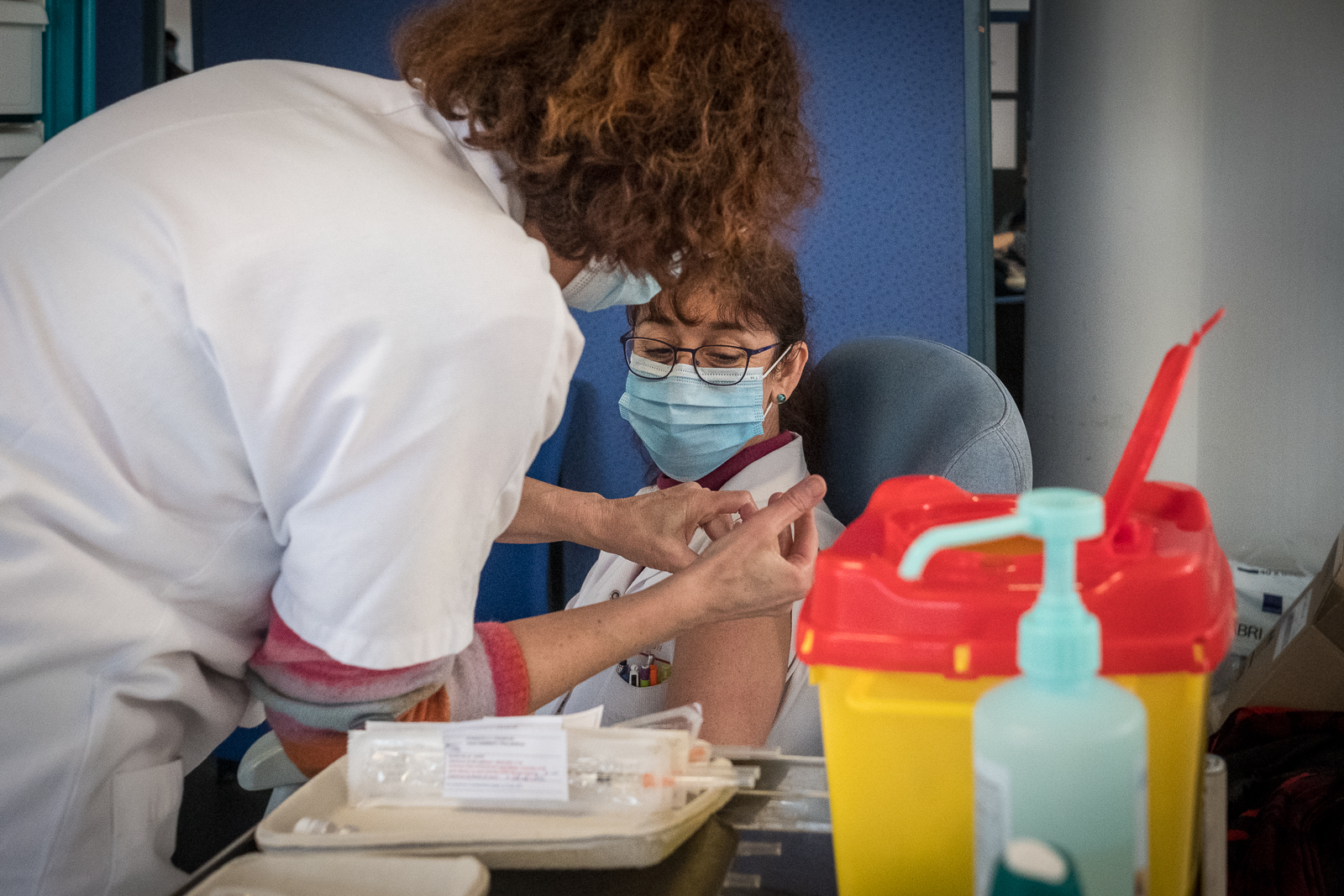
Vaccination d’une personnelle de santé à l’aide du vaccin PfitzerBioNTech dans le cadre de la phase 1 de la campagne de vaccination contre la Covid-19 aux Hôpitaux universitaires de Strasbourg le 8 janvier 2021.

Il apparaît dès le 29 décembre que la campagne de vaccination est infiniment plus lente en France qu'au Royaume-Uni, en Allemagne ou en Israël. Les doses de vaccin étant disponibles, une première explication serait qu'il « y a une peur politique qu’une vaccination rapide entraîne un plus fort rejet et l’espoir que l’adhésion de la population sera plus forte avec une montée très progressive ». Une autre explication pourrait venir du fait que le gouvernement avait tablé sur la disponibilité du vaccin Sanofi dont la venue est retardée et que la logistique du déploiement du vaccin Pfizer est plus délicate. Enfin, le gouvernement souhaiterait une traçabilité parfaite du vaccin mais le système de traçage ne serait pas complètement prêt. Quoi qu'il en soit, le ministre de la Santé Olivier Véran déclare le 29 décembre :

« Nous avons fait le choix de nous reposer sur les médecins, de le faire [le vaccin] dans les Ehpad et non de faire se déplacer [les résidents d’Ehpad], nous recueillons le consentement auparavant. Je ne confonds pas vitesse et précipitation. Cet écart dans le démarrage il est assumé. Ce qui compte c’est que fin janvier nous aurons rattrapé ce décalage et ce qui compte c’est que nous protégions tout le monde. »

— Olivier Véran, Interview France 2
Mais Axel Kahn dénonce la façon dont est appliquée cette politique de consentement du patient et la lourdeur administrative de la procédure, « bien plus longue en France qu'ailleurs ». Le 30 décembre, c'est l'Académie de médecine qui arrive à des conclusions similaires : l’Académie recommande de « simplifier et raccourcir autant que possible les procédures de vaccination dans les Ehpad » et que la première phase de vaccination soit déployée « en priorité » dans les départements les plus touchés. Elle demande aussi la « transparence » concernant l’état des stocks de vaccins pour que « la mise en œuvre de la stratégie vaccinale n’apparaisse pas dictée par des aléas de livraison ». Face à ces critiques, le gouvernement annonce que les soignants de 50 ans et plus pourront être vaccinés dès le 4 janvier.

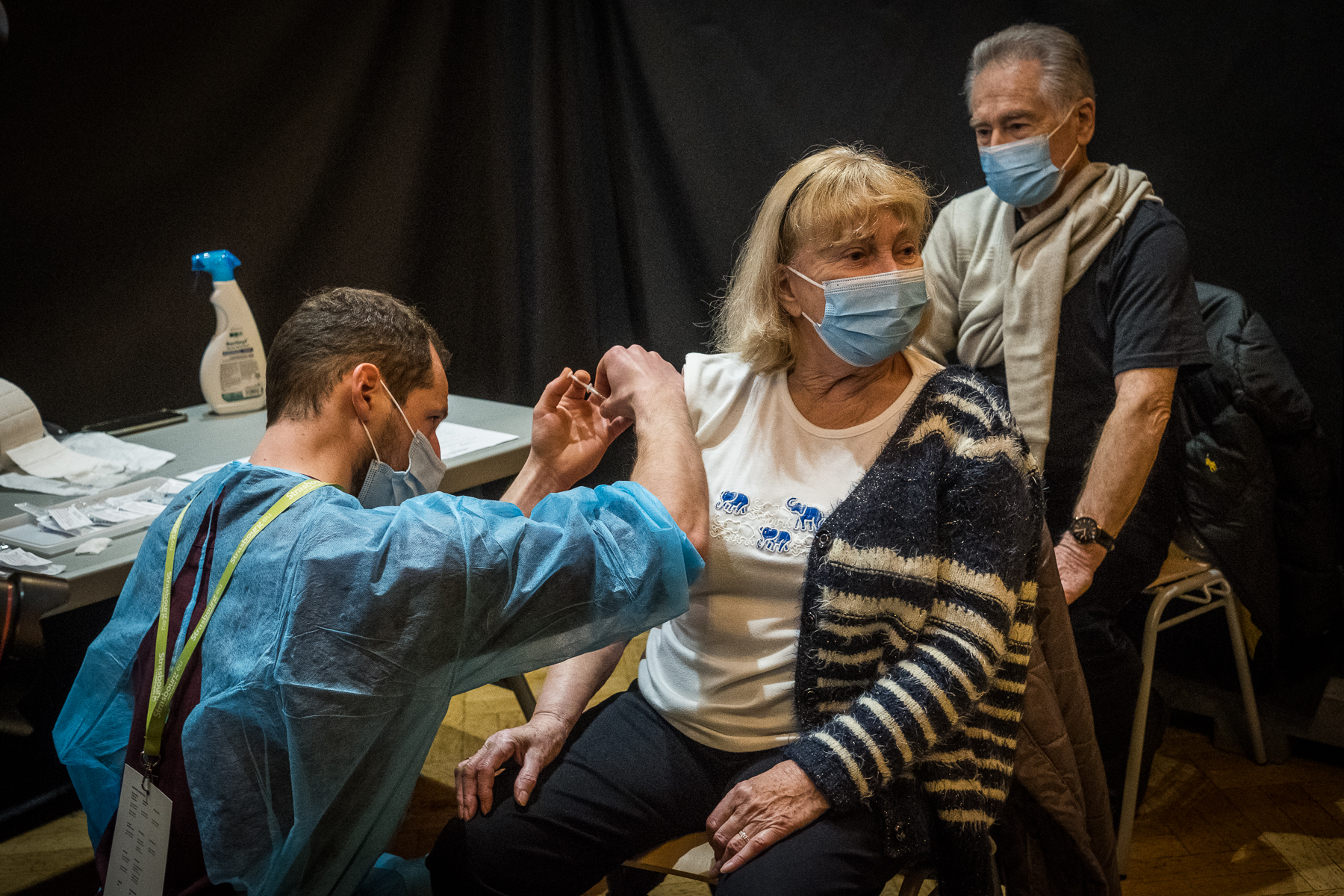
Début de la campagne de vaccination des personnes âgées de plus de 75 ans à Strasbourg, le 18 janvier 2021.

Le 18 janvier, la vaccination est ouverte à toute personne de plus de 75 ans mais tous les seniors concernés ne peuvent pas s’inscrire. Toutefois, la moins bonne disponibilité qu'espérée des vaccins (Pfizer et Moderna) entraîne un ralentissement du rythme des vaccinations. 1 405 885 personnes ont reçu une dose au 28 janvier 2021.
Le début de l'année est marqué également par des cas de contaminations par des mutations du virus : au 7 janvier, dix-neuf cas de contamination par le variant alpha dite alors « britannique » ont été confirmés. En quelques semaines, la part du variant alpha atteint une infection sur quatre.
Même si la circulation du virus reste moins importante que dans d’autres pays européens qui ont décidé de reconfiner, l’apparition de variants du virus, plus contagieux, amène le gouvernement à imposer un couvre-feu généralisé à 18 heures dès le 16 janvier et des contrôles aux frontières renforcés. Le 31 janvier, de nouvelles mesures entrent en application : la fermeture des frontières aux pays hors Union européenne, l'imposition de tests PCR négatifs aux voyageurs de l'Union européenne (à l’exception des travailleurs transfrontaliers) et la fermeture des centres commerciaux non alimentaires de plus de 20 000 m2. Selon les calculs du Monde de juin 2021, la décision de ne pas confiner la population fin janvier a eu un coût humain de 14 000 décès, près de 112 000 hospitalisations, dont 28 000 en réanimation, et environ 160 000 cas de Covid-19 long supplémentaires.
Fin janvier 2021, un institut australien classe la France 73e sur 98 au classement des pays ayant le mieux géré la crise sanitaire.

#### Février 2021: arrivée d'un troisième vaccin et confinements localisés le week-end
Le 6 février, alors qu'un peu plus de 1 800 000 personnes ont été vaccinées et que l'administration de la seconde dose est encore marginale (190 000 personnes), commence la vaccination avec le vaccin d'AstraZeneca destiné dans un premier temps aux professionnels de santé et du médico-social de moins de 65 ans.
Après la Moselle, le département des Alpes-Maritimes présente, le 21 février 2021, un taux d’incidence préoccupant, plus élevé qu’au niveau national (557 cas positifs pour 100 000 habitants contre 190). La métropole niçoise est atteinte d'un taux d’incidence encore plus préoccupant avec 700 cas pour 100 000 habitants, aggravé par la diffusion du variant alpha, plus contagieux, et un faible taux de vaccination puisque moins de 4 % des Maralpins sont vaccinés à cette date. Pour enrayer cette dégradation, de nouvelles mesures sont décidées par le gouvernement et présentées par la préfecture et l'ARS le 22 février 2021. Des mesures de confinement sont en particulier décidées pour les week-ends du 26 février et du 5 mars dans les communes du littoral des Alpes-Maritimes. Les déplacements seront interdits dans les communes de Menton à Théoule-sur-Mer, zone qui concentre près de 90 % de la population du département, correspondant aux unités urbaines de Nice et de Menton. Comme pour le confinement du mois de mars : les sorties durant une heure sont possibles pour les courses, le médecin, les animaux, le sport, promenade (5 km autour du domicile).
Parallèlement le taux d'incidence dans le Dunkerquois atteint 901 pour 100 000 habitants dans l'agglomération, ce qui conduit le gouvernement, après un échange avec les élus locaux, à annoncer la mise en place d'un confinement similaire à celui de Nice pour les trois week-ends au moins à compter du 26). Ce confinement localisé concerne les habitants de la communauté urbaine de Dunkerque et ceux de la communauté de communes des Hauts de Flandre, soit près de 250 000 habitants.
Vingt départements ayant un niveau d'incidence autour de 250 cas pour 100 000 habitants sont également mis sous vigilance le 25 février et pourraient faire l'objet de mesures de confinements locaux à partir du week-end du 6 mars si la situation continuait à se dégrader, après « concertations avec les élus ».
Au 28 février 2021, plus de 3 millions de personnes habitant en France ont reçu la première dose de vaccin et 1 500 000 la seconde dose. Avec 6,6 doses administrées pour 100 habitants, la France se situe très en retard d'Israël, du Royaume-Uni ou des États-Unis et à un niveau peu inférieur à celui de l'Allemagne ou de l'Italie en termes de vaccination par 100 habitants.

### Troisième vague

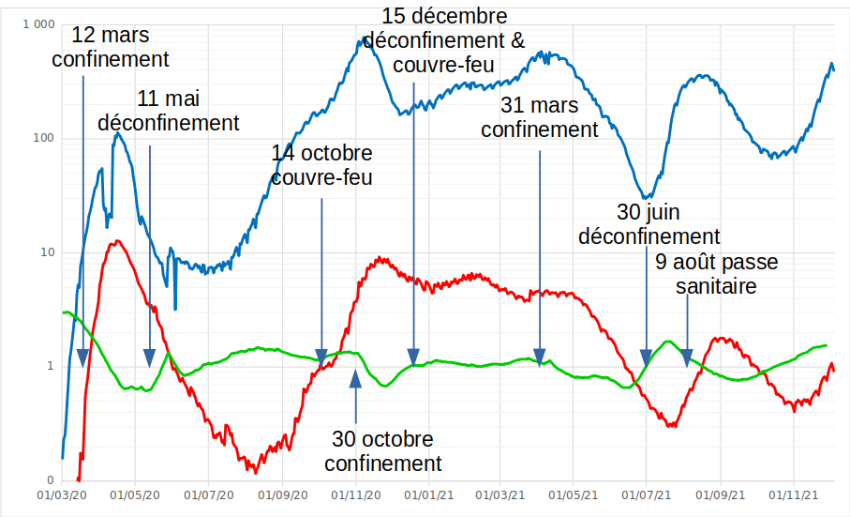
Incidence des cas (bleu) et décès (rouge) par million ; taux de reproduction (vert) ; et principales étapes de la politique sanitaire.

La troisième vague se caractérise par la position dominante du variant Alpha. Le variant Bêta dit alors « sud-africain » se déploie dans l'Est avec 35 % des cas en Moselle. La campagne de vaccination souffre d'une méfiance vis-à-vis du vaccin AstraZeneca, responsable de quelques cas graves de thromboses atypiques accompagnées de thrombopénie touchant principalement des femmes âgées de moins de 55 ans. Le vaccin Janssen, de même technologie (vaccins à adénovirus) est suspendu pour les mêmes raisons.

#### Mars 2021: aggravation de l'épidémie et confinement localisé 7j/7 dans19 départements
À la suite de cas de thrombose, l'injection du vaccin AstraZeneca est suspendue dans plusieurs pays européens dont la France du 15 au 18 mars, jusqu'à ce que l'Agence européenne des médicaments en réautorise l'utilisation. Toutefois, en France, ce vaccin n'est alors autorisé que pour les personnes de plus de 55 ans.
Le 18 mars 2021, face à la montée des cas de COVID depuis quelques semaines en France, Jean Castex annonce un 3e confinement à compter de vendredi minuit et pour une durée d'au moins 4 semaines, dans 16 départements français, les plus touchés par l'épidémie (dont tous les départements de l'Ile-de-France et des Hauts-de-France) avec les écoles et les collèges ouverts, les lycées basculant en demi-jauge, et des déplacements possibles dans un rayon de 10 km autour du domicile sans limitation de durée. Les commerces « non essentiels » doivent fermer, mais les coiffeurs, les libraires, les disquaires, les fleuristes et les chocolatiers peuvent rester ouverts. L'objectif du gouvernement est de « confiner sans enfermer ».
Le 20 mars 2021, soit le premier jour du confinement dans les 16 départements concernés, l'attestation de sortie, jugée trop complexe, est supprimée : désormais, un simple justificatif de domicile suffira pour les sorties dans un rayon de moins de 10 km autour du domicile en journée.
Le 25 mars 2021, Olivier Véran annonce que les mesures de confinement sont étendues à 3 départements supplémentaires : le Rhône, la Nièvre et l'Aube. Ces mesures s'appliquent à compter de vendredi minuit et pour une durée d'au moins 4 semaines.
Fin mars alors que la situation sanitaire continue à se dégrader avec près de 5 000 malades en réanimation, près de 300 morts par jour et près de 40 000 nouveaux cas quotidiens, le nombre quotidien de vaccinations continue d'augmenter de telle sorte que, le 31 mars, plus de 11,3 millions de doses ont été injectées et que plus de 2,8 millions de personnes ont reçu les deux doses, malgré les difficultés d'approvisionnement.

#### Avril 2021: troisième confinement
Le 31 mars 2021, lors d'une allocution radio-télévisée, Emmanuel Macron annonce, face à la saturation des services de réanimation, l'étendue des mesures de confinement déjà en vigueur dans 16 départements à tout le territoire métropolitain, ainsi que la fermeture des crèches, écoles, collèges et lycées à partir du 3 avril et l'unification des vacances de printemps sur tout le territoire dès le 12 avril. Il annonce également que la vaccination contre le Covid-19 sera élargie à toutes les personnes âgées de plus de 60 ans le 16 avril, puis à toutes celles de plus de 50 ans le 15 mai, et que les personnes de moins de 50 ans suivront mi-juin. Promettant de revenir « prochainement vers les Français » afin de « fixer un agenda », il annonce enfin la réouverture à partir de mi-mai de certains lieux de culture et terrasses de bars et restaurants.

#### Mai et juin 2021: sortie du confinement et levée progressive des restrictions sanitaires
| Lieux et activités concernés       | 3 mai                                                                                               | 19 mai                                      | 16 juin                                                               | 30 juin                             |
| ---------------------------------- | --------------------------------------------------------------------------------------------------- | ------------------------------------------- | --------------------------------------------------------------------- | ----------------------------------- |
| Port du masque                     | En tous lieux                                                                                       | En tous lieux                               | À l'intérieur uniquement (17 juin),                                   | À l'intérieur uniquement (17 juin), |
| Couvre-feu                         | 19 h                                                                                                | 21 h                                        | 23 h                                                                  | Fin (avancé au 20 juin)             |
| Restaurants et bars : terrasses    | | 50 % capacité. Tables de 6                  | Tables de 6                                                           |                                     |
| Restaurants et bars : en intérieur | |                                             | 50 % capacité. Tables de 6                                            | Position assise                     |
| Musées                             | | 8m2 par visiteur                            | 4m2 par visiteur                                                      |                                     |
| Cinémas, spectacles assis          | | 35 % des spectateurs. <800 personnes        | 65 % des spectateurs <5 000 personnes                                 | Passe sanitaire si >1 000 personnes |
| Salles sport, piscines couvertes   | Établissements scolaires : intérieur et extérieur Autres publics : extérieur, groupes ≤ 6 personnes | Publics prioritaires Tous publics extérieur | Tous publics : 50 % capacité Pour sports sans contact : ≤10 personnes |                                     |
| Dancings, discothèques             | |                                             |                                                                       |                                     |
| Télétravail                        | Maintenu                                                                                            | Maintenu                                    | Assoupli                                                              | Fin                                 |

Le 30 avril 2021, lors d'un entretien à la presse régionale, Emmanuel Macron annonce la levée progressive des restrictions sanitaires, en 4 étapes, à compter du 3 mai :
1. Le 3 mai 2021, les collèges et les lycées rouvrent leurs portes, après quatre semaines de fermeture, en demi-jauge pour les classes de 4e et de 3e dans 15 départements les plus touchés par l'épidémie, pour tous les niveaux et sur tout le territoire pour les lycées, les déplacements inter-régionaux sont à nouveau possibles.
2. Le 19 mai 2021, le couvre-feu est retardé de 19h à 21h, les musées, cinémas, théâtres, monuments rouvrent ainsi que les terrasses des bars et des restaurants avec une limite de six personnes par table. Les commerces dits « non essentiels » rouvrent également à cette date.
3. Le 9 juin 2021, le couvre-feu est reporté à 23h, les bars et les restaurants pourront à nouveau accueillir du public en intérieur, toujours avec une limite de six personnes par table, et les salles de sport rouvrent également avec une entrée conditionnée à un « passe sanitaire ». Les salons et les foires peuvent également reprendre leur activité, avec une limite de 5 000 personnes et l'accès conditionné à un passe sanitaire.
4. Enfin, le 30 juin 2021, les évènements de plus de 1 000 personnes sont à nouveau autorisés en intérieur comme en extérieur, avec une entrée conditionnée à un passe sanitaire[134].

Le 2 juin 2021, Emmanuel Macron annonce que la vaccination est élargie aux adolescents ayant entre 12 et 18 ans, à compter du 15 juin.
Pratiquement, le 30 juin 2021 marque ainsi la levée de presque toutes les restrictions sanitaires (fin des jauges dans les magasins, réouverture complète des restaurants, des cinémas, des théâtres…). Cependant, le masque reste obligatoire dans les lieux clos.
Face à la circulation du variant Delta (dit « indien ») dans les Landes, cette étape de déconfinement est retardée d'une semaine sur ce territoire.
Un relâchement dans le respect des mesures barrières ajouté à la concentration humaine sur les lieux de vacances entraînent, dès juillet 2021, une reprise importante des contaminations, notamment dans les départements côtiers, qui est qualifiée de « quatrième vague » dans les médias.

### Quatrième vague
Le Premier ministre français, Jean Castex, invité du journal de 13 heures sur TF1 mercredi 21 juillet, a explicitement déclaré « Nous sommes dans la quatrième vague », confirmant ainsi les craintes suscitées par le récent rebond de l'épidémie.
Cette vague correspond à l'arrivée en France du variant Delta.
À l’été 2021, cette vague est considérée en France et à l’étranger comme étant la « vague des non-vaccinés », car elle tue en majorité les non-vaccinés,,,.

#### Juillet - août 2021: nouvelles mesures pour endiguer les variants et lancement du passe sanitaire
Devant la montée en puissance des variants, Emmanuel Macron a annoncé lors d'une nouvelle allocution radio-télévisée le 12 juillet 2021, un nouveau train de mesures applicables aux adultes et, de façon assouplie, aux enfants âgés de 12 ans et plus :
- Obligation vaccinale le 15 septembre 2021 pour l'ensemble des professionnels et bénévoles en contact avec des publics fragiles ;
- Jauge pour l'exigence du passe sanitaire abaissée de 1 000 à 50 personnes ;
- Extension du passe sanitaire, le 21 juillet 2021, aux lieux de culture et de loisirs puis aux restaurants, cafés, trains, avions et grands centres commerciaux dans le courant du mois d'août 2021.

En outre, les tests PCR ne seront plus gratuits pour tous les Français à compter du mois d'octobre 2021.
Le 17 juillet 2021, le gouvernement a annoncé la présentation obligatoire d’un test négatif de moins de 24 heures (au lieu de 72 heures auparavant), pour toute personne arrivant sur le territoire français en provenance de certains territoires européens à risque tels que l’Espagne, le Portugal, le Royaume-Uni, la Grèce, Chypre et les Pays-Bas.
À compter de la seconde moitié du mois de juillet, face à la propagation rapide du variant Delta dans ces territoires, plusieurs départements (principalement des départements côtiers, ou très touristiques) mettent en place des mesures pour tenter de freiner l'épidémie. 24 départements français remettent ainsi en place le masque en extérieur. Dans les Pyrénées-Orientales, les bars et les restaurants doivent fermer au plus tard à 23 h, tandis qu’en Haute-Corse tous les établissements recevants du public doivent fermer au plus tard, à minuit.
Le 30 juillet 2021, devant la saturation des établissements hospitaliers, la Martinique est reconfinée, au minimum pour trois semaines,.
Le 5 août, le Conseil constitutionnel ne censure pas l'extension du passe sanitaire aux restaurants, bars, cafés, terrasses ainsi qu'aux visiteurs dans les hôpitaux et pour tous leurs patients considérés comme non-urgents. La vaccination obligatoire pour le personnel soignant n’est pas non plus jugée inconstitutionnelle. Cependant, l'isolement obligatoire des malades est censuré, de même que la rupture anticipée d'un CDD ou d'un contrat d'intérim.
Le 24 août 2021, la Haute Autorité de santé publie un nouvel avis, dans lequel elle recommande l'administration d'une troisième dose de vaccin pour les personnes âgées de plus de 65 ans et celles présentant des comorbidités.

### Cinquième vague et variant Omicron 2021-2022

#### Novembre 2021 - janvier 2022: apparition du variant Omicron, augmentation rapide des cas et pass vaccinal
En novembre 2021 apparaît une cinquième vague dont la progression est particulièrement rapide, avec une augmentation du taux d'incidence de 100 à 164 en moins d'une semaine. Le nombre de cas quotidiens augmente de 81 % en une semaine, passant de 10 023 à 18 189.
Au cours du mois, le nombre de tests de dépistage double en France.
Depuis le 2 décembre 2021, un nouveau variant, le variant Omicron, est présent sur le territoire français.
Face à l'augmentation des cas, Olivier Véran annonce que la 3e dose de vaccin sera disponible pour tous 5 mois après la dernière dose ; le pass sanitaire sera également désactivé 7 mois après la dernière dose pour inciter les Français à se faire injecter cette dose de rappel.
Jean Castex annonce le 6 décembre une nouvelle série de mesures :
- passage au niveau 3 du protocole sanitaire : les élèves et le personnel devront notamment porter le masque en intérieur pour tous les établissements et en extérieur en école primaire. Il faudra également de nouveau limiter les brassages par niveau et par classe pendant la restauration ;
- vaccination possible des enfants à risque de 5 à 11 ans ;
- fermeture des discothèques à partir du vendredi 10 décembre pour 4 semaines.

Le 15 décembre 2021, 303 cas du variant Omicron sont détectés en France. Les spécialistes s'attendent à ce qu'il supplante le variant Delta au cours de cette cinquième vague.
Le 25 décembre 2021, la barre des 100 000 cas positifs par jour est franchie.
La connaissance de la progression de la pandémie est facilitée par le fait que plus de huit millions de tests sont réalisés en seulement une semaine, entre Noël et le jour de l'an. L'envol du nombre de tests se produit le 23 décembre, veille des vacances scolaires, quand il atteint soudain 1,5 million en une seule journée.
Le 29 décembre 2021, la barre des 200 000 cas positifs par jour est franchie.
Le 5 janvier 2022, on dénombre plus 300 000 cas positifs sur les dernières 24h.
Le 16 janvier 2022, le Parlement a adopté le projet de loi visant à instaurer le pass vaccinal.
Le 22 janvier 2022, la France connait son pic de nouveaux cas le plus élevé avec 367 017 nouveaux cas.
Le 18 janvier 2022, près de 465 000 cas positifs à la Covid-19 sont recensés sur le territoire français, un nouveau record absolu.
Le 26 janvier 2022, la « moyenne 7 jours passe à 365 013 cas enregistrés quotidiennement contre 366 179 » le 25. La France devient le quatrième pays le plus touché par la Covid-19, en nombre de cas testés positifs, derrière le Brésil, l'Inde et les États-Unis.
En février 2022, le variant Omicron cause la plupart des infections. Entre le 17 et le 23 janvier, les décès dus au variant ont été « majoritaires chez les personnes de plus de 80 ans », et ne représentent « qu'un tiers des décès chez les 60 à 79 ans ». Du 20 décembre 2021 au 23 janvier 2022, « le nombre de personnes décédées avec Omicron non-vaccinées est de 308 patients pour 10 millions de personnes, contre 183 patients vaccinés sans rappel, et 173 personnes vaccinées avec rappel ».

### 6° vague
Le pic de la 6e vague est atteint le 31 mars 2022.

### 7° vague

#### Printemps 2022: levée des dernières contraintes sanitaires et nouvelle augmentation des cas
Après une baisse durant le printemps 2022 donnant lieu à la levée des contraintes sociales (le masque n'est plus exigé dans les transports publics), les contaminations reprennent en juin 2022, 53 802 nouveaux cas positifs sont enregistrés entre les 7 et 8 juin. Les variants Omicron BA.4 et BA.5, moins dangereux, en sont responsables. Le pic est atteint au début juillet avec un variant BA.5 largement dominant, supplantant le BA.2 du début de la vague.
En Martinique, le Plan Blanc est de nouveau activé un mois après avoir été levé.
L'agence Santé Publique France note une « diminution de la circulation du SARS-CoV-2 » dans la semaine du 18 au 24 juillet 2022. La 7e vague a été moins meurtrière que les précédentes avec environ 100 morts par jour à l'hôpital.

### 8° vague
Au 14 septembre 2022, il y a 33 302 758 cas cumulés et 154 611 décès cumulés.
En octobre, les contaminations liées au Covid-19 progressent surtout pour les plus âgés, particulièrement dans le Grand Est (le département des Vosges est très touché), avec 51 755 nouveaux cas chaque jour (soit une hausse de 24 % en une semaine). Avec 390 919 nouveaux cas, le taux d'incidence a augmenté de 22 % dans la semaine du 3 au 9 octobre, les hospitalisations de 13 % et les décès de 14 %, sous l'effet du sous-variant BA.5, mais « dans l'indifférence générale ». Le pic est atteint avant la mi-octobre avec un variant BA.5 largement dominant.
À la fin du mois, le nouveau variant BQ.1.1. de la famille des variants Omicron, un des nombreux descendants de BA.5, gagne du terrain en France, et pourrait être à l'origine du rebond des contaminations. Le 21 octobre 2022, 12 décès supplémentaires en 24 h et 309 cas graves en réanimation sont comptés.

### 9° vague
En novembre, le variant BQ.1.1. est dorénavant majoritaire dans le pays, il est à l'origine de plus de 43 % des contaminations au Covid-19. Il résisterait « plus facilement à l'immunité acquise à la fois par la vaccination contre le Covid-19 et par une contamination au virus ». La vague culmine avant la mi-décembre 2022 et touche principalement le Sud-Ouest de la France.

### Vagues et variants

Vagues successives en France. Bleu = taux de croissance. Nombres par millions d'habitants (pmh), lissés : vert = nouveaux cas ; orange = en cours d'hospitalisation ; rouge = en cours de soins intensifs ; noir = nouveaux décès.

Les montées des vagues successives correspondent aux périodes où le taux de croissance est durablement au-dessus de l'unité. Le pic des cas est atteint lorsque le taux décroit jusqu'à l'unité, la décroissance correspondant au contraire à un taux de croissance inférieur à l'unité. La limite entre vague est relativement conventionnelle, et peut être fixée au point où le taux de croissance atteint son minimum. Ces vagues successives sont généralement dues à des variants différents.
| Vague                     | 1         | 2              | 3             | 4              | 5             | 5bis          |
| ------------------------- | --------- | -------------- | ------------- | -------------- | ------------- | ------------- |
| De :                      | mars 2020 | Juillet 2020   | décembre 2020 | juillet 2021   | octobre 2021  | décembre 2021 |
| Pic des cas               | mi-avril  | début novembre | mi-avril      | mi-août        | fin-décembre  |               |
| À :                       | juin 2020 | novembre 2020  | juin 2021     | septembre 2021 | décembre 2021 | 2022          |
| Variant                   | Original  | 20A-Eu2        | Alpha         | Delta          | Delta         | Omicron       |
| Pic décès (pmh/j)         | 15        | 9              | 5             | 1,8            | 3             | ?             |
| Pic soins intensifs (pmh) | 100       | 73             | 90            | 33             | 50            | ?             |
| Pic hospitalisation (pmh) | 500       | 500            | 450           | 170            | 240           | ?             |
| Pic de cas (pmh/j)        | 200       | 900            | 700           | 350            | 800           | ?             |

Nombres en « par million d'habitants » (pmh).
1. ↑  Cette seconde vague delta aurait atteint son pic naturel vers fin décembre, mais l'arrivée du variant omicron créé sa vague propre, qui s'additionne à la fin de la vague delta. L'arrivée du variant omicron commence par inverser la tendance baissière du taux de croissance vers la mi-décembre, faisant repartir à la hausse le nombre de cas quotidiens qui avait amorcé un palier.
2. ↑  Cette reprise du variant Delta est atypique dans le modèle d'une immunité grégaire, dans la mesure où la fin de la vague précédente reflète en principe l'atteinte d'une immunité collective.
3. ↑  Le nombre de porteurs de la première vague a été certainement sous-estimé du fait de l'absence de tests.

## Lutte contre la propagation
Pour lutter contre la propagation du virus, deux stratégies sont possibles : « endiguer » l'épidémie en attendant de découvrir un traitement efficace ou un vaccin contre la Covid-19, construire une immunité collective en laissant se propager l'épidémie tout en la contrôlant,.
Une étude de l’institut Pasteur publiée en avril 2021, qui se base sur les données récentes sur l’efficacité du vaccin et l’émergence de variants plus transmissibles, conclut qu’il faudrait que plus de 90 % des adultes soient vaccinés pour qu’un relâchement complet des mesures de contrôle soit envisageable.

### Gestes barrières
Les Français adoptent largement les comportements-barrière et la distanciation physique pendant la pandémie. Selon les études de Santé publique France, dès le 30 mars 2020, plus de 90 % des Français saluent sans serrer la main et arrêtent les embrassades. Alors qu'un peu moins de la moitié des Français porte un masque en public à la fin du premier confinement, ils sont 85 % à le faire en fin d'année. 83 % des personnes interrogées ont déclaré qu'elles allaient fêter Noël avec au maximum six adultes, tout comme 92 % au Nouvel An.
Les gestes barrières, ainsi que la campagne de vaccination importante contre la grippe, ont pour effet de réduire les cas de grippe, bronchiolite et gastro-entérite pendant l’hiver 2020-2021,.

#### Masques
Sur le plan scientifique, seuls les masques FFP2 et FFP3 ont fait la preuve de leur efficacité dans la protection des porteurs, les masques chirurgicaux ne faisant que protéger l'entourage des gouttelettes émises,,. Au vu de ces données, l'OMS a longtemps déconseillé l'usage de masques dans l'espace public, craignant les effets pervers de leur mésusage selon les contextes nationaux et sociaux,. Le 5 juin, l'OMS modifie néanmoins ses préconisations et, tout en rappelant que le masque en lui-même ne protège pas contre le virus, conseille désormais le port du masque dans les espaces confinés et là où la distanciation physique ne peut pas être respectée.

##### Pénurie jusqu'en avril 2020
De janvier à avril-mai 2020, la France a connu une pénurie d’équipements de protection individuelle, au premier rang desquels les masques chirurgicaux et FFP2. Elle touche en premier lieu les professions de santé.
À l'issue de l'épidémie de grippe A de 2009-2010, une réserve stratégique de 723 millions de masques de protection FFP2 et 1 milliard de masques chirurgicaux est constituée,,. Le 24 janvier 2020, Santé publique France informe la ministre du contenu des stocks stratégiques de masques : ceux-ci sont composés de 99 millions de masques chirurgicaux et d’aucun masque FFP2. La faiblesse des stocks entraîne le déclenchement de plusieurs commandes dans les jours qui suivent.
Dans un premier temps, la réduction des stocks est attribuée à une politique « mise en œuvre par le ministre chargé de la santé, sur le fondement de la doctrine développée par le SGDSN et les avis du HCSP », de ne pas renouveler certains stocks arrivant à péremption,, car il était supposé qu'en cas de besoin soudain les usines de production auraient été capables d'être réactives très rapidement, notamment en Chine. Toutefois, selon plusieurs enquêtes, aucun de ces documents n’indique que l’État doit cesser de constituer un stock,.
Les masques de protection respiratoire de type FFP2 sont réquisitionnés à partir du 3 mars,,. Selon la commission d’enquête parlementaire du Sénat, la réquisition a porté sur 44 millions de masques FFP2 déjà destinés à Santé Publique France, rendant le bénéfice de la réquisition quasi inexistant.
En février et mars 2020, le Gouvernement affirme à la presse et au Parlement que les stocks sont importants et que les masques doivent être réservés en priorité aux personnes travaillant dans les services de réanimation ; toutefois les ministres savent que même pour cela, le stock n’est alors pas suffisant.
Entre janvier et le 15 juin 2020, le total des acquisitions a porté sur 3,82 milliards de masques achetés principalement en Chine (1,15 milliard l’ont été auprès de fournisseurs français, pour des livraisons surtout de juin à décembre), pour un coût de 2,78 milliards d’euros. Un pont aérien avec 48 rotations est mis en œuvre entre la France et la Chine entre avril et juin. De plus, une filière de production de masques « grand public » est organisée, mais elle se heurte rapidement à la concurrence des masques importés.

##### Port obligatoire

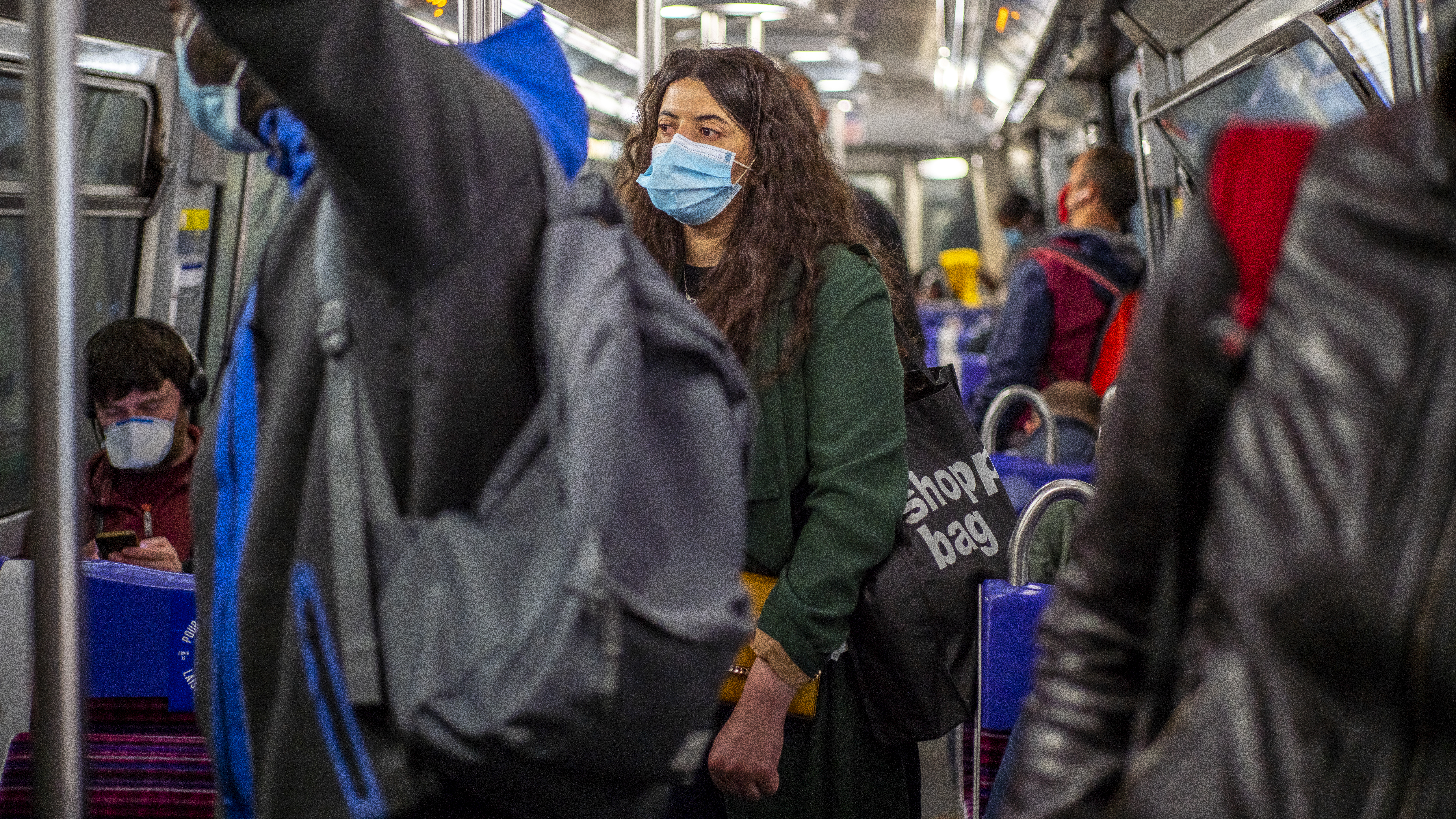
Ligne 13 du métro de Paris le 12 mai 2020.

À compter du 4 mai 2020 et en vue de la fin du premier confinement national, les enseignes de la grande distribution sont autorisées à vendre au grand public des masques textiles réutilisables et des masques jetables, celles-ci ayant déjà organisé leurs approvisionnements dès février pour leurs salariés. Des dizaines de millions d’unités sont commandées malgré les difficultés logistiques (quasi-disparition des vols commerciaux, hausse des prix…) et les ventes entre mai et août atteignent environ quatre millions d’unités par semaine. Dès lors, l’ensemble des Français a pu s’équiper en masques de protection.
À partir du 11 mai 2020, le port du masque est obligatoire dans les transports en commun. Le prix des masques est réglementé entre cette date et le 2 juin 2021.
Cette obligation est étendue dans certains établissements recevant du public le 20 juillet 2020,, puis à l’extérieur à la même période, sur décision du préfet,,,.
En janvier 2021, le port de masques « catégorie 2 » (fabriqués à la maison et ne respectant pas les normes Afnor) est interdit.
À la suite d'une annonce du Premier ministre français le 16 juin 2021, le port du masque en extérieur n'est plus obligatoire dès le lendemain, jeudi 17 juin 2021, mais reste de mise dans les lieux très fréquentés comme les marchés ou les transports en commun.

#### Gels hydroalcooliques

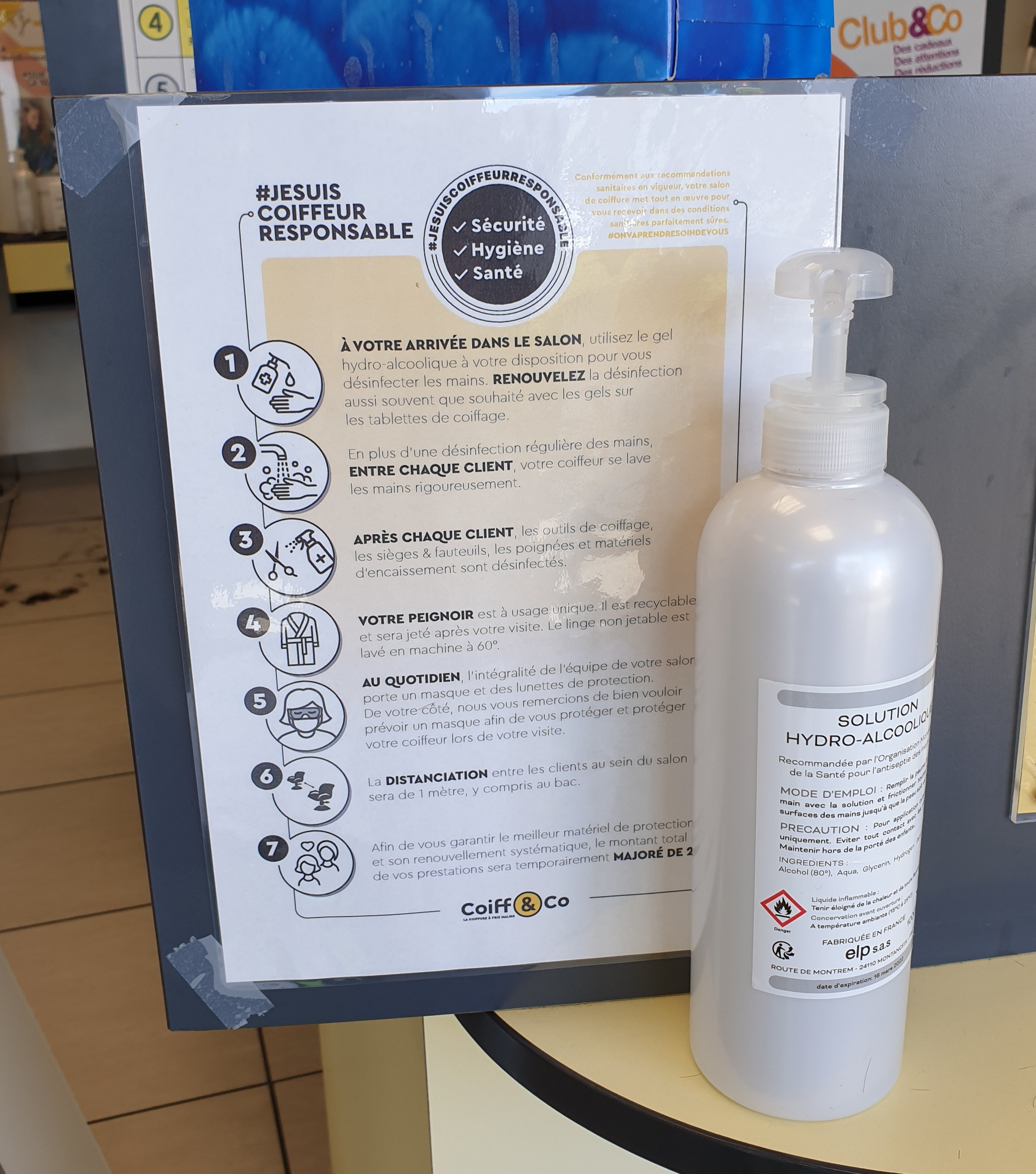
Gel hydroalcoolique dans un commerce.

Selon le magazine Que choisir, entre le 25 novembre 2019 et le 5 mars 2020, l'épidémie de Covid-19 a fait exploser la demande en gels hydroalcooliques et augmenter les tarifs de l'ordre de 30 %.
Le prix des solutions hydroalcooliques est réglementé entre le 6 mars 2020 et le 2 juin 2021. De plus, le gouvernement autorise, du 6 mars au 1er octobre 2020, la préparation par les pharmacies des solutions hydroalcooliques destinées à l'hygiène humaine, en cas de rupture de leur approvisionnement,,.
En mars-avril 2020, les entreprises productrices de gels hydroalcooliques ont dû s'adapter à cette forte demande conjuguée à un prix des produits finis plafonné. Ainsi toutes les entreprises ont dû transformer leur production pour éviter qu'il n'y ait de pénurie. Les producteurs ont pu, pour cela, augmenter les cadences de production ou encore affecter de nouvelles chaînes de production aux gels antibactériens,. Certaines usines se sont reconverties pour pallier le manque, tels que LVMH ou « L'Occitane » à Manosque.

### Tester - Tracer - Isoler

#### Tester

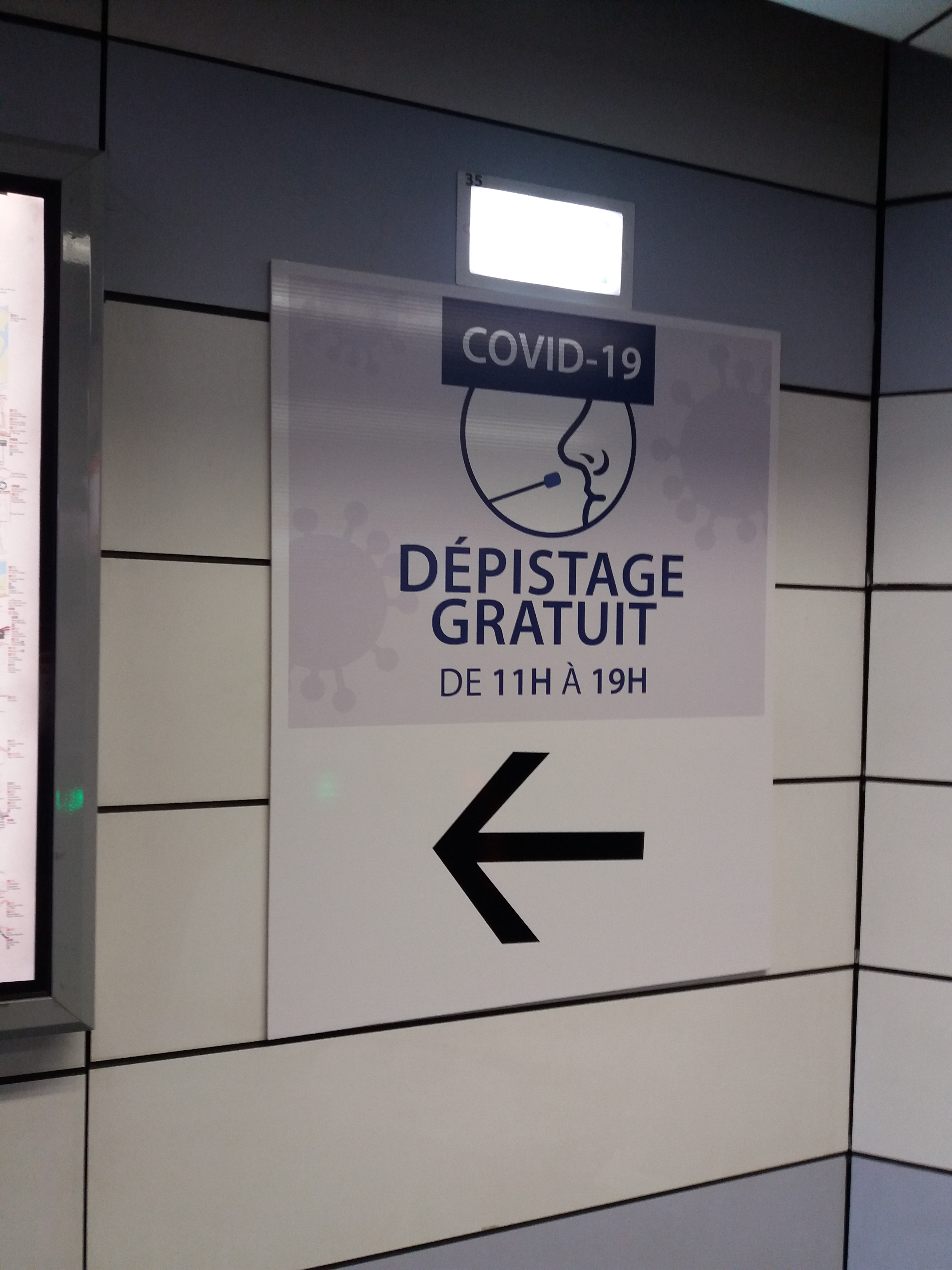
Dépistage gratuit, photo prise à Villeurbanne le 9 septembre 2020.

En janvier 2020, le centre national de référence (CNR) des virus des infections respiratoires de l’institut Pasteur met en place une technique de détection du virus par RT-PCR. Au début de l’année, les tests ne sont pratiqués que dans les établissements de santé : le « cap » de 500 tests par jour est dépassé le 29 février et plus de 1 600 tests par jour sont recensés du début mars ; en mars, les tests sont élargis aux laboratoires privés, en avril les laboratoires départementaux d'analyses vétérinaires ou de recherche, sont autorisés à traiter les échantillons. Toutefois les laboratoires sont confrontés à des difficultés d’approvisionnement et d’organisation. Dès le 16 mars, l’Organisation mondiale de la santé appelle chaque pays à effectuer un test sur chaque cas suspect. Cependant, le conseil scientifique admet l’impossibilité matérielle de poursuivre la stratégie de détection des malades et de leurs cas contacts, la priorité est portée sur les cas graves et les professionnels de santé.
La montée en charge des tests s’est faite lentement, alors qu’en Corée du Sud, plus de 10 000 tests par jour sont pratiqués en mars (avec une capacité qui serait de 60 000 tests par jour), ce qui permet, outre une prise en charge ou un isolement plus précoce, d'anticiper sur les besoins en soins, et de mieux connaître la cinétique de propagation du virus. Un dépistage systématique effectué en Italie sur une population de 3 000 personnes a montré la présence de 50 % à 75 % de porteurs du virus asymptomatiques,. L'Allemagne peut effectuer 500 000 tests par semaine au 26 mars.
Au 28 avril, avec 9,1 tests pour 1 000 habitants, la France se classe en 30e position parmi les 35 pays de l'OCDE analysés. La moyenne s'élève à 23,1 tests pour mille habitants.
Le nombre de tests hebdomadaires est de l’ordre de 300 000 à la fin du premier confinement. Le « cap » des 500 000 tests hebdomadaires est dépassé la semaine du 3 août, et plus d’un million de tests sont réalisés celle du 7 septembre. En septembre, 80 % des tests sont réalisés en laboratoires privés, la demande explose et dans certaines villes, de longues files d’attente se forment devant les laboratoires dans lesquelles se mêlent patients symptomatiques, cas contacts identifiés ou supposés, personnes cherchant à se rassurer ou d’autres ayant besoin d’un test pour voyager. Le 11 septembre, le Gouvernement annonce un accès prioritaire aux tests et à leurs résultats – dans le délai de 24 heures recommandé par l’OMS – pour les personnes symptomatiques, les cas contacts et du personnel soignant.
À l’automne, le nombre hebdomadaire de tests est de 2,2 millions. Les tests « rapides » antigéniques sont disponibles, et proposés par les médecins, infirmiers et pharmaciens.
À partir du 12 avril, les autotests sont disponibles en pharmacie.
Entre le 1er mars 2020 et le 26 septembre 2021, le ministère de la Santé estime qu’environ 149,7 millions de tests antigéniques et RT-PCR ont été validés par un professionnel de santé. Plus précisément, environ 51,9 millions de tests antigéniques, et 97,8 millions de tests RT-PCR dont 94,0 millions naso-pharyngés, 3,6 millions salivaires et 223 000 en milieux divers. Le recours au test dépasse les trois millions par semaine lors des fêtes de Noël 2020 et du week-end pascal 2021,, puis les quatre millions à l’été 2021 avec le passe sanitaire.
Les tests PCR est antigénique sont systématiquement pris en charge à 100 % par l'Assurance maladie, jusqu'au 14 octobre 2021. Après cette date, seul le dépistage pour raison médicale reste gratuit.
En décembre 2021, une trentaine de millions de tests Covid antigéniques ou PCR pour un coût d'un milliard d'euros.

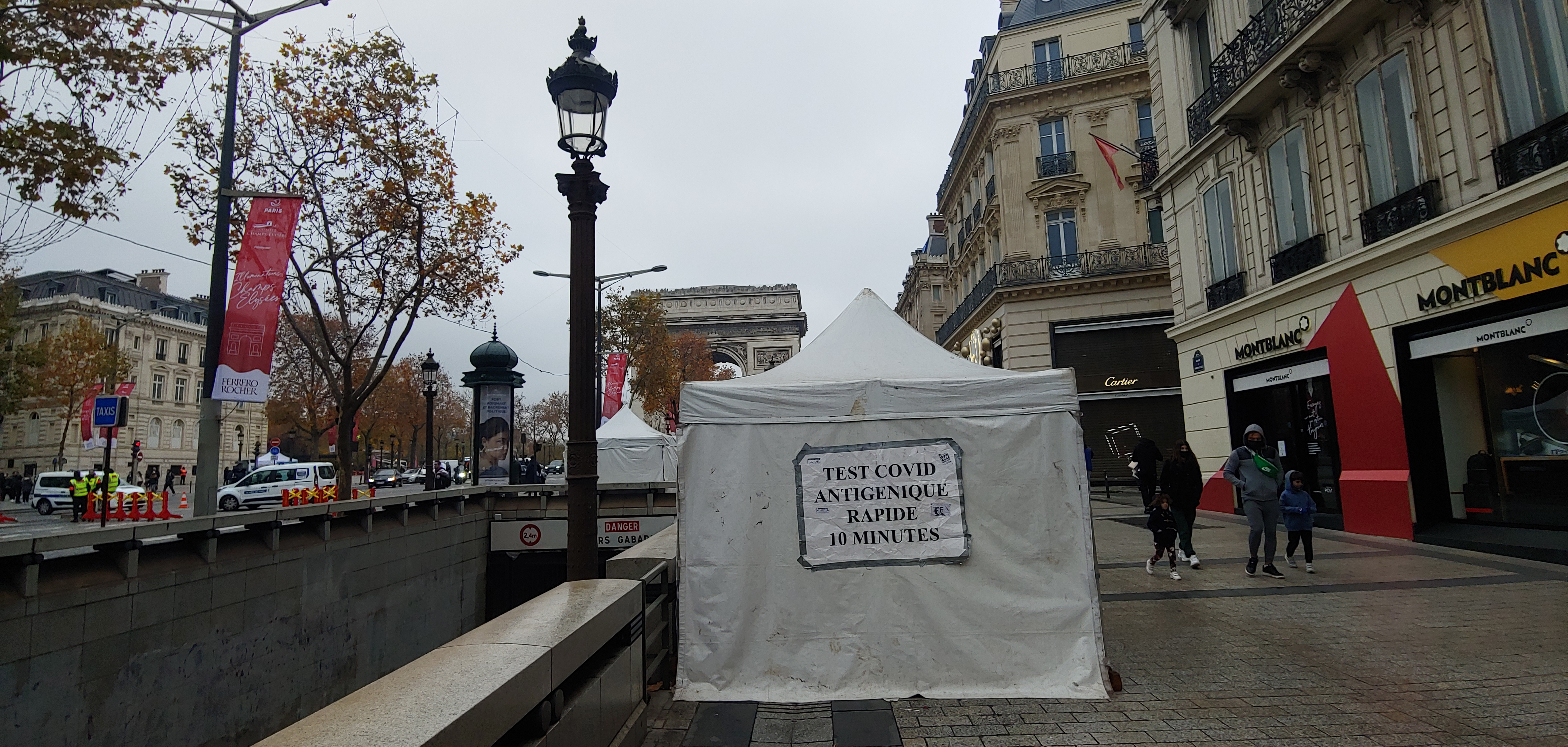
Test anti COVID sur les Champs-Élysées à Paris (novembre 2021)

#### Tracer
À partir du 16 mars 2020, le système d’information pour le suivi des victimes permet de dénombrer les patients atteints du Covid-19 dans les hôpitaux.
La loi du 11 mai 2020 crée un système de recherche de contact. Les cas positifs sont contactés afin d'identifier les cas contact. Pour cela, plusieurs systèmes d'information sont créés :
- Contact Covid, géré par la Caisse nationale de l'assurance maladie, recense les contacts des malades de la Covid-19 ;
- le système d'information national de dépistage, géré par la direction générale de la Santé, a vocation à centraliser les résultats d'examens de dépistage[254],[255],[256].

Les patients positifs peuvent utiliser le site cnam.briserlachaine.org, développé avec Bayes Impact, pour renseigner leurs contacts.
Le réseau de l'Assurance maladie mobilise pour la recherche de contacts 6 000 collaborateurs en mai 2020 et ce nombre atteint plus de 10 000 en novembre, soit 15 % de ses effectifs. Cette stratégie est toutefois compliquée à mettre en œuvre quand le nombre de cas est trop important : l’Assurance Maladie a réussi à joindre 85 % des patients positifs la semaine du 26 octobre contre 92 % la semaine précédente. De plus, selon l’épidémiologiste Catherine Hill, les personnes asymptomatiques échappent au tracing.
L'application mobile StopCovid, approuvée par le Parlement le 27 mai et gérée par la direction générale de la Santé, a pour finalités d'informer les personnes utilisatrices de l'application qu'il existe un risque qu'elles aient été contaminées par le coronavirus en raison du fait qu'elles se sont trouvées à proximité d'un autre utilisateur de cette application ayant été diagnostiqué positif à cette pathologie. Une nouvelle version TousAntiCovid est lancée le 22 octobre 2020.

#### Isoler
Selon le volet « Protéger » ou parfois « Isoler », il est recommandé à chaque personne testée positive, ayant des symptômes, ou bien en contact avec une personne positive, de s’isoler plusieurs jours.
Fin 2020, le Conseil scientifique estime cette recommandation connaît quelques ratés en l’absence d’organisation précise et largement diffusée. L’idée de reloger les contaminés sans solution à l’hôtel n’a pas été mise en application.
L’isolement obligatoire, envisagé par le projet de loi relatif à la gestion de la crise sanitaire en juillet 2021, est déclaré non conforme à la Constitution.

### Campagne de vaccination

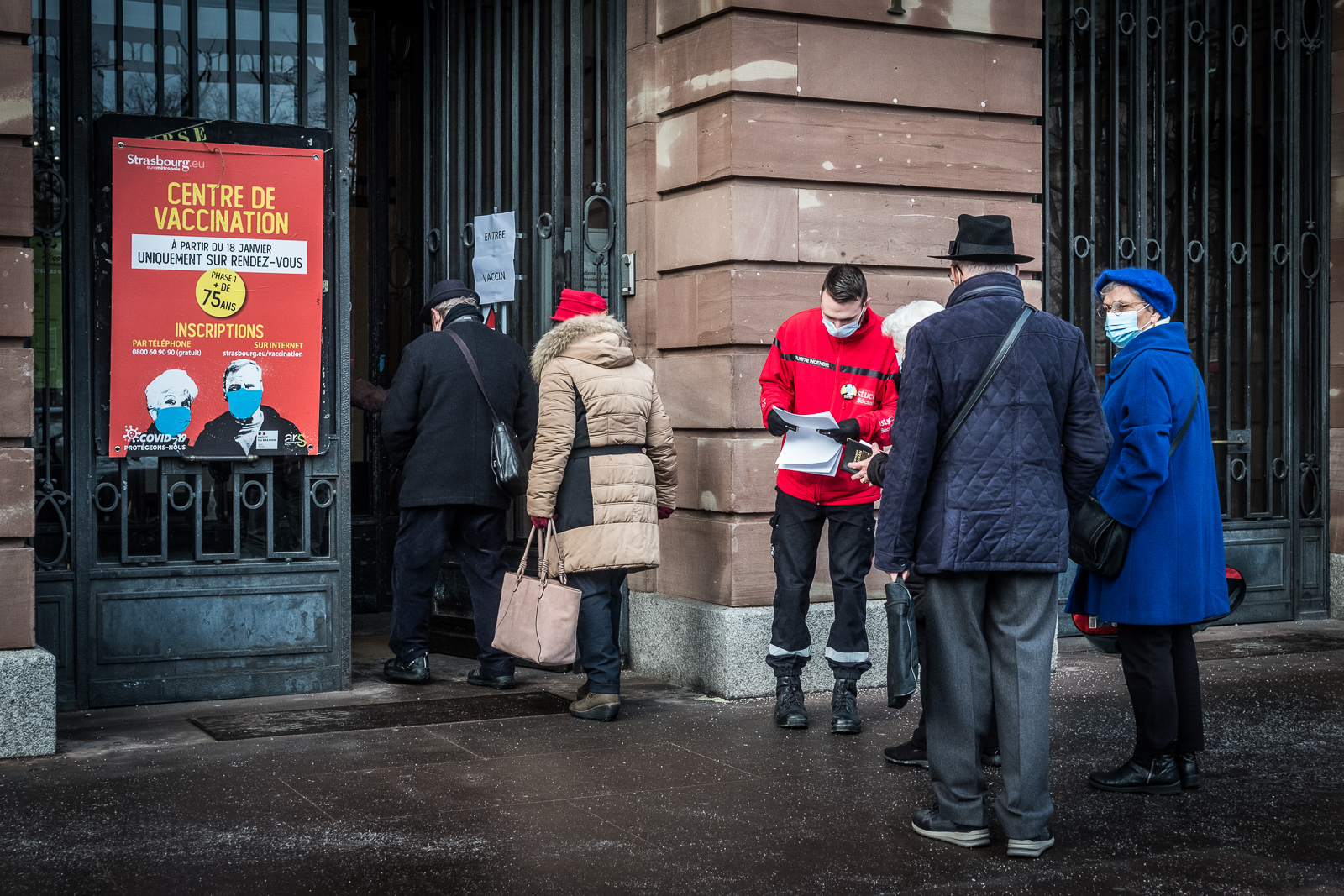
Centre de vaccination Covid 19, accueillant des personnes âgées de plus de 75 ans, à Strasbourg le 18 janvier 2021.

L’Agence européenne des médicaments puis la Commission européenne donnent leur feu vert le 21 décembre 2020 au vaccin Tozinaméran de Pfizer et BioNTech, et le 6 janvier 2021 au vaccin mRNA-1273 développé conjointement par le National Institute of Allergy and Infectious Diseases (NIAID), le Biomedical Advanced Research and Development Authority (BARDA) et la société Moderna. Le Vaccin d'AstraZeneca est autorisé le 29 janvier, et le Ad26.COV2.S, élaboré par Janssen Pharmaceutica (filiale de Johnson & Johnson) et le Beth Israel Deaconess Medical Center, le 11 mars.
Au début de la campagne, la France ne vaccine que dans les Ehpad et prend du retard par rapport aux pays voisins. Les pouvoirs publics sont alors tétanisés par la réticence des français, dont 60 % refuseraient le vaccin selon un sondage mi-décembre 2020. Dès le mois de janvier 2021, l’éligibilité est élargie, au-delà de la disponibilité des doses, pour créer un effet « zéro stock » quitte à créer de la frustration. À partir de la mi-mai, alors que les doses arrivent en masse, dans les faits, la vaccination est ouverte à tous, mais la France reste à la traîne des grands pays d’Europe de l’Ouest. L’annonce de l’extension du passe-sanitaire mi juillet va créer un sursaut important.
Le nombre d’injections quotidiennes dépasse les 200 000 en mars, les 400 000 en mai et atteint son pic à 700 000 fin juillet avant de redescendre. Fin octobre, ce chiffre est autour de 130 000 dont une moitié de troisième dose. Le nombre de personnes totalement vaccinés atteint les dix millions autour du 24 mai, les vingt millions autour du 23 juin, les trente millions autour du 18 juillet et les quarante millions autour du 16 août.
En novembre 2022, on compte un total de 54 373 517 premières doses injectées.

### Restrictions des rassemblements et des déplacements
Plusieurs mesures d’interdiction des rassemblements et des déplacements ont été prises en 2020 durant la pandémie.
Ces mesures ont participé au déclassement de la France dans l'Indice de démocratie 2020, rapport du département consacré à la recherche dans The Economist, du rang de « démocratie à part entière » à celui de « démocratie défaillante », aux côtés notamment du Portugal.
Des cadres juridiques spécifiques ont été créés : l'état d'urgence sanitaire, en vigueur entre le 24 mars 2020 et le 10 juillet 2020, et entre le 17 octobre 2020 et le 1er juin 2021 ; ainsi que des régimes de sortie de l’état d'urgence sanitaire,.
Depuis mars 2020, le Conseil scientifique Covid-19, présidé par le professeur Jean-François Delfraissy est chargé de « rendre périodiquement des avis sur l'état de la catastrophe sanitaire, les connaissances scientifiques qui s'y rapportent et les mesures propres à y mettre un terme ». Le conseil, dont certains des avis sont rendus publics, s'appuie sur des modélisations réalisées par l'épidémiologiste Neil Ferguson, de l'Imperial College London,,. L'Académie de médecine émet plusieurs avis, d'abord pour relativiser l'importance de l'épidémie (12 février), puis pour recommander de réserver les masques de protection aux professionnels de santé (22 mars). Par la suite plusieurs recommandations ont été faites à propos des tests sérologiques, sur le maintien de l'activité physique. Selon l'avis du 2 avril, sur la sortie du confinement, « le port généralisé d’un masque par la population constituerait une addition logique aux mesures barrières actuellement en vigueur ».
Interdictions nationales durant la pandémie
Légende
1. fermeture des écoles
2. fermeture des restaurants et musées      Passe sanitaire obligatoire pour les musées
3. Interdiction de déplacements      permanente,      à certaines heures,      > 100 km
4. Régime juridique :      état urgence sanitaire,      sortie état urgence sanitaire

| Mesures | Dates d'application                                                              | Régime |
| --- | -------------------------------------------------------------------------------- | --- |
| 5 au 14 mars : premières interdictions de rassemblements | 5 au 14 mars : premières interdictions de rassemblements                         | Article L3131-1 du code de la santé publique, créé par la loi du 9 août 2004 relative à la politique de santé publique |
| Interdiction des rassemblements de plus de 5 000 personnes en milieu clos | 5 au 9 mars                                                                      | Article L3131-1 du code de la santé publique, créé par la loi du 9 août 2004 relative à la politique de santé publique |
| Interdiction des rassemblements de plus de 1 000 personnes | 10 au 13 mars                                                                    | Article L3131-1 du code de la santé publique, créé par la loi du 9 août 2004 relative à la politique de santé publique |
| Interdiction des rassemblements de plus de 100 personnes | 14 mars au 10 mai,                                                               | Article L3131-1 du code de la santé publique, créé par la loi du 9 août 2004 relative à la politique de santé publique |
| 17 mars au 10 mai : confinement |                                                                                  | Article L3131-1 du code de la santé publique, créé par la loi du 9 août 2004 relative à la politique de santé publique |
| Fermeture de certains établissements recevant du public. Seuls « les commerces essentiels (magasins alimentaires, pharmacies, banques, bureaux de tabac, stations-service, etc.) et tous les services publics essentiels » sont autorisés à rester ouverts | 15 mars au 10 mai,                                                               | Article L3131-1 du code de la santé publique, créé par la loi du 9 août 2004 relative à la politique de santé publique |
| Fermeture des établissements scolaires et d'enseignement supérieur | 16 mars au 10 mai,                                                               | Article L3131-1 du code de la santé publique, créé par la loi du 9 août 2004 relative à la politique de santé publique |
| Interdiction de déplacements hors activité professionnelle, achats de première nécessité, motif de santé ou familial, déplacements brefs liés à l'activité physique individuelle. | 17 mars, 12 h, au 23 mars                                                        | Article L3131-1 du code de la santé publique, créé par la loi du 9 août 2004 relative à la politique de santé publique |
| Mêmes mesures que précédemment, les déplacements brefs sont limités à une heure quotidienne et dans un rayon maximal d'un kilomètre autour du domicile et liés à l'activité physique individuelle. | 24 mars au 10 mai                                                                | Urgence-I |
| 11 mai au 19 juillet : levée progressive du confinement |                                                                                  | Urgence-I |
| Tout rassemblement sur la voie publique ou dans un lieu public, mettant en présence de manière simultanée plus de dix personnes, est interdit sur l'ensemble du territoire de la République. Plus généralement, rassemblements, réunions, activités, accueils et déplacements ainsi que l'usage des moyens de transports doivent se faire avec distanciation sociale. L'accès du public aux parcs, jardins et autres espaces verts aménagés dans les zones urbaines est interdit dans les territoires classés en « zone rouge ». Les commerces non alimentaires sont à nouveau ouverts. Les départements des Hauts-de-France, Grand-Est, Bourgogne-Franche-Comté, Île-de-France, Guyane et Mayotte sont en « zone rouge », les autres en « zone verte ». | 11 mai                                                                           | Urgence-I |
| Interdiction de déplacements conduisant à la fois à sortir d'un périmètre défini par un rayon de 100 kilomètres de son lieu de résidence et à sortir du département, à l'exception de certains motifs. Tout rassemblement sur la voie publique ou dans un lieu public, mettant en présence de manière simultanée plus de dix personnes, est interdit sur l'ensemble du territoire de la République. Plus généralement, rassemblements, réunions, activités, accueils et déplacements ainsi que l'usage des moyens de transports doivent se faire avec distanciation sociale. L'accès du public aux parcs, jardins et autres espaces verts aménagés dans les zones urbaines est interdit dans les territoires classés en « zone rouge » jusqu'au 29 mai.  | 12 mai au 1er juin                                                               | Urgence-II |
| Mêmes mesures que précédemment, les déplacements de plus 100 km sont autorisés, et les restaurants et musées sont à nouveau ouverts. Les manifestations sont autorisées si elles respectent la distanciation sociale à compter du 14 juin. Les départements d'Île-de-France (jusqu’au 1er juin), Guyane et Mayotte sont en « zone orange », les autres en « zone verte ». | 2 au 21 juin,                                                                    | Urgence-II |
| Les cinémas sont à nouveau ouverts. | 22 juin au 10 juillet                                                            | Urgence-II |
| Levée de la majorité des mesures, interdiction des rassemblements de plus de 5 000 personnes, les discothèques restent fermées Guyane et Mayotte restent dans le régime d'état d'urgence sanitaire jusqu’au 16 septembre | 11 juillet au 12 août                                                            | Sortie état d'urgence                                                                                                  |
| Mêmes mesures que précédemment, les Bouches-du-Rhône et Paris sont classés comme des « zones de circulation active du virus ». | 13 au 27 août                                                                    | Sortie état d'urgence                                                                                                  |
| Le nombre de départements classés comme des « zones de circulation active du virus » augmente progressivement pour atteindre 42 (au 12 septembre) puis 71 (26 septembre). On y distingue les « zone Alerte », « zone Alerte renforcée » (Paris et la petite couronne, ainsi que dix métropoles) et « zone Alerte maximale » (Guadeloupe et Aix-Marseille). | septembre                                                                        | Sortie état d'urgence                                                                                                  |
| Du 17 octobre 2020 au 20 juin 2021 : Restrictions de déplacements et de réunions | Du 17 octobre 2020 au 20 juin 2021 : Restrictions de déplacements et de réunions | Urgence-II,. |
| Les rassemblements, réunions ou activités publiques n'ayant pas de caractère professionnel de plus de six personnes sont interdits. Dans certaines zones, le préfet interdit les déplacements de 21 h à 6 h. Ces zones sont l'Île-de-France et huit métropoles. Puis à partir du 24 octobre, 54 départements et une collectivité d’Outer-mer sont concernés par ces mesures. | du 17 octobre au 29 octobre                                                      | Urgence-II,. |
| Fermeture de certains établissements recevant du public. Interdiction de déplacements hors activité professionnelle, achats de première nécessité, motif de santé ou familial, déplacements brefs liés à l'activité physique individuelle dans la limite d'une heure quotidienne et dans un rayon maximal d'un kilomètre autour du domicile. | du 30 octobre au 27 novembre                                                     | Urgence-II,. |
| Réouverture des magasins. Les déplacements sont toujours interdits, mais avec des exceptions élargies pour ceux dans la limite de trois heures quotidiennes et dans un rayon maximal de vingt kilomètres autour du domicile. | du 28 novembre au 14 décembre                                                    | Urgence-II,. |
| Les déplacements sont interdits le soir et la nuit, hors activité professionnelle, motif de santé ou familial, déplacements brefs, dans un rayon maximal d'un kilomètre autour du domicile pour les besoins des animaux de compagnie. Ces dispositions ne s’appliquent pas entre le 24 et 25 décembre. | du 15 décembre 2020 au 1er juin 2021                                             | Urgence-II,. |
| Dans certaines zones, le préfet interdit les déplacements les samedi et dimanche entre 6 heures et 18 heures. | du 26 février au 19 mars                                                         | Urgence-II,. |
| Interdiction de déplacements hors activité professionnelle, achats de première nécessité, motif de santé ou familial, déplacements liés à l'activité physique individuelle dans la limite dans un rayon maximal de dix kilomètres autour du domicile. Interdiction de sortir du département de résidence | du 3 avril au 2 mai                                                              | Urgence-II,. |
| Fermeture des établissements scolaires et d'enseignement supérieur | du 5 avril au 25 avril (écoles) ou 2 mai (collèges et lycées)                    | Urgence-II,. |
| Les déplacements sont interdits le soir et la nuit, hors activité professionnelle, motif de santé ou familial, déplacements brefs, dans un rayon maximal d'un kilomètre autour du domicile pour les besoins des animaux de compagnie. Guyane reste dans le régime d'état d'urgence sanitaire | Du 2 au 23 juin 6h                                                               | Sortie état d'urgence                                                                                                  |

#### Interdictions de déplacement

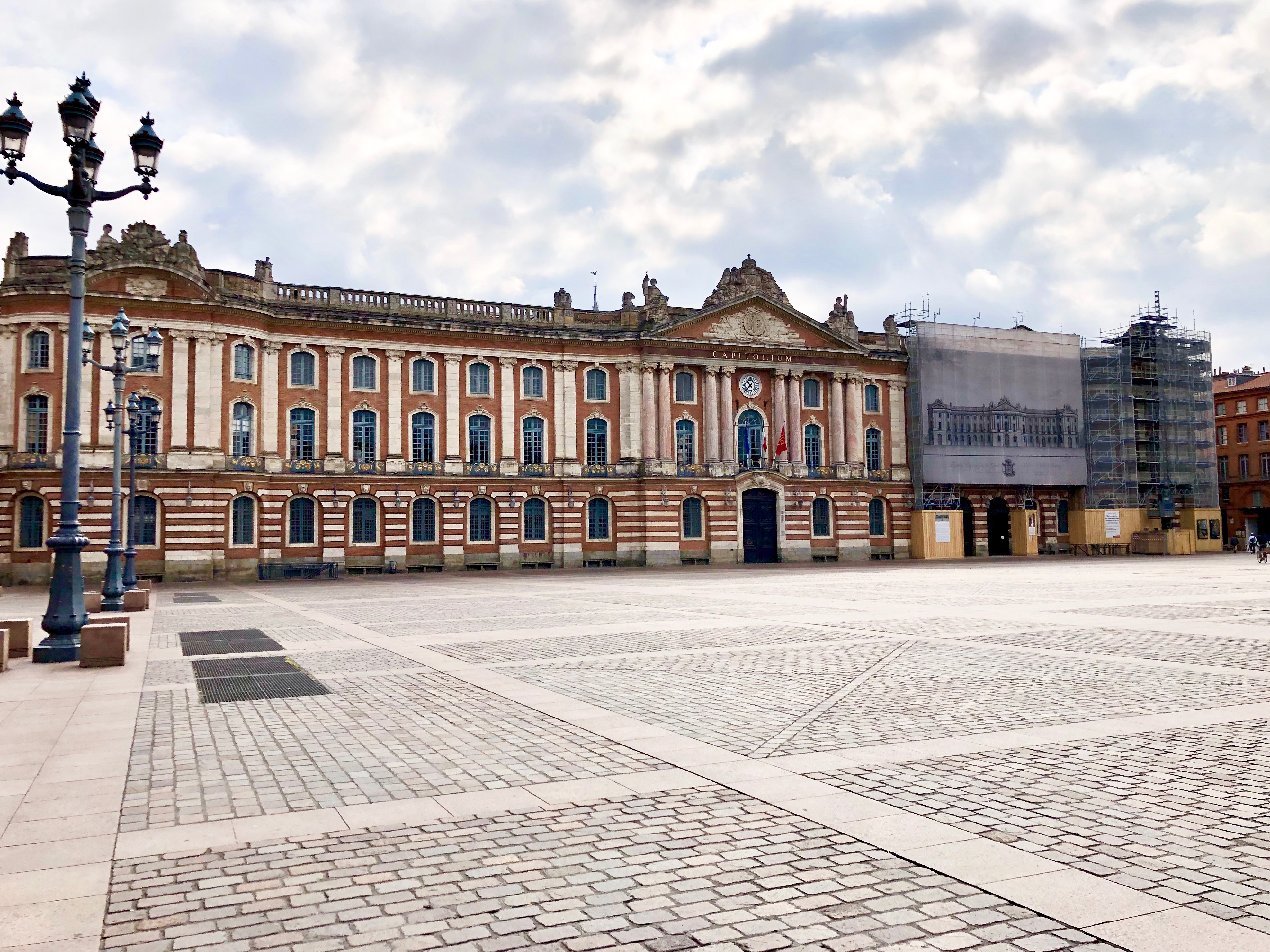
Place du Capitole à Toulouse, le 12 avril 2020, vers.

Pour les scientifiques compétents dans le domaine de la modélisation des épidémies, le but du confinement est de stopper la diffusion exponentielle du virus,, en agissant sur le nombre de reproduction de base ({\displaystyle R_{0}}) afin de réduire le plus possible le nombre de personnes atteintes et donc de morts,.
Le confinement est aussi présenté par certaines sources comme évitant que le nombre de personnes infectées ne provoque l'effondrement du système de santé. Pour le ministère des Solidarités et de la Santé, « limiter les contacts permet de sauver des vies ».
Le premier confinement a lieu entre le 17 mars et le 10 mai. Dans certaines villes, il est accompagné d'un couvre-feu après décision du maire ou du préfet. En Outre-mer, des mesures de couvre-feu sont prises au printemps 2020 en Guyane (à partir du 24 mars), à Mayotte (à partir du 24 mars), en Martinique et la Guadeloupe (du 1er avril au 12 mai). En Martinique, le couvre-feu est maintenu jusqu'au 15 mai, quand l'arrêté préfectoral prévoyant le couvre-feu jusqu'au 2 juin est suspendu sur décision du tribunal administratif,. Le déconfinement se fait en trois phases : 11 mai, 2 juin, et 22 juin.
En octobre 2020, des mesures de couvre-feu peuvent être prises par le préfet d'abord limitées à l'Île-de-France et aux métropoles suivantes : Grenoble-Alpes Métropole, Métropole de Lyon, Métropole d'Aix-Marseille-Provence, Montpellier Méditerranée Métropole, Métropole européenne de Lille, Saint-Étienne Métropole, Métropole Rouen Normandie et Toulouse Métropole. Ensuite, 54 départements et une collectivité d’Outre-mer sont concernés par les mesures de couvre-feu.
Le deuxième confinement national a lieu entre le 30 octobre et le 14 décembre 2020.
À partir du 15 décembre, un couvre-feu, cette fois national, est décrété, de 20h à 6h. À partir de janvier 2021, Il est avancé à 18h dans certains départements par les préfets, puis au niveau national à partir du 16 janvier. Le couvre-feu débute à 19h à compter du 20 mars.
Le troisième confinement national a lieu entre le 3 avril et le 3 mai, le couvre- feu est toujours en vigueur.
Le début du couvre-feu est reculé à 21h à partir du 19 mai, puis à 23h à partir du 16 juin ; puis le couvre-feu est supprimé à partir du 23 juin 6h.

#### Fermeture des établissements d'enseignement

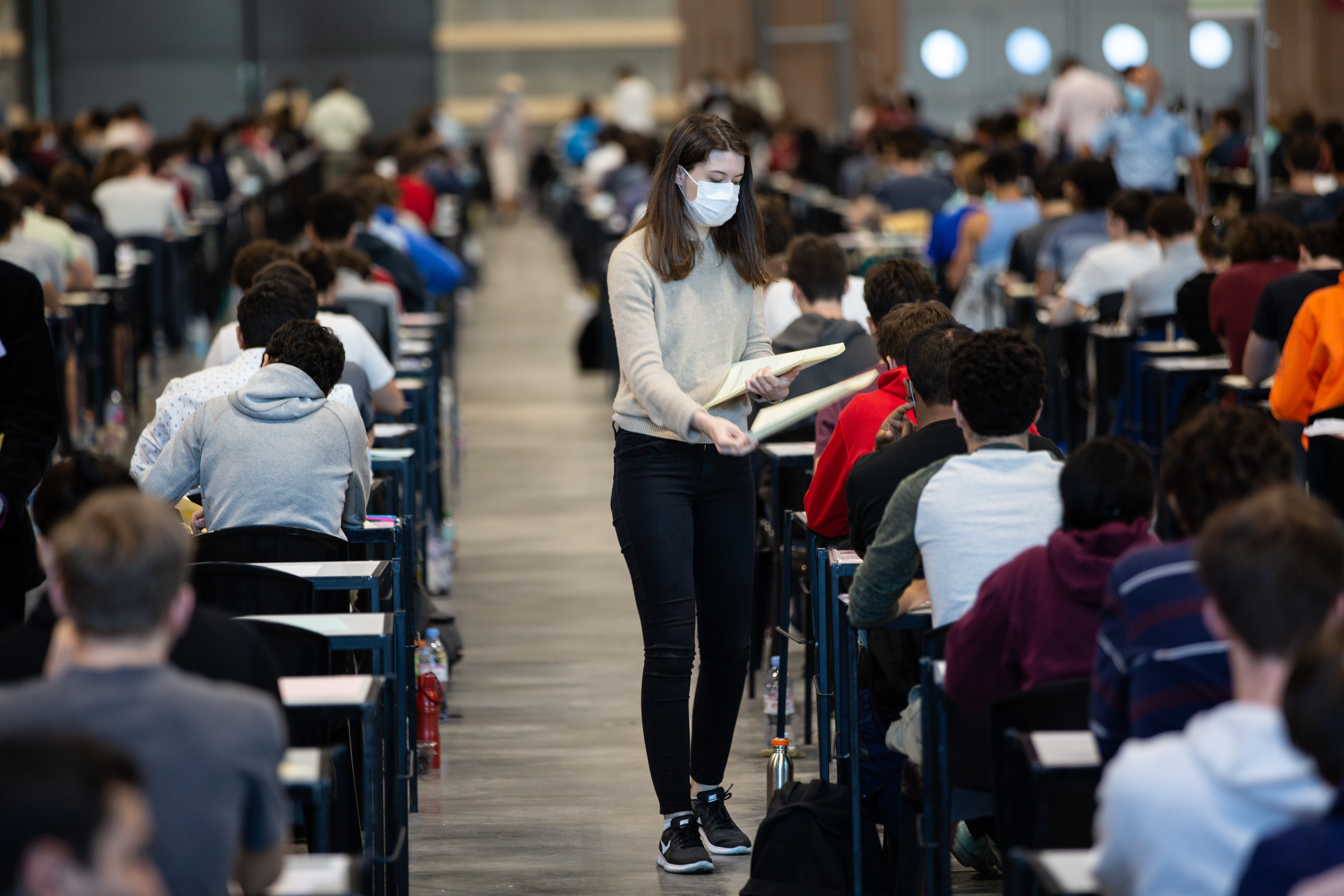
Épreuves écrites d’un concours de grandes écoles le 24 juin 2020.

Les premières fermetures des établissements scolaires sont décidées au niveau local : le 5 mars, une centaine d’écoles, collèges et lycées sont fermés.
La fermeture nationale des crèches, écoles, collèges, lycées et universités est annoncée par le président de la République, Emmanuel Macron, le 12 mars : cela représente plus de 62 000 établissements. Environ douze millions d'élèves, 1,6 million d'étudiants et plus d'un million d'agents de l'Éducation nationale seront concernés par ces fermetures. Dans les jours qui suivent le confinement, la continuité pédagogique est organisée dans les établissements du primaire, du secondaire et les universités, au moyen de cours en ligne,.
Sont à nouveau ouverts : les écoles primaires à partir du 11 mai ; les collèges en « zone verte » à partir du 18 mai, les 2 juin pour les autres ; les lycées en « zone verte » à partir du 2 juin. Le 22 juin, les écoles maternelles et élémentaires ouvrent normalement dans le respect « autant que possible » des mesures barrières, ainsi que les collèges et les crèches. Un protocole sanitaire est défini, et régulièrement mis à jour en 2020 et 2021,.
Dans l'enseignement supérieur, les cours reprennent en septembre 2020. Mais dès octobre, et tout au long de l’année 2020-21, l’accès à ces établissements oscille entre la limitation aux travaux pratiques, et aux bibliothèques et administration, sur rendez-vous et la limitation à 20 ou 50 % de leur capacité.
Le nombre de classes fermées, sur un total de 528 400, est de 123 au 4 décembre, 430 au 5 mars puis 11 272 au 2 avril. Puis, du 5 avril au 25 avril les classes sont fermées dans toute la France (soit deux semaines en plus des vacances) ; cette fermeture dure jusqu’au 2 mai dans les collèges et lycées.
L'étude ComCor menée à l'Institut Pasteur et publiée en décembre 2020 montre qu'avoir un collégien ou un lycéen chez soi accroît de 30 % le risque d'être infecté. Cette étude a été menée avant l'arrivée du variant anglais. Selon l'épidémiologiste Arnaud Fontanet, membre du conseil scientifique, les chiffres déjà alarmants et significatifs sont probablement plus grave avec l'explosion des occurrences de ce variant, plus contagieux, plus létal et touchant davantage les enfants.

#### Interdiction des rassemblements
Les premières interdictions de rassemblement sont décidées au niveau local,,,,,.
Les rassemblements sont limités à cent personnes durant le premier confinement, puis dix à sa sortie.
Depuis le 16 octobre 2020, les rassemblements, réunions ou activités sur la voie publique ou dans un lieu ouvert au public autres que les manifestations mettant en présence de manière simultanée plus de six personnes sont interdits. Le ministre de l'Intérieur Gérald Darmanin rappelle le 23 mars 2021 que cette règle s'applique encore, sauf pour les manifestations déclarées, les sorties des familles nombreuses ou encore le sport en extérieur.

#### Passe sanitaire
Depuis le 2 juin 2021, l'accès des personnes à certains lieux, établissements ou événements impliquant de grands rassemblements de personnes pour des activités de loisirs ou des foires ou salons professionnels peut être subordonné à la présentation soit du résultat d'un examen de dépistage négatif, soit d'un justificatif d’un schéma vaccinal complet, soit d'un certificat de rétablissement de la Covid-19,.
Cette obligation est étendue à tous les lieux de loisirs et de culture rassemblant plus de cinquante personnes à compter du 21 juillet. Le décret a été créé à la suite de l'annonce de ces restrictions lors de l'allocution télévisée du 12 juillet 2021 d'Emmanuel Macron. Celui-ci annonce que le passe deviendra obligatoire à partir de début août, dans les cafés, restaurants, centres commerciaux, hôpitaux, maisons de retraite, établissements médico-sociaux, ainsi que pour les voyages en avion, train et car sur les trajets de longue distance. Le président indique que d’autres lieux pourront s’ajouter à cette liste par la suite si nécessaire selon la situation épidémique et que le test de dépistage du Covid-19 sera payant dès l’automne pour les personnes non vaccinées, sauf en cas de prescription médicale,.
Début 2022, le passe sanitaire se mue en passe vaccinal, afin d'inciter les récalcitrants à se faire vacciner.
La 5e vague, montre que si la vaccination reste indispensable pour se protéger des formes graves, elle ne permet pas de contenir les contaminations par le variant Omicron, devenu dominant.

#### Liaisons avec l'Outre-mer

##### Wallis-et-Futuna
Wallis-et-Futuna, qui ne signale toujours aucun cas le 18 mars 2020, décide de n'assurer qu'une seule rotation aérienne tous les dix jours avec Nouméa, à partir du 25 mars. Pour les avions en provenance de Nouvelle-Calédonie, la priorité est donnée au fret. Wallis-et-Futuna devient le dernier territoire français épargné par la pandémie, même si les mesures d'isolement causent des problèmes logistiques, notamment pour l'approvisionnement en médicament et les évacuations sanitaires des patients. Les grandes fêtes paroissiales annuelles sont annulées pour 2020 mais la rentrée scolaire a lieu le lundi 20 avril, après des vacances de printemps rallongées d'une semaine.

##### Martinique
- Le 21 mars 2020, un arrêté préfectoral interdit les vols entre la métropole et la Martinique et soumet à dérogation les déplacements ayant un motif légitime et sérieux[349].
- À partir du 20 avril 2020, toute personne arrivant en Martinique est placée dans un des trois centres de confinement pour quinze jours[350].
- À partir du 11 mai 2020, toute personne entrant en Martinique est placée en quarantaine pour quatorze jours soit à domicile, soit dans un lieu d'hébergement collectif. La personne placée en quarantaine est dans l'obligation à son arrivée d'effectuer un test de dépistage virologique[351].

#### Fermeture et contrôle aux frontières
Le 17 mars 2020, les frontières extérieures de la zone de l’Union européenne et de l’Espace Schengen sont fermées. Entre les États européens, sans qu’il y ait de fermeture, les passages sont réservés aux déplacements essentiels.
Les frontières intérieures européennes sont ouvertes à partir du 15 juin 2020. Le 30 juin 2020, L'UE rouvre ses frontières à quinze pays dont la Chine, le Canada, le Japon, le Maroc. Sont exclus, par exemple, les États-Unis, le Brésil, la Russie, l’Inde, la Turquie et Israël.
À partir du 1er août 2020, les voyageurs en provenance des seize pays à forte circulation du coronavirus doivent présenter le résultat d’un examen, ou se faire tester à l’aéroport. En novembre, ce sont des tests antigéniques « rapides » qui sont employés.
La France interdit les déplacements vers et depuis les pays étrangers non européens entre le 31 janvier et le 7 juin 2021.

#### Recours administratifs contre les mesures
Le Conseil d'État est saisi de plusieurs référés contestant la politique gouvernementale. En particulier, le 22 mars 2020, il se prononce contre la demande de confinement total, mais estime trop large la dérogation pour les « déplacements brefs ». Le gouvernement encadrera mieux cette dérogation dès le lendemain. Le 18 mai 2020, il ordonne au gouvernement de lever l'interdiction générale et absolue de réunion dans les lieux de culte et d'édicter à sa place des mesures strictement proportionnées aux risques sanitaires et appropriées. Le même jour, il ordonne à l'État de cesser immédiatement la surveillance par drone. Enfin, le 13 juin 2020, le juge des référés du Conseil d'État suspend l'interdiction générale et absolue de manifester sur la voie publique.

#### Autres
Tout rassemblement dans des établissements de culte est interdit à l'exception des cérémonies funéraires dans la limite de 20 personnes, entre le 16 mars 2020 et le 1er juin 2020,,, puis entre le 3 novembre 2020 et le 3 décembre 2020 (dans cette période la limite est portée à 30 personnes).
Il est interdit à tout navire de faire escale ou de mouiller dans les eaux intérieures et les eaux territoriales, à compter du 14 mars,,,.
La thanatopraxie est interdite à partir du 2 avril. Les défunts atteints ou probablement atteints de la Covid-19 au moment de leur décès font l'objet d'une mise en bière immédiate.
Le 1er décembre, alors que les stations de ski sont autorisées à rouvrir mais que les remontées mécaniques sont inactives, Emmanuel Macron souhaite mettre en place des « mesures restrictives et dissuasives » pour décourager les Français d'aller skier à l'étranger, notamment en Suisse,,.

### Activité partielle et télétravail
Répartition des employeurs en fonction de la situation de la plupart des salariés
Le graphique qui aurait dû être présenté ici ne peut pas être affiché car il utilise l'ancienne extension Graph, désactivée pour des questions de sécurité. Des indications pour créer un nouveau graphique avec la nouvelle extension Chart sont disponibles ici.

Lecture : Le 21 septembre, 67,7 % des employeurs (privé hors agriculture, particuliers employeurs et activités extraterritoriales) déclarent que la plupart des salariés (80 % ou plus) travaille sur site ou chantier. La rubrique « arrêt maladie » comprend des gardes d'enfant liées aux fermetures des écoles.
Entre mars et septembre 2020, un peu plus de 6,6 milliards d’heures d’activité partielle ont été autorisées. Au mois d’avril, au plus fort de la crise sanitaire, 790 millions d’heures d’activité partielle ont été consommées. Ces heures concernaient 8,1 millions de salariés.
Le dispositif a prêté à des dérives dans certaines entreprises : quelque 25 % des salariés en activité partielle ont dû continuer de travailler pour leur employeur, en toute illégalité.

#### Organisations des entreprises et outils collaboratifs
La crise sanitaire a bouleversé l'organisation des entreprises. Les éditeurs spécialisés en collaboratif et webconférence ont multiplié les annonces de gratuité. Ces offres, a priori alléchantes, sont très souvent limitées dans le temps. Ces initiatives ne sont pas totalement dénuées d'intention commerciale.
Le bouleversement organisationnel n'épargne pas les services publics qui doivent s'adapter. Pour cela, la direction interministérielle du numérique (DINUM) propose les deux outils OSMOSE (animation de communautés et création d'espaces numériques de travail) et Plano (gestion de projet et création d'espaces de travail). Ces outils, particulièrement utiles dans cette période de crise, sont réservés aux agents de l'État, qui peuvent inviter des agents, des partenaires, des prestataires, des experts. OSMOSE est développé par l'éditeur Jalios, et Plano est basé sur la solution Wimi de Cloud solutions, avec un hébergement des données en France.

## Action sanitaire et médico-sociale
La France dispose d'un plan de réaction à la pandémie de coronavirus, qui repose sur le plan Orsan et plus précisément le volet Orsan REB, consacré aux risques épidémiques et biologiques. Ce plan comporte quatre stades :
- le stade 1 est celui où « le virus n'est pas en circulation générale dans la population » ; il doit permettre de freiner l'introduction du virus en France ; il est déclenché le 23 février 2020 ;
- le stade 2 a pour objectif de freiner la propagation du virus sur le territoire ; il est déclenché le 29 février[374] ;
- le stade 3 correspond à une circulation active du virus sur le territoire, et cherche à atténuer les effets de la pandémie[375] ; il est déclenché le 14 mars[45] ;
- le stade 4 constate le retour à une situation normale[376].

Pour 2020, la Caisse d'assurance maladie a recensé près de 200 000 patients en séjour à l’hôpital pour Covid-19, « dont 42 000 ont fait un passage en soins critiques ».

### Organisation du système de santé
L'information officielle des professionnels de santé est assurée par le canal de la liste de diffusion DGS-urgent, alimentée par la direction générale de la Santé. La liste diffuse en particulier des lignes directrices pour la prise en charge des patients Covid-19. Elle est régulièrement mise à jour.
Le 16 mars 2020, la DGS actualise ses recommandations et publie le guide méthodologique de préparation à la phase épidémique de Covid-19 à destination de tous les acteurs impliqués dans la gestion de la crise.
Néanmoins, des professionnels de santé se plaignent d’une information ressentie comme insuffisante, de l'absence de stratégie de dépistage et du manque de matériels,,.
Autres mesures :
- simplification des modalités d'arrêt maladie et de télémédecine[384] ;
- la dispensation par les pharmacies d'officine de spécialités composées exclusivement de paracétamol est, en l'absence d'ordonnance, limitée à deux boîtes pour les patients déclarant présenter des symptômes de type fièvre ou douleurs et une boîte dans les autres cas[287],[385] ;
- la dispensation par les pharmacies d'officine de spécialités contenant de la nicotine et utilisées dans le traitement de la dépendance tabagique est limitée au nombre de boîtes nécessaire pour un traitement d'une durée de 1 mois[385].

### Hôpitaux etEHPAD

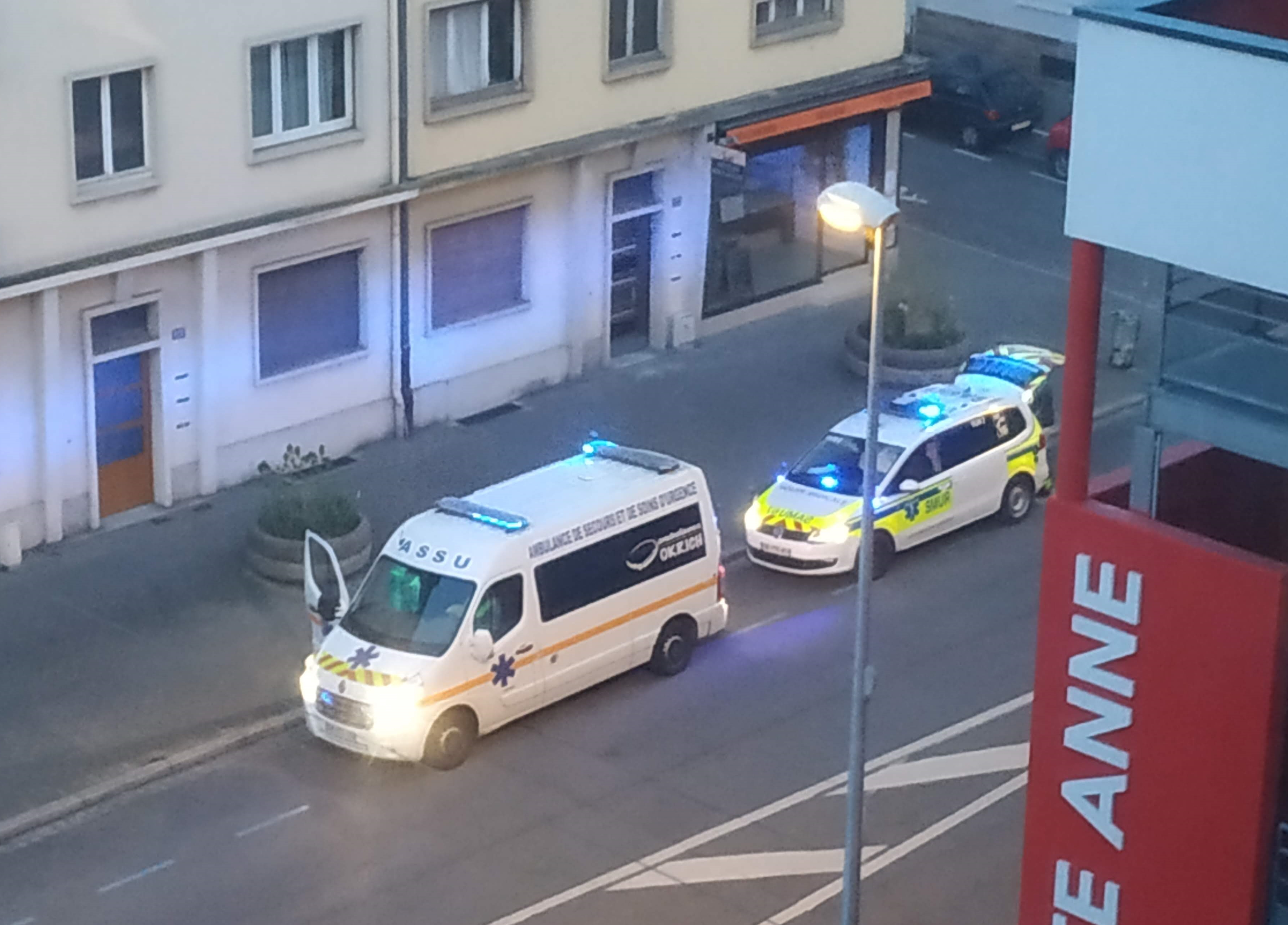
Intervention du SAMU accompagné d'une ambulance privée pour transporter un patient Covid-19 à Strasbourg en mars 2020.

#### Risque de saturation des hôpitaux, aide internationale et questions éthiques face aux pénuries

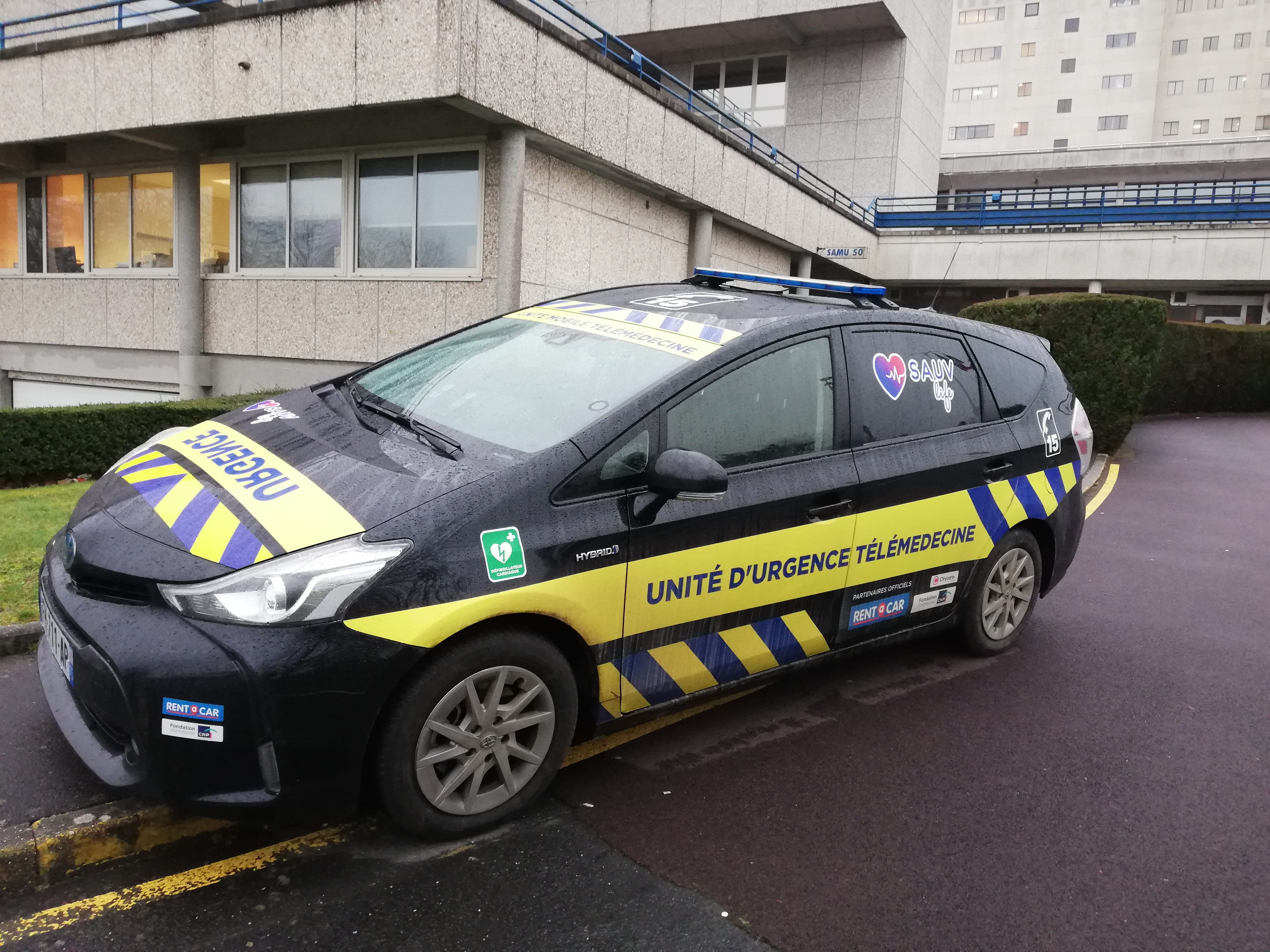
Véhicule unité mobile Covid-19 en février 2021 (Expérimentation, financé par SAUV Life dans le département de la Manche),.

Les capacités d'accueil en services de réanimation sont de 5 000, extensibles à 10 000 via des réaménagements et des mesures d'annulation d'interventions jugées non indispensables ou urgentes. Les mesures de confinement visent à diminuer le risque de saturation des hôpitaux, en étalant les vagues d'arrivées. Certains hôpitaux sont arrivés à saturation, dont ceux de Mulhouse et d'Ajaccio. Plusieurs praticiens réclament à mi-mars des mesures plus draconiennes, craignant de se retrouver rapidement dans la situation de l'Italie, et font valoir que le premier facteur restreignant les possibilités d'accueil serait la pénurie de personnel.
Le personnel médical se prépare à devoir affronter des choix éthiques en termes de tri des malades, compte-tenu des capacités limitées et de l'afflux de malades graves. Il faut rappeler que l'orientation vers une réanimation de patients a priori très fragilisés est un choix éthique souvent difficile en toutes circonstances. Le 24 mars, l'Agence régionale de Santé d'Île-de-France propose aux médecins « un document visant à apporter un soutien conceptuel à la décision d'admission des patients en unités de réanimation ou de soins critiques », en fonction de différents critères devant être clairement communiqués à l'entourage du malade. Elle encourage les structures hospitalières à ouvrir des unités de soins palliatifs en même temps que des lits de soins critiques, en affirmant que « le droit à une analgésie proportionnée, à une sédation proportionnée ou profonde et continue maintenue jusqu'au décès doit être garantie ». D'autres initiatives de soutien sont mentionnées par les médias, qui précisent que ces choix sont déjà nécessaires en Alsace.
En avril-mai, les soignants sont applaudis quotidiennement aux fenêtres. Le Ségur de la santé a lieu entre mai et juillet 2020 pour revaloriser les salaires des soignants.
Le 26 juin 2020, Olivier Véran annonce dans le journal Le Monde que la France prend ses dispositions pour dès l'automne « armer » 12 000 lits de réanimation et être en mesure d'admettre 30 000 patients en réanimation si nécessaire (en 2019, la France entière comptait 5 274 lits de réanimation dont 2 695 en CHR).
À l'automne 2020, les promesses ne sont pas tenues. Aussi des associations de personnels hospitaliers protestent, comme le collectif Inter-Blocs qui porte plainte contre l'État pour sa gestion de la crise, déplorant les conditions de travail et le manque de matériel. Au 19 novembre 2020, 230 recours ont été déposés devant les tribunaux administratifs de toute la France. Un certain nombre de soignants démissionnent. Le journal en ligne Basta ! relève en octobre 2020 que malgré la pandémie le gouvernement continue de procéder à la suppression de centaines de lits d’hôpitaux en France.
Au deuxième et au troisième confinement, les dotations matérielles sont toujours défaillantes (masques, tests, vaccins…), le personnel insuffisant, les suppressions de lits se poursuivent.

#### Question desEHPADet prescription de traitements palliatifs
Les établissements d'hébergement pour personnes âgées dépendantes constituent des foyers de contamination et de gravité de la Covid-19. Dès mars 2020, des représentants des EHPAD craignent qu'il y ait 100 000 morts dans leurs établissements.
Le plan Bleu est déclenché le 10 mars 2020 : les visites sont interdites. À partir du 20 avril, les visites sont à nouveau possibles, mais sans contact physique.
Le décret no 2020-360 du 28 mars 2020 autorise la prescription, hors AMM, d'une benzodiazépine, le clonazepam, jusqu'au 15 avril, pour des patients atteints ou susceptibles d'être atteints par le virus SARS-CoV-2. Ce décret a été soupçonné d'officialiser et de pérenniser l'état de manque de respirateurs, de lits de réanimation et de matériel, en autorisant par simple ordonnance d'un médecin l'injection intraveineuse de Rivotril pour prendre en charge les patients atteints par le coronavirus, de façon palliative, dans un état asphyxique. Il a été accusé par l'association Corsu di A Salute de promouvoir un « tri barbare et arbitraire de patients par des médecins à qui on aurait refusé en amont les moyens du diagnostic et du traitement », pour des patients ne pouvant être admis en réanimation, dans le cadre d'un moment où les possibilités de prescription pour d'autres médicaments, sont bloquées. Pour le Dr Éric Simoni, ce traitement ne rentre pas dans le cadre normal des soins palliatifs, qui visent à améliorer le confort de vie des patients atteints d'une maladie évolutive mettant en jeu le pronostic vital.
Au 2 avril, le bilan cumulatif publié par l'Agence nationale de santé publique fait état d'au moins 884 morts recensés dans les EHPAD (le chiffre n'inclut pas le bilan des décès en milieu hospitalier),. Le 6 avril, 2 417 décès ont été annoncés par le gouvernement ; en raison du grand nombre de déclarations de décès réalisées par voie papier, ce nombre serait sous-estimé.
En mars 2020, 29 résidents de l'EHPAD privé « La Riviera », géré par le groupe Korian à Mougins, sont décédés de la Covid-19. Le 10 avril, une nouvelle « plainte contre X pour homicide involontaire, non-assistance à personne en danger et mise en danger d'autrui » a été déposée en raison de la mort de quatre résidents dans l'EHPAD de Mougins du groupe Korian. Dans cet établissement, depuis le début de la pandémie jusqu'au 20 avril, le virus tue 37 des 109 résidents. Et, au total, 356 morts liées au coronavirus ont été enregistrées dans les quelque 300 établissements du groupe Korian accueillant 23 000 retraités en France.

#### Assistance aux personnes dépendantes à domicile
La question des matériels de protection fournis aux aides à domiciles, susceptibles d'être contaminés et de contaminer à leur tour est cruciale, alors qu'il s'agit d'une population fortement exposée ; elle est traitée avec beaucoup de retard. Jusqu'au 16 mars, elles ou ils sont exclus des personnes prioritaires dans la gestion de la pénurie de masques, faisant dire à un employeur qu'on les traite comme « de la chair à canon ». Après le décret du 16 mars 2020, la distribution à venir d'un contingent de 19 masques pour 15 jours par salarié dont les interventions sont jugées indispensables est annoncée dans les médias. Toutefois le plan de gestion de crise de l'ARS d'Île-de-France prévoit une distribution uniquement pour les interventions auprès de personnes vulnérables présentant des symptômes (cas suspects ou confirmés).

#### Risques sur la santé des professionnels
La pénurie d’équipements de protection individuelle de janvier à avril-mai 2020 touche en premier lieu les professions de santé.
Le 2 mars, des médecins et infirmières libérales de Vannes mobilisés pour faire face au début d'un foyer épidémique et pratiquant des visites à domicile s'offusquent de leur difficulté à trouver des masques FFP2, et critiquent le fait de ne pas être associés aux recherches des cas contacts malgré leur connaissance du terrain.
La pandémie provoque une hausse importante de la demande en masques qui est multipliée par soixante. Une grande partie des masques étant fabriquée en Chine, les fabricants français augmentent fortement leur production pour faire face à la pénurie. Début mars, l'État envisage de prélever quinze millions de masques dans ses stocks stratégiques pour répondre aux besoins. Cependant, certains acteurs industriels ont dénoncé publiquement le retard du gouvernement dont les commandes auraient été trop tardives, tout en évoquant les difficultés à augmenter rapidement les capacités de production.
La pénurie de matériels de protection qui affecte notamment les soignants en ville, voire ponctuellement le personnel hospitalier très exposé, suscite une vive polémique sur la gestion des masques. Le gouvernement communique début mars sur des vols de masques dans les hôpitaux et annonce la « mise à l'abri des stocks renforcée et des consignes repassées dans tous les sites » des hôpitaux de Paris, ajoutant que « des plaintes seront déposées systématiquement ». À cette date, on recense le vol d'environ 10 000 masques, soit une infime proportion (moins de 0,01 %) du stock. La consommation hebdomadaire française est alors de 24 millions de masques.[réf. nécessaire]
Le 18 mars, un million de masques médicaux et du matériel médical destinés à la France sont acheminés par avion en Belgique. Il s'agit de dons de deux organisations caritatives chinoises. Le plus important site chinois de commerce en ligne au niveau mondial, Alibaba.com, a pour sa part annoncé l'atterrissage à Liège d'un avion-cargo transportant des masques pour plusieurs pays européens dont la France.
Médecins, infirmiers, aide-soignants, personnels hospitaliers, les soignants sont en première ligne dans cette épidémie. Le 21 mars, un premier médecin, Jean-Jacques Razafindranazy, décède de la maladie, victime du premier foyer épidémique dans l'Oise. Au 21 avril 2020, dix-sept médecins sont décédés de la maladie.Ce sont pour la plupart des médecins de ville ayant travaillé sans protection au début de l'épidémie,. Le 5 juin, la Caisse autonome de retraite des médecins de France (CARMF) déplore, dans un communiqué de presse, le décès directement lié à la Covid-19 de 46 médecins libéraux.

#### Risques pour les patients suivis pour d'autres pathologies
Au début de la crise sanitaire de la Covid-19 en France, les responsables des programmes de transplantation d'organes ont fait part de leurs préoccupations concernant la poursuite de l'activité de greffe d'organes durant l'épidémie. Notamment pour protéger les personnes considérées comme vulnérables à cause des risques accrus d'infections au moment et à la suite d'une greffe. Les recommandations ont été de ne maintenir que les transplantations vitales et urgentes, notamment les greffes de cœur et de foie. Cependant, on observe une chute de plus de 90 % du nombre de prélèvements et de transplantations d'organes au cours de l'épidémie en France en mars et avril 2020. Ces transplantations non réalisées constituent une perte de potentiels greffons issus de donneurs décédés. Ces greffons ne sont pas récupérables après la crise sanitaire.

### Transport sanitaire et implication des forces armées

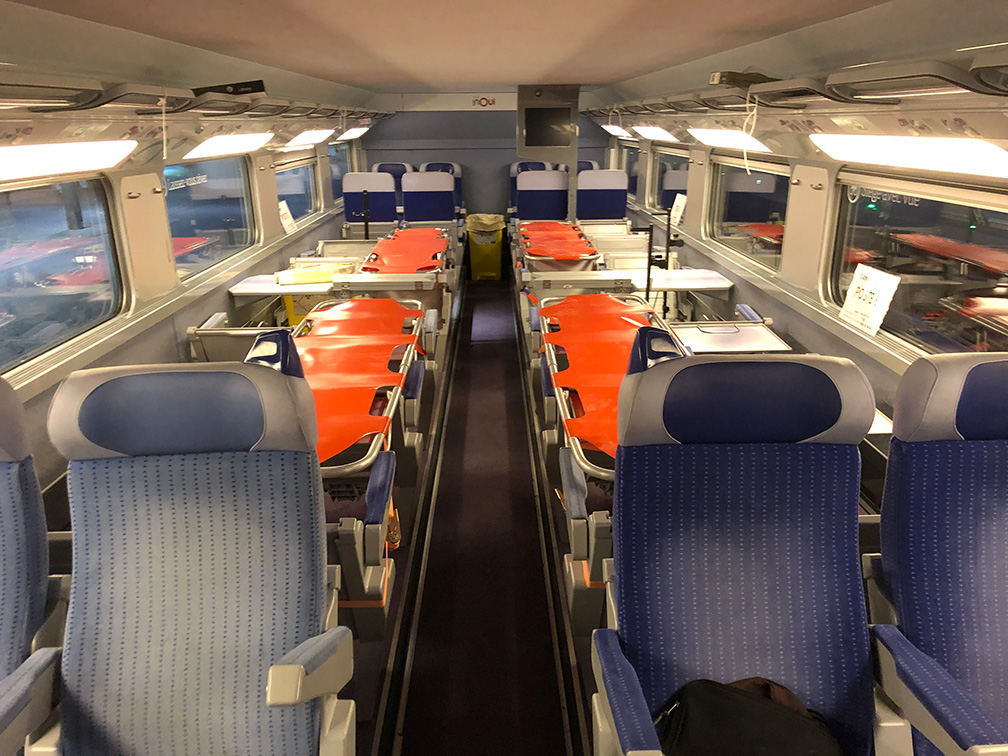
Le TGV sanitaire Chardon 5 sur un trajet Paris-Brest. Photographie de la salle du bas avec les brancards.

Entre le 18 mars et le 10 avril, 644 patients sont transférés d'un hôpital à un autre par train, avion, hélicoptère, jet privé ou ambulance, afin de désengorger les établissements submergés. Les évacuations concernent principalement les malades des régions Grand Est[réf. à confirmer] et Île-de-France. 183 seront même transférés hors de France, en Allemagne ou en Suisse, grâce aux solidarités transfrontalières. Le 22 mars, un transfert de 22 patients de Corse vers la région Provence-Alpes-Côte d'Azur se fait en bateau militaire.
Lancée le 25 mars, l'opération Résilience constitue la contribution des armées à l'engagement interministériel contre la propagation de la Covid-19. Elle est centrée sur l'aide et le soutien aux populations ainsi que sur l'appui aux services publics pour faire face à cette épidémie, en métropole et outre-mer, dans les domaines de la santé, de la logistique et de la protection. Les moyens des armées peuvent être utilisés pour transporter tout patient entre le 18 mars et le 15 avril,.
Le Service de santé des armées déploie un « élément mobile de réanimation » à proximité de l'hôpital civil de Mulhouse entre le 21 mars 2020 et le 12 mai,.

### Travaux de recherche
En matière de recherche fondamentale, l’agence nationale de la recherche soutient financièrement des actions de recherche dès le mois de février 2020 dans le cadre de deux appels à projets : « Flash Covid-19 » et « Recherche-Action Covid-19 ». Le budget total a été de 25 millions d’euros.
Entre mars et juillet 2020, le Comité analyse recherche et expertise, présidé par Françoise Barré-Sinoussi, est chargé d'éclairer les pouvoirs publics sur les suites à donner aux propositions d'approche innovantes scientifiques, technologiques et thérapeutiques,.

#### Controverses sur l'hydroxychloroquine
À la suite d'études observationnelles pourtant contradictoires et controversées sur les effets de l'hydroxychloroquine menées en Chine puis à l'IHU de Marseille et médiatisées par Didier Raoult, plusieurs médecins dont Philippe Douste-Blazy demandent l'assouplissement des possibilités de prescription en milieu hospitalier,. L'essai clinique Discovery, lancé par l'Inserm, est critiqué notamment par Didier Raoult, qui lui reproche de ne pas suivre son protocole. Les auteurs d'une étude de l'hôpital de Garches tendant à prouver l'intérêt du protocole de Marseille, ont retiré leur pré-print et souhaitent corriger leur manuscrit après revue par les pairs.
Entre le 26 mars et le 26 mai, par dérogation, l'hydroxychloroquine et l'association lopinavir/ritonavir peuvent être prescrits, dispensés et administrés sous la responsabilité d'un médecin aux patients atteints par la Covid-19, dans les établissements de santé qui les prennent en charge, ainsi que, pour la poursuite de leur traitement si leur état le permet et sur autorisation du prescripteur initial, à domicile,.
Le 22 mai, The Lancet publie une étude rétrospective de 96 032 dossiers de patients hospitalisés sur six continents, dirigée par Mandeep R. Mehra (en). Elle trouve une corrélation entre les traitements utilisant de la chloroquine ou de l'hydroxychloroquine, et une augmentation de la mortalité hospitalière ainsi que de l'arythmie cardiaque,,. Dans la foulée de cet article, l'Organisation mondiale de la santé et le Haut Conseil de la santé publique prennent position contre l'utilisation de la molécule.
Les polémiques se poursuivent à propos des biais présentés par cette étude,,. Pendant ce temps, l'IHU Méditerranée publie le 27 mai un abstract sur une cohorte de plus de 3 500 patients, suivie à Marseille,.
Le 2 juin 2020, The Lancet émet une « mise en garde » (expression of concern) sur l'intégrité des données, et indique que, « bien qu’un audit indépendant sur la provenance et la validité des données ait été commandé par les auteurs non affiliés à Surgisphere et soit en cours », cette « mise en garde » correspond aux « très nombreuses critiques » suscitées par l'étude. Le 3 juin, l'OMS annonce qu'elle revient sur son retrait à sa participation aux essais sur l'hydroxychloroquine. Le 4 juin, 3 des 4 auteurs rétractent leur publication, car ils n'ont pas réussi à effectuer un audit indépendant des données.
En juillet-août 2020, il se dessine un consensus international grandissant selon lequel l'hydroxychloroquine n'est pas le médicament indiqué contre la Covid-19,. Ceci est en accord avec les résultats des études précliniques de cette période qui, selon la coopération internationale de scientifiques de plus de 80 pays, démontrent qu'un effet clinique de l'hydroxychloroquine contre le Covid-19 est improbable.

## Bilan humain

### Dépistage et cas déclarés positifs
L'Institut Pasteur a évalué le 20 avril 2020 qu'une moyenne d'environ 5,7 % des Français (fourchette : 3,5 % à 10 % soit 2,3 à 6,7 millions de personnes, moyenne 3,7 millions) auront été infectés au 11 mai (début du déconfinement),, précisant que « pour que l'immunité collective soit suffisante pour éviter une deuxième vague, il faudrait 70 % de personnes immunisées. On est très en dessous ».
L'Institut Pasteur a ensuite corrigé, dans un article paru le 13 mai 2020 dans Science, le résultat préliminaire du 20 avril 2020, estimant la population infectée entre 1,8 et 4,7 millions d'individus (moyenne 2,8 millions, 4,4 % avec une fourchette de 2,8 à 7,2 %) au 11 mai, début du déconfinement.
Le paramètre qui permet d'indiquer le degré de contagion du coronavirus est le {\displaystyle R_{0}} (R zéro) — c'est-à-dire du taux de reproduction de la maladie. Le confinement a fait baisser le {\displaystyle R_{0}}, qui était à 3,3 (ce qui veut dire que 10 personnes en contaminent 33 autres) à 0,5 au 20 avril 2020 (deux personnes en contaminent une autre), soit une réduction de 84 %,,.
Le Centre pour le contrôle et la prévention des maladies (CDC) d'Atlanta, considérant à partir d'une cohorte chinoise, un intervalle sériel (intervalle entre le début des symptômes chez le contaminant et le début des symptômes chez le contaminé), de sept à huit jours, en déduit un R0 à 5,7. Cet intervalle sériel serait en Europe, voisin de 6 jours pour l'Imperial College London, d'autres études l'estiment à 4,5 jours.[réf. nécessaire],.
Sur l'immunité collective, des travaux de mai 2020,,, en introduisant la notion d'immunité croisée, acquise antérieurement, nuancent l'hypothèse des 70 % de la population nécessaires et suggèrent que l'immunité collective serait acquise dès que 10 à 20 % de la population aurait été touchée par le virus. Le Dr Daniel Lévy-Bruhl, épidémiologiste à Santé publique France, rappelle cependant que ceci n'est qu'une hypothèse qui doit être confortée.

#### Ratio (nombre de personnes infectées) en France comparé à celui d'autres pays
La France étant l'un des nœuds de transports internationaux et un pays touristique, il est important d'y détecter, traiter, isoler les cas dès que possible, pour contrôler la pandémie.
Ceci implique des tests disponibles et une sensibilisation du public afin qu'il consulte ou se fasse dépister, au moins en présence de symptômes évoquant la COVID-19.
Les données sur les cas réels ont d'abord été lacunaires, tous les pays n'ont pas la même approche[réf. nécessaire] en matière de dépistage, pour des raisons de budgets alloués ou de moyens humains et techniques disponibles. S'y ajoute la qualité du système de veille sanitaire et de remontée de l'information. Le dépistage peut être clinique (Grèce, Portugal, France pour la grippe saisonnière) ou biologique. Ce dépistage virologique peut être presque systématique (comme en Corée du Sud), être ciblé uniquement sur des porteurs du virus présentant des symptômes, ou ne viser que les cas les plus graves (par exemple à un certain moment en France). La stratégie de tests en France a beaucoup varié depuis le début de l'épidémie, visant d'abord les foyers épidémiques, puis les cas sérieux ou graves, puis les EHPAD puis en fin d'année la population générale. Ceci rend difficile toute interprétation de la courbe du taux de prévalence.
Il existe un décalage croissant entre cas confirmés biologiquement et cas réels. Selon de nombreux chercheurs, le nombre de cas réels serait bien supérieur aux cas déclarés, ainsi, début avril, une étude anglaise estimait le nombre de Français infectés entre 730 000 et 4,9 millions, l'essai controversé du Pr Raoult faisait état de son côté de 38 617 patients venus spontanément se faire dépister à l'IHU sur lesquels 3 165 patients ont été testés positifs (soit 8 % de prévalence chez une population qui se pensait potentiellement atteinte). Si ces chiffres de prévalence étaient avérés (ce qui ne pourra être vérifié qu'à la fin de l'épidémie) le taux de létalité (taux de décès parmi les personnes touchées) de la maladie serait alors situé entre 0,5 % et 0,6 %, le taux de cas graves hospitalisés entre 1 et 3 %, et le taux de guérison spontanée (c'est-à-dire sans aucun traitement autre que symptomatique) entre 96 et 98 %. Les données sur la létalité, l'incidence, la prévalence et le taux de mortalité peuvent être, selon les pays, peu fiables, rendant ainsi les comparaisons non significatives.
Santé publique France lance en mai 2020 en collaboration avec le Centre national de référence et des laboratoires réalisant des tests sérologiques, une étude de séroprévalence par sondages successifs en région.
Une étude de séroprévalence menée début mai dans le Morbihan à l'initiative du Conseil Général et coordonnée par le professeur Antoine Flahault, épidémiologiste, directeur de l'Institut de Santé Globale de Genève, indique au 1er mai un taux de séropositivité de 9,7 %, dans la population de ce département, amenant à nuancer les prévisions des modèles.

#### Sous-estimation du nombre de cas au début de la pandémie
Une étude épidémiologique faite entre le 30 mars et le 4 avril 2020 au sein d'un épicentre de l'épidémie dans l'Oise et publiée le 23 avril, a montré que seulement 26 % des sujets ont développé des anticorps alors que 41 % ont été infectés,. Cette étude permet de se rendre compte de la faible proportion de cas confirmés (130 185 au 1er mai) par rapport au nombre estimé de personnes infectées depuis le début de l'épidémie (20 à 40 fois plus). Cela explique la différence entre le taux de mortalité (nombre de morts rapportés à la population totale), le taux apparent de létalité, soit 18,9 % des cas confirmés au 7 mai 2020, et le taux de létalité réel (nombre de morts rapportés au nombre de personnes réellement infectées) qui semble rester stable autour de 0,8 % (0,5 % si l'on ne comptabilise pas les décès en EHPAD) depuis le 17 mars, cette valeur étant confirmée par l'étude de l'Institut Pasteur. Le faible nombre de cas confirmés est dû à la stratégie française du stade 3 qui n'a plus testé que les cas graves, sous-estimant donc le nombre total de cas, avant de mettre en place un dépistage plus massif à partir du déconfinement du 11 mai 2020, afin de surveiller une résurgence.
Le 21 décembre 2020, dans Nature, une autre étude a estimé que dans les 7 premières semaines suivant le confinement du 11 mai au 28 juin 2020, 86 % des infections symptomatiques n'auraient pas été « vérifiées » par le système de surveillance français, soit environ 90 000 infections symptomatiques (environ neuf cas sur dix) ; le taux de détection médian était initialement de 7 % [6-8]%, et il est peu à peu passé à 38 % [35-44]% mais avec d'importantes différences selon les régions, et bien que le système de détection se renforçait, et alors que l'activité épidémique diminuait (fin de la première vague). Ceci a été confirmé par les études sérologiques,.
De plus, seul 1/3 (31 % exactement) des personnes présentant des symptômes évoquant une Covid-19 ont consulté un médecin lors des sept semaines de la période d'étude (malgré les recommandations). En dépit d'un programme de dépistage centralisé et coordonné, les capacités réelles de détection sont donc restées insuffisantes, même aux faibles niveaux de circulation virale qui ont suivi le premier confinement, et elles étaient amenées à se réduire avec l'augmentation de l'activité épidémique. Pullano et ses collègues n'ont pas inclus les cas d'infection asymptomatiques dans leur calcul du taux de vérification. En les incluant, il se pourrait que seul un cas de COVID-19 sur 12 ait été en France signalé au système de surveillance épidémiologique durant ces sept semaines. Les auteurs estiment qu'il est important de connaître le profil d'infection d'une région, pour adapter la lutte épidémiologique, et en particulier pour programmer les vaccinations anti-clusters, qui doivent tenir compte des délais de production et de distribution des vaccins, mais aussi du temps nécessaire après la vaccination pour voir la réponse immunitaire protectrice se développer.
D'autres sous-estimations du nombre de cas avaient déjà aussi été démontrées dans divers pays. Elles sont considérées par les épidémiologistes comme ayant facilité la diffusion du virus,. Fin 2020, Selon Pullano et Di Domenico qui s'appuient sur le cas français, une stratégie de testage plus intense est nécessaire pour lever les mesures restrictives en Europe et éviter une troisième vague.

#### Montée en puissance de la stratégie de dépistage
Il faut attendre la fin de l’année 2020 pour observer une montée en puissance de la stratégie de dépistage covid en France.
Après un démarrage plus lent que ses voisins, et quelques problèmes pour les délais de délivrance des résultats en septembre et octobre 2020 (pouvant aller dans des cas extrêmes jusqu’à 10 jours d’attente), la France adopte un rythme régulier d’environ 2 millions de tests par semaine vers la fin du mois d’octobre 2020, et les délais de délivrance des résultats diminuent petit à petit jusqu’à atteindre environ 24 heures aux abords du mois de janvier 2021, sous peine d’une décote de remboursement pour les laboratoires tardant à émettre les résultats. En parallèle, à partir du 25 juillet 2020, la France ouvre à tous publics le dépistage du Covid-19 sur la base du volontariat. Ainsi, même les sujets ne présentant aucun symptôme de la maladie peuvent se faire tester gratuitement sur présentation d’une carte Vitale. La France est un des rares pays en Europe à proposer un dépistage gratuit par tests PCR pour toute personne, même ne présentant aucun symptôme. Seuls le Danemark, le Monténégro, Malte, la Norvège et le Land de Bavière en Allemagne mettaient en place la gratuité des tests en Europe, quand d'autres pays européens facturaient le test entre moins de 50 € et 250 €.
Avec cette politique de tests, la France passe rapidement en tête des pays qui testent le plus dans l'Union Européenne dans l'absolu, le Danemark restant le pays qui a effectué le plus de tests proportionnellement à sa population. La France passe le cap d'un test par habitant (67 millions de tests) la semaine du 5 avril 2021.
Le rythme de tests en France va encore s'intensifier pendant l'été 2021 avec l’instauration officielle du passe sanitaire, qui a provoqué un pic à 6 millions de tests en une semaine durant le mois d’août 2021, un pic facilité par l'utilisation de tests antigéniques, déjà mis en service plusieurs mois auparavant.
Au 15 octobre 2021, la France a effectué plus de 151 millions de tests, dont 148 millions remboursés. À partir de cette date, afin d'inciter à la vaccination contre le Covid-19 et dans l'objectif de combler les dépenses engendrées par le remboursement systématique des tests par la Sécurité Sociale, le gouvernement met fin à la gratuité des tests dits « de confort », c'est-à-dire des tests pour les adultes non vaccinés, ne présentant aucun symptôme du covid et n'étant pas cas contact, dans l’optique d'obtenir un passe sanitaire valide, à défaut d'un schéma vaccinal complet. La France facture les tests à 44 € pour les tests PCR, et 22 € pour les tests antigéniques en pharmacie, un prix toutefois inférieur à la plupart des autres pays européens. Cela ne concerne finalement qu’une faible frange de la population, car près de 76 % de la population est alors vaccinée. De plus, les non vaccinés présentant des symptômes ou étant cas contact bénéficient toujours de la gratuité du test.
La vague provoquée par le variant Omicron à l'hiver 2021-2022 va elle aussi accroître le rythme de tests effectués en France, jusqu'à atteindre 10 millions de tests en une semaine (du 3 au 10 janvier 2022). La France passe ainsi le cap des 250 millions de tests effectués au total, la semaine du 7 mars 2022. Les délais d’attente des résultats sont réduits à 15 minutes pour les tests nasopharyngés effectués dans certaines pharmacies.
Les dernières données datant du 23 juin 2022 font état de 278,23 millions de tests effectués en France (4,24 tests par personne), ce qui fait de la France le sixième pays à avoir effectué le plus de tests en valeur absolue après la Chine, les États-Unis, l'Inde, le Royaume-Uni et la Russie. Parmi les pays de plus de 11 millions d'habitants, cela classe la France à la troisième place des pays ayant le plus testé leur population, derrière le Royaume-Uni, et ses 522 millions de tests (7,61 par personne) et la Chine et ses 9,21 milliards de tests (6,4 tests par personne) mais devant l’Italie et ses 241 millions de tests (4/pers.), les États-Unis et leur 1,097 milliard de tests (3,27/pers.), la Belgique (3,01/pers.), l’Australie (2,98/pers.) et le Chili (2,23/pers.). Le Danemark, l'Autriche et les Émirats arabes unis restent cependant les pays qui ont le plus testé leur population, avec respectivement 128, 195 et 182 millions de tests, soit 21,96/personne pour le Danemark, 21,4/personne pour l'Autriche et 18/personne pour les Émirats arabes unis. Les pays riches avec une population moins grande sont plus avantagés lorsqu'il s'agit de tester l'intégralité de leur population,.
In fine, la stratégie de dépistage française a pu figurer parmi les plus efficaces au monde, parmi les pays de taille comparable.

### Décès
Avec plus de 22 000 décès en France le 30 avril 2020, sans compter les décès à domicile estimés selon les médecins de ville à environ 10 000, la pandémie de Covid-19 « se place déjà parmi les catastrophes sanitaires les plus meurtrières depuis 50 ans », d'après un article du journal Le Point datant du 21 avril 2020.
Au 7 avril, la France fait état de plus de 10 000 décès. Le cap des 20 000 décès est franchi 13 jours plus tard, alors que plus de 30 000 décès sont officiellement recensés le 10 juillet.
Au 30 avril 2020, le taux de mortalité moyen (total des décès rapporté à l’ensemble de la population) serait ainsi d'environ 450 par million d’habitants ; Grand-Est, Hauts-de-France, Île-de-France, ont été notamment frappés.

#### Mortalité de 2020 à 2023
Par souci de transparence lors de la pandémie de Covid-19 en France, l'Insee met à disposition le nombre de décès par jour et par département,.
Anecdote : concernant le département des Bouches-du-Rhône,, une attaque informatique de la commune de Marseille qui compte la moitié des décès du département a conduit à estimer les données provisoires entre mi-mars et fin-mars, les données réelles ayant eu un retard.
Le nombre des décès toutes causes confondues est comparé, ci-après, avec celui de 2019, pour la même période,. Le nombre de décès attribuables à la Covid-19 ne sera connu objectivement qu'après analyse des certificats de décès.
Selon l'Insee : « Le nombre de décès, qui était en moyenne de 1 800 par jour sur la première quinzaine de mars 2020, augmente nettement à 2 250 au cours de la deuxième quinzaine. Il atteint un pic le 1er avril avec 2 800 décès et diminue depuis (2 560 décès par jour en moyenne entre le 1er avril et le 15 avril, 1 890 du 16 avril au 30 avril) ». Du 30 avril au 31 août 2020, le nombre de décès est proche de celui ayant eu lieu à la même période en 2019. Du 1er septembre au 31 décembre 2020, le nombre de décès est en hausse de 17 % par rapport à la même période un an auparavant. Un pic a été atteint le 7 novembre 2020 avec 2 300 décès, soit un niveau inférieur à celui de la première vague. Ensuite, le nombre de décès diminue progressivement, mais plus lentement que lors de la première vague. Par rapport à 2019, le nombre de décès est en hausse de 9 % du 1er janvier au 31 mai 2021, de 7 % du 1er juin au 31 décembre 2021 et de 10 % en 2022. Il est en baisse de 0,9 % du 1er janvier au 7 avril 2023.

#### Nombre de décès par jour

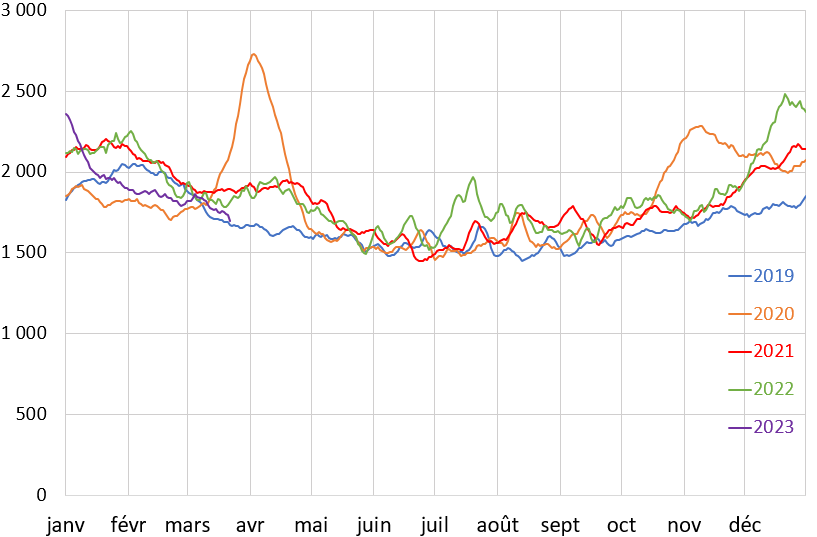
Nombre de décès quotidiens en France, toutes causes confondues du 1 1 2019- 2019 au 24 03 2023- 2023. Les données sont lissées sur 7 jours.

Selon l'Insee, parmi les décès survenus entre le 1er mars et le 30 avril 2020, 63 600 ont eu lieu dans un hôpital ou une clinique (soit 49 % des décès), 31 900 ont eu lieu à domicile (25 %), 19 600 dans un établissement pour personnes âgées (15 %) et enfin 14 500 dans un autre lieu (11 %). Les décès survenus en établissement pour personnes âgées au cours de cette période augmentent très fortement entre 2019 et 2020, bien davantage que les décès survenus ailleurs : +54 % du 1er mars au 30 avril 2020 par rapport aux mêmes dates en 2019, contre +32 % à domicile et +17 % en hôpital ou clinique.

### Surmortalité due à la pandémie de Covid-19
L'Insee publie sur son site un graphique montrant le nombre de décès quotidiens survenus chaque jour depuis le 1er janvier 2010 jusqu’au 20 avril 2020 ainsi que quelques épisodes marquants comme la grippe de Hong Kong de 1969-1970 et la canicule d'août 2003. Du 1er mars au 27 avril 2020, le surplus de décès par rapport à 2019 se chiffre provisoirement à 24 100 et à 23 600 par rapport à la moyenne des cinq dernières années. Les auteurs font remarquer que dans le cas de l'épisode de la pandémie de Covid-19, « on observe un nombre de morts dans un contexte de confinement. Dans [les autres cas de grippe], une mortalité due directement ou indirectement à des grippes saisonnières, dans un contexte de liberté de déplacement des personnes, dont une bonne part sont immunisées ou vaccinées ». Une mise à jour indique que du 1er mars au 30 avril 2020, le surplus de décès par rapport à 2019 se chiffre provisoirement à 27 300.
En 2020, l'espérance de vie en France a chuté de six mois pour les femmes et de sept mois pour les hommes selon l'Insee. En 2021, les femmes ont gagné 0,3 an d’espérance de vie par rapport à 2020 et les hommes 0,2 an. Bien qu’en hausse, l’espérance de vie n'a pas retrouvé son niveau d’avant la pandémie.
Selon l'Insee, de mars 2020 à décembre 2021, les décès observés ont dépassé de 95 000 ceux attendus, en prenant en compte l’augmentation et le vieillissement de la population, ainsi que la tendance à la baisse des risques de décès à chaque âge.

#### Comparaison internationale
Selon une étude publiée par le journal Nature Medicine, reprise dans Libération, la France pour la période mi-février - fin mai 2020 a compté un excédent de décès, par rapport à la moyenne des années précédentes, moins important que l'Angleterre, le pays de Galles, l'Écosse, la Belgique, l'Italie ou l'Espagne,— l'Allemagne n'est pas incluse dans cette étude car elle restreint l'accès à ce type de statistiques. Une autre étude de la revue britannique The Economist, ayant elle aussi analysé la surmortalité observée dans différents pays, confirme que la surmortalité observée en France a été moins intense que chez une partie de ses voisins. The Economist recensait du 2 mars au 12 juillet 2020 un excédent de mortalité de 27 500 décès (sous-mortalité non incluse) en France, soit un taux de mortalité pour 100 000 habitants de 40,6. Ce taux était de 53 aux Pays-Bas, 61 en Suède, 79 en Belgique, 94 en Italie, 100 en Grande-Bretagne et 107 en Espagne. Concernant le Portugal, s’il recensait une mortalité plus faible jusque mi-mai 2020 (25 décès), d’autres pics de mortalité ont été observés par la suite. À la date du 12 juillet, le Portugal comptait 40 décès/100 000 hab., presque autant que la France. L’Allemagne, l’Autriche, la Suisse et l’Irlande ont, elles, observé un taux de surmortalité pour 100 000 habitants plus faible : 30 morts en Irlande, 24 en Suisse, 15 en Autriche, 11 en Allemagne.
Autre donnée à étudier : la surmortalité par habitant par semaine ; elle permet d’évaluer et de graduer l’intensité d’une vague de mortalité connue dans un pays, en la rapportant à la taille de la population. Durant la vague du printemps 2020, la France a vu son pic de mortalité monter à 10,7 décès pour 100 000 habitants en une semaine – du 30 mars au 5 avril 2020. Ce qui signifie qu’en l’espace d’une semaine, le total de la surmortalité pour 100 000 habitants avait augmenté de 10,7 décès, passant de 9,9 au 29 mars à un total de 20,6 au 5 avril 2020. À rappeler que ce total était de 40,6 à l’issue de la première vague (sous-mortalité non incluse). L’Italie avait connu son pic de mortalité la semaine précédente, avec un pic à 18,5 pour 100 000 hab.. Le total de surmortalité en Italie est donc passé de 26,9 décès au 22 mars à 45,4 au 29 mars. Ce total s’est établi à 94 à la fin de la vague. Mais c’est l’Espagne qui a connu la vague de surmortalité la plus violente par rapport à sa population, avec un pic à 27 décès pour 100 000 hab. en une semaine, passant d’un total de 36 au 29 mars à 53 au 5 avril. Le total s’élevant à 107 morts excédentaires dans le pays au sortir de la vague.
La mortalité pour 100 000 habitants par semaine a atteint un maximum de 19,1 en Grande-Bretagne (à noter que les données d’une semaine sont comptées du samedi au vendredi consécutif, contrairement aux autres pays pour lesquels ces données sont comptées du lundi au dimanche consécutif), de 19 en Belgique, de 12,1 aux Pays-Bas, de 8,1 en Suède, 6,8 en Irlande, de 6,6 en Suisse, de 4,6 au Portugal, de 2,7 en Autriche et en Allemagne.
La France est également un des rares pays dont le nombre de décès en excès a été moins important que le total officiel des morts attribués au Covid, ce dès la première vague,. La France recensait 44 décès covid pour 100 000 habitants contre 40 décès excessifs observés sur la période du 2 mars au 12 juillet, contre seulement 36 recensés aux Pays-Bas, 11 au Portugal à la mi-mai, 58 en Suède et en Italie, 61 au Royaume-Uni et 62 en Espagne. Plus tard pendant la pandémie, on comptait 65 000 morts du Covid-19 au 31 décembre 2020 en France, contre 55 000 décès supplémentaires observés en 2020 d’après les données de l'INSEE. Selon Gilles Pison (Muséum national d'histoire naturelle) et France Meslé (Institut national d'études démographiques), l'écart est plus important pour plusieurs raisons : le vieillissement de la population entraîne une hausse de la mortalité chaque année ; les mortalités pour d'autres causes ont baissé ; et en raison des comorbidités, une partie des personnes décédées du Covid-19 seraient mortes de toute façon.
Les données de l'INSEE montrent un écart entre le nombre de décès officiels dus au Covid-19 et ceux observés en 2021. Entre le 1er janvier et le 31 mai 2021, l’institut recensait 23 739 décès de plus qu'en 2019 sur la même période, de même qu'entre le 1er juin et le 31 décembre 2021, il en recensait 23 166 de plus qu'en 2019 sur la même période. Une fois ces nombres additionnés aux 55 500 décès supplémentaires de 2020, le total de la surmortalité observée ces deux années-là s'élevait à 102 405 décès, toutes causes confondues, contre près de 124 000 morts officiellement imputées au Covid-19 sur cette période. Les pays montrant une surmortalité inférieure à leur nombre officiel de victimes du Covid-19 sont largement minoritaires, mais on retrouve des pays comme la Belgique, la Grande-Bretagne (après une sous-estimation de la première vague), le Canada, le Costa Rica, le Danemark, la France, l’Irlande, le Pérou et la Suède. D’autres reconnaissent une mortalité covid quasiment équivalente, légèrement inférieure à la surmortalité observée, comme la Hongrie, Panama, la République dominicaine, la Slovénie et les territoires palestiniens.
La revue britannique The Economist reconnaissait une surmortalité sensiblement équivalente aux données avancées par l’INSEE de 101 320 décès supplémentaires entre le 9 mars 2020 et le 16 janvier 2022, contrairement aux 127 000 décès officiels. Cela plaçait la France dans la moyenne basse ouest-européenne des pays les plus touchés par la population, avec un taux de mortalité par habitant de 150 pour 100 000, derrière la plupart de ses voisins européens comme l'Italie, la Grèce, le Portugal, la Slovénie, l’Espagne, Saint-Marin, la Grande-Bretagne, la Belgique, les Pays-Bas, l'Autriche et la Suisse, mais devant les pays nordiques, l'Irlande, Malte, le Luxembourg et juste devant l’Allemagne.
À la date du 12 février 2023, cette même étude enregistre un excès de mortalité en France de 153 020 décès depuis le 9 mars 2020, contre 165 000 décès officiellement attribués au Covid-19, soit un taux de mortalité de 226 décès pour 100 000 habitants, un taux toujours inférieur à celui de ses voisins européens cités plus tôt, auxquels désormais s’ajoute l’Allemagne, d’autant plus si l’on ne prend pas en compte les épisodes de sous-mortalité, qui réduisent ce taux (voir le deuxième paragraphe suivant) et la Finlande, en raison d’une surmortalité courante dans le pays (entre + 10 et + 25 % de mortalité par semaine) depuis août 2021, phénomène observé également au Danemark et en Norvège dans des proportions quelque peu plus modérées.
Les pays d'Europe orientale (Chypre excepté si l'on ne tient pas compte de la sous-mortalité, voir paragraphe suivant), restent tous plus touchés que la France et demeurent parmi les pays les plus durement frappés par la pandémie en nombre de décès par habitant dans le monde avec le Pérou, le Mexique, le Kazakhstan, l'Afrique du Sud, Cuba, la Bolivie et l’Équateur, tous ou presque (Kosovo exclu) comptent plus de 400 morts pour 100 000 habitants. L’Italie est le seul pays d’Europe occidentale à avoir franchi ce seuil. Les pays les plus sévèrement frappés par la pandémie seraient la Bulgarie, en première position (1 076 morts pour 100 000 habitants au 4 septembre 2022), suivie par la Serbie, la Russie, la Macédoine du Nord, la Lituanie et la Bosnie-Herzégovine, toutes avec plus de 800 décès chacune.
Les résultats de surmortalité de certains pays restent à nuancer sur leur capacité à déterminer le nombre précis de décès causés par le Covid-19. La surmortalité prenant en compte toutes les causes des décès observés, une proportion, limitée toutefois, de ce nombre ne correspondra pas à un décès causé directement par le virus. Également malgré l'épidémie, certains pays européens ont connu par moments des épisodes de forte sous-mortalité, pouvant descendre certaines semaines jusqu'à −20 % de mortalité par rapport aux prévisions, estimées sur la mortalité des années 2015 à 2019. Elles viennent compenser en partie le surplus de décès observable depuis le début de la pandémie. En Suisse par exemple, on observait un excès de 10 750 décès entre le 5 janvier 2020 et le 31 janvier 2021, mais ce nombre avait baissé à 9 510 au 25 avril 2021, après un épisode de forte sous-mortalité ayant en partie contrebalancé le surplus de décès causé par la maladie. Dans la mesure où il est impossible que le nombre total de victimes du Covid-19 baisse par moments – ce nombre ne peut que soit augmenter soit stagner –, les données de surmortalité dans ces pays peuvent sous-évaluer dans une certaine mesure le nombre de décès réel impliqué par le Covid-19. Sont notamment concernés par ce phénomène l'Allemagne, la Belgique, la Grèce, la Norvège, le Portugal, le Royaume-Uni, la Slovénie et la Suisse, et dans une moindre mesure l'Autriche, les Pays-Bas et la Suède. Le Danemark et l'Islande ont été particulièrement marqués par ce phénomène, ils ont parmi les taux de surmortalité les plus bas d’Europe. Ce taux est même négatif pour l'Islande à la date du 2 janvier 2022 (−8 décès pour 100 000 habitants), tout comme celui de l'Australie, de la Nouvelle-Zélande et de Taïwan à la même date. De février à avril 2021, le Danemark a été si marqué par ce phénomène que cela a permis d’annuler complètement l’effet de la vague de surmortalité subie en décembre et janvier dans le pays ; cela aurait pu faire croire à partir de mai 2021 que le Danemark n’avait jamais connu de décès causé par le Covid-19, ce qui n’était pas le cas. À l'inverse, l'Espagne, la Finlande, la France, l'Irlande, l'Italie, la Pologne et les pays d'Europe orientale ont été moins marqués par ce phénomène, car ces pays n'ont pas connu de période de sous-mortalité ayant fait chuter aussi significativement l'écart entre le nombre de décès prévu sans l'épidémie et le nombre de décès réellement observé.
Selon cette méthode de comptage, l’Allemagne compte en réalité plus de décès excessifs rapportés à la population que la France depuis la semaine du 15 novembre 2021, et non depuis octobre 2022. Cela est dû à une cinquième vague provoquée par le variant Delta à l’automne 2021, particulièrement violente en Europe de l’Est (Bulgarie, Lettonie, Roumanie, Russie et Ukraine y connurent leur pire vague de surmortalité) dont l’intensité a été en partie absorbée[réf. nécessaire] en Europe centrale (Allemagne, Autriche, Pays-Bas et Suisse), ce qui avait permis d’épargner[réf. nécessaire] les pays ouest-européens (Belgique, Espagne, France, Italie, Portugal et Royaume-Uni), pour lesquels cette vague fut retardée[réf. nécessaire], moins violente et rapidement engloutie par la vague du nouveau variant Omicron, bien plus contagieux mais moins mortel, ayant transité par le Royaume-Uni puis en France.
Toujours selon The Economist, la France n’a connu que deux vagues de surmortalité intense dues en grande partie au covid-19, au printemps 2020 (jusqu’à 62 % de surmortalité) et à l’automne 2020 (jusqu’à 36 %). À partir de fin novembre 2020, la surmortalité en France ne dépasse plus le seuil des 25 % à échelle nationale pendant deux ans. La remontée de celle-ci en décembre 2022 s’explique par l’apparition d’une triple épidémie de bronchiolite, de grippe et de covid-19. La surmortalité avait également crû dans de nombreux pays voisins.
Ainsi, si la gestion de la crise semble avoir été plus houleuse à ses débuts, la France apparaît sur le long terme moins touchée que la moyenne européenne.

#### Taux de létalité
Il est important tout d'abord de distinguer le taux de mortalité (nombre de morts rapportés à une population générale) du taux de létalité (nombre de morts rapportés au nombre de personnes infectées). Le taux de mortalité, rapport des décès sur la population, dépend donc de la méthodologie du recueil des décès liés à la maladie. Le taux de létalité dépend de l’identification des décès parmi les personnes infectées, réelles ou déclarées, pour une région ou un pays donné. En ce sens, le taux de mortalité apporte une image différente de l'impact de la maladie que ne le fait le taux de létalité. Le taux de létalité ne peut être calculé qu'en estimant le nombre total de personnes infectées, ce qui est différent du nombre de personnes testées positives (sauf à tester l’ensemble de la région ou du pays concerné). En juillet 2020, l'âge médian estimé des décès est de 84 ans.
Ainsi, au début de la pandémie, les différents pays européens affichent de fortes disparités du taux de létalité apparente parmi les personnes testées positives (3,7 % en Allemagne contre 18,4 % en France et 11,2 % en Espagne au 27 avril 2020). Il faut cependant noter que ce taux est un indicateur peu fiable concernant le risque de décès dû à la Covid-19 de par le faible nombre de tests en regard de l’ensemble de la population concernée, notamment en France, et aussi de par le caractère évolutif de la pandémie.
Dans un même pays, l'évaluation du taux de létalité peut également connaître des disparités : le taux de létalité apparente en France est de 18,4 % des cas confirmés ; le taux de létalité réelle est estimé à 0,7 % de l'ensemble des 2,8 millions de la population infectée selon une modélisation de l'Institut Pasteur au 11 mai 2020. L'étude de séropositivité du Pr Flahault dans le Morbihan département réputé peu touché, estimant au 1er mai un taux de 9,7 % de la population générale ayant rencontré le virus, citée précédemment, si elle était confirmée ailleurs en France, viendrait diminuer le taux de létalité.
Plusieurs explications concernant les disparités ont été avancées :
- une explication statistique : les pays qui ont organisé des campagnes massives de dépistage de la maladie comme l'Allemagne la Corée du Sud, ou l'Islande découvrent davantage de cas d'infections symptomatiques, ou non, que les pays comme la France qui ne se sont pas donné ces moyens. D'autres pays se sont contentés d'un repérage clinique pour faire les diagnostics avec des résultats très positifs comme le Portugal[522] ou la Grèce[523] qui ont ainsi contrôlé leur épidémie. Arithmétiquement, la proportion du nombre de morts est moindre face à un grand nombre de malades détectés, et inversement, dans les pays où seules les personnes symptomatiques ou nécessitant une hospitalisation sont testées, le taux de létalité apparente est immédiatement plus important, les personnes asymptomatiques ou avec peu de symptômes n'étant pas testées[524] ;
- une forte disparité en matière de test : l'Allemagne a réalisé un grand nombre de tests de manière précoce. Selon la Fédération allemande des médecins conventionnés, 35 000 personnes ont été testées dans la semaine du 2 mars, alors qu’aucun mort n’avait encore été répertorié dans le pays, et 100 000 la semaine suivante, au cours de laquelle ont été enregistrés les premiers décès[525]. En Allemagne, au 20 mars 2020, la capacité de tests était de 12 000 par jour, et la politique consiste à faire des tests précoces. En France, à la même date, elle est de 2 500 tests par jour[526]. Au 26 mars 2020, l'Allemagne effectue 500 000 tests par semaine[242]. La France qui, selon un compte Twitter du gouvernement, a choisi de limiter les tests aux cas les plus graves dans le but d'assurer « une meilleure prise en charge des patients », n'est capable de tester que 4 000 personnes par jour au 22 mars[527] ;
- une avance en matière de diagnostic et de soins : le fait de réaliser un grand nombre de tests permet également de détecter précocement les porteurs asymptomatiques de la maladie et de les isoler. La prise en charge peut débuter alors que la maladie n'a pas atteint son plein développement, sans parler de sa phase sévère. Ainsi, contrairement aux hôpitaux italiens, espagnols ou alsaciens[528], les hôpitaux allemands n'ont pas été surchargés par des patients dans un état critique et n'ont pas eu à discuter les indications d'admission en réanimation[529] ;
- une différence en matière d'équipements. La France dispose seulement de 7 000 lits de réanimation contre 25 000 pour l'Allemagne[526]. Un nombre insuffisant de respirateurs : le Dr Jean Sengler, président de la Communauté médicale d'établissement du Groupe hospitalier Mulhouse Sud Alsace, affirme avoir demandé le 12 mars vingt respirateurs et ne pas les avoir encore reçus le 22 mars[530]. Ces chiffres sont fortement nuancés par d'autres analyses qui montrent que l'Allemagne a eu une capacité réelle agrégée de réanimation et soins continus et intensifs de 18 000 lits opérationnels, tandis que la France réussissait à mettre à disposition environ 16 000 lits répertoriés selon les mêmes critères[531] ;
- pour Jean-Louis Thiériot, député Les Républicains, la différence du taux de mortalité montre avant tout la différence de l'efficacité des politiques sanitaires. Alors que la France a des dépenses de santé légèrement supérieures à celles de l'Allemagne, la capacité de cette dernière en termes de lits en soins intensifs, de masques, de tests de dépistage est bien supérieure. La gestion du système de santé au niveau des Länder où se prennent les décisions concrètes d'investissement et d'allocation des moyens et non pas comme en France par les Agences régionales de santé qui sont des organes déconcentrés de l'État permettrait, selon lui, un circuit décisionnel court qui réduirait le poids de la technostructure. Ainsi, il n'y a en Allemagne que 24,3 % du personnel hospitalier à effectuer des missions administratives pour 35,2 % en France. Cette différence représenterait pour un pays comme la France 100 000 soignants en plus. La réforme des 35 heures mise en place par le gouvernement Lionel Jospin aurait dû s'accompagner, selon Thiériot, de la création de 47 000 postes. Faute de moyens suffisants, 10 000 d'entre eux n'ont jamais été pourvus. Cette même réforme fait que les services de santé croulent sous les congés obtenus dans le cadre de la réduction du temps de travail (RTT) ce qui désorganise les services, le personnel hospitalier allemand travaille lui 40 heures par semaine avec des revenus plus élevés[532] ;
- en France, une étude d'un syndicat de médecins généralistes estime début avril à au moins 1,6 million la population contaminée, symptomatique ou non[533],[534]. Il apparaît à travers différentes études que le taux de létalité associé à la Covid-19 est assez constant au niveau international, estimé entre 0,5 et 1 % de la population[459],[463],[535],[536]. Une modélisation de l'Institut Pasteur estime en France au 11 mai à 2,8 millions d'habitants la population contaminée avec un taux d'hospitalisation à 3,6 % de l'ensemble de la population infectée, et 0,7 % le taux de létalité, avec une grande variabilité régionale du taux d'infection en population générale, par exemple Île-de-France 10 %, Grand-Est 9 %, Bretagne 1,3 %[462]. À titre de comparaison, une étude de séro-prévalence trouve à New York, fin avril, 21 % de contaminations[537].

#### Personnalités mortes des suites de la Covid-19 en France
- Jacques Fouad Acar, microbiologiste et infectiologue, mort le 27 mars 2020[538] à 88 ans.
- Nicolas Alfonsi, homme politique, mort le 16 mars 2020[539] à 83 ans.
- Maurice Barrier, acteur, mort le 12 avril 2020[540] à 87 ans.
- Maurice Bidermann, industriel, mort le 30 mars 2020[541] à 87 ans.
- Igor Bogdanoff, animateur, producteur et essayiste, mort le 3 janvier 2022 à 72 ans.
- Grichka Bogdanoff, animateur, producteur et essayiste, mort le 28 décembre 2021 à 72 ans.
- Marie-Thérèse de Bourbon-Parme, princesse, morte le 26 mars 2020[542] à 86 ans.
- Raymond Cauchetier, photographe, mort le 22 février 2021[543] à 101 ans.
- Daniel Cauchy, acteur, producteur et scénariste, mort le 7 mai 2020[544] à 90 ans.
- Hélène Châtelain, réalisatrice, scénariste, comédienne, écrivaine et traductrice, morte le 11 avril 2020[545] à 84 ans.
- Robert Chaudenson, linguiste spécialiste des créoles, mort le 7 avril 2020[546] à 82 ans.
- Christophe, auteur-compositeur et chanteur, mort le 16 avril 2020[547] à 74 ans.
- Soumaïla Cissé, homme politique malien, mort le 25 décembre 2020, à Neuilly-sur-Seine[548], à 71 ans.
- Jean-Laurent Cochet, homme de théâtre, mort le 7 avril 2020[549] à 85 ans.
- Marguerite Derrida, psychanalyste, morte le 21 mars 2020[550] à 87 ans.
- Jacob Desvarieux, musicien, fondateur du groupe Kassav, mort le 30 juillet 2021[551] à 66 ans.
- Patrick Devedjian, homme politique, mort le 29 mars 2020[552] à 75 ans.
- Manu Dibango, saxophoniste et chanteur camerounais de world jazz, mort le 24 mars 2020, à Melun, à 86 ans.
- Xavier Dor, embryologiste, mort le 4 avril 2020[553] à 91 ans.
- Étienne Draber, acteur, mort le 11 janvier 2021[554] à 81 ans.
- Bernard Epin, écrivain et critique littéraire, mort le 1er avril 2020[555] à 83 ans.
- Claude Evrard, acteur, mort le 20 avril 2020[556] à 86 ans.
- José Évrard, député, mort le 7 janvier 2022[557] à 76 ans.
- Marc Ferro, historien, mort le 21 avril 2021[558] à 96 ans.
- Jacques Frémontier, journaliste, historien et écrivain, mort le 7 avril 2020[559] à 89 ans.
- François de Gaulle, prêtre, neveu de Charles de Gaulle, mort le 2 avril 2020[560] à 98 ans.
- Valéry Giscard d'Estaing, ancien président de la République française, mort le 2 décembre 2020[561] à 94 ans.
- Claude Goasguen, député Les Républicains de Paris, mort le 28 mai 2020[562] à 75 ans.
- Paul Goma, écrivain, mort le 25 mars 2020[563] à 84 ans.
- Robert Hossein, réalisateur, acteur, scénariste, dialoguiste et metteur en scène, mort le 31 décembre 2020[564] à 93 ans.
- Michel Host, écrivain, mort le 6 juin 2021[565] à 83 ans.
- Rémy Julienne, cascadeur et concepteur de cascades, mort le 21 janvier 2021[566] à 90 ans.
- Jacques Le Brun, historien, mort le 6 avril 2020[567] à 88 ans.
- Jean Leber, violoniste, mort le 18 mars 2020[568] à 80 ans.
- Philippe Lécrivain, prêtre jésuite, mort le 13 avril 2020[569] à 78 ans.
- Michel Lelong, prêtre, mort le 10 avril 2020[570] à 95 ans.
- Henri Madelin, prêtre jésuite, mort le 8 avril 2020[571] à 83 ans.
- Sarah Maldoror, cinéaste, morte le 13 avril 2020[572] à 90 ans.
- André Manaranche, prêtre jésuite, théologien et écrivain spirituel, mort le 12 avril 2020[573] à 93 ans.
- Jean-Marc Manducher, homme d'affaires et dirigeant de rugby à XV, mort le 30 avril 2020[574] à 71 ans.
- Liliane Marchais, veuve de Georges Marchais, morte le 9 avril 2020[575] à 84 ans.
- David Méresse, joueur, entraîneur et dirigeant de football, mort le 8 avril 2020[576] à 89 ans.
- Denise Millet, dessinatrice, morte le 28 mars 2020[577] à 86 ans.
- Philippe Nahon, acteur, mort le 19 avril 2020[578] à 81 ans.
- Jacques Oudin, ancien sénateur de Vendée, mort le 20 mars 2020[579] à 80 ans.
- Jean Panisse, acteur, mort la nuit du 31 décembre 2020 au 1er janvier 2021[580] à 92 ans.
- Michel Parisse, historien médiéviste, mort le 5 avril 2020[581],[582] à 83 ans.
- Jacques Pellen, musicien et compositeur, mort le 21 avril 2020[583] à 63 ans.
- Francis Rapp, historien médiéviste, mort le 29 mars 2020[584] à 93 ans.
- Jean-Jacques Razafindranazy, médecin urgentiste, mort le 21 mars 2020[585] à 67 ans.
- Henri Richelet, peintre, graveur et plasticien, mort le 18 mars 2020[586] à 75 ans.
- Michel Robin, acteur, mort le 18 novembre 2020 à 90 ans.
- Jacques Rosny, acteur, mort le 18 avril 2020[587] à 81 ans.
- Jean-Philippe Ruggieri, directeur général de Nexity, mort le 24 avril 2020 à 51 ans[588].
- Jean-Louis Servan-Schreiber, journaliste, patron de presse et essayiste, mort le 28 novembre 2020[589] à 83 ans.
- Lucien Sève, philosophe, mort le 23 mars 2020[590] à 93 ans.
- Arnold Sowinski, footballeur et entraîneur, mort le 2 avril 2020[591] à 89 ans.
- Bernard Stalter, entrepreneur et homme politique, mort le 13 avril 2020[592] à 63 ans.
- Henri Tincq, journaliste, mort le 29 mars 2020[593] à 74 ans.
- Jean-Pierre Vincent, comédien, metteur en scène et directeur de théâtre français mort le 5 novembre 2020[594] à 78 ans.
- Daniel Voisin, joueur de pétanque, mort le 19 avril 2020[595] à 81 ans.
- Frida Wattenberg, ancienne résistante, morte le 3 avril 2020[596] à 95 ans.
- Henri Weber, homme politique, mort le 26 avril 2020[597] à 75 ans.

### Impact des déprogrammations et des retards de soins "non-Covid"
Pendant la pandémie, l’activité de soins autre que celle liée au Covid a été fortement ralentie, en 2020, 2021 et début 2022. De nombreuses prises en charge ont été reportées ou tout simplement annulées dans les établissements de santé, afin de pouvoir absorber l’afflux massif de malades du Covid. Cela s’est traduit par un arrêt momentané de certaines chirurgies et interventions médicales, mais aussi par un retard dans le dépistage des cancers ou même dans la réalisation de greffes d’organes. Depuis l’apparition du virus en France en mars 2020 jusqu’à la fin de l’année 2022, on estime qu’environ 3,5 millions de séjours hospitaliers n’ont pas été effectués.
Le 31 mars 2021, le généticien Axel Kahn annonce que « les retards de diagnostics depuis le début de la pandémie, conduisent à une surmortalité par cancer, de 13 500 personnes », et que les déprogrammations et les retards de diagnostics vont causer « plus de 10 000 morts qui n'auraient pas dû mourir de leur cancer ».
Ces conséquences concernent bien d'autres affections chroniques, et un premier bilan a été effectué dans un ouvrage paru en 2023 : "Les retards de soins : la bombe à retardement" ainsi que dans des articles de presse.

### Statistiques
Ces statistiques publiées chaque jour par les autorités sont parfois imparfaites et/ou incomplètes, notamment parce qu’elles ne prennent pas en compte les décès à domicile, mais aussi parce que, certains jours, toutes les données ne sont pas communiquées. De plus, il arrive que certains rattrapages soient effectués par Santé Publique France.
Sur l'initiative d'une start-up rejointe par une centaine de contributeurs dont Etalab, il y a eu une tentative pour compléter et structurer les données disparates existantes (ARS, réseau Sentinelles, chiffres en EHPAD, principalement centrées sur la mortalité et complétées ultérieurement pas des propositions faites aux médecins généralistes par leur syndicat ou par la CNAM de remonter des informations ainsi que par les analyses de transmission faites au début de l'épidémie par les ARS) avec comme l'un des objectifs une identification des cas-contacts et une meilleure connaissance de l'épidémiologie. Toutefois, les entités destinataires de ces informations ont du mal à en accepter le partage, la détention des données devenant un enjeu de pouvoir et financier. 4,5 millions de questionnaires de santé remplis par les internautes ayant consulté  le site maladiecoronavirus.fr ne sont accessibles qu'à l'institut Pasteur, tandis que les données sur les premières chaînes de contamination récoltées par les ARS et transmises au système Godata de l’OMS ne sont accessibles ni aux chercheurs qui en font la demande, ni à Etalab. Les données initialement prévues pour être en open access sont en accès très restreint, le motif indiqué étant la crainte d'une « désanonymisation » des données. Plusieurs épidémiologistes  parlant de « réflexes qui ne servent pas le bien public » critiquent le manque de moyens alloués à ce recueil de données et aux conditions d'exploitation de celles acquises, qui auraient pu permettre de mieux connaitre la maladie et d'éviter un certain nombre de cas, même si la pénurie de tests en a rendu une partie difficilement exploitable.

#### Statistiques pour l'ensemble de la France
Quatre indicateurs sont utilisés pour suivre l'évolution d'une reprise de l'épidémie,:
- l’activité épidémique (taux d'incidence), elle « correspond au nombre de personnes testées positives (RT-PCR et test antigénique) pour la première fois depuis plus de 60 jours rapporté à la taille de la population »;
- le taux de positivité des tests virologiques, il « correspond au nombre de personnes testées positives (RT-PCR et test antigénique) pour la première fois depuis plus de 60 jours rapporté au nombre total de personnes testées positives ou négatives sur une période donnée, et qui n‘ont jamais été testées positives dans les 60 jours précédents »;
- le facteur de reproduction du virus (évolution du R0), « c’est le nombre moyen de personnes qu’une personne infectée peut contaminer »;
- la tension hospitalière sur la capacité en réanimation, elle « reflète le niveau de sollicitation des réanimations mais aussi le niveau de tension sur les capacités hospitalières en réanimation. Il s’agit de la proportion de patients atteints de COVID-19 actuellement en réanimation, en soins intensifs, ou en unité de surveillance continue rapportée au total des lits en capacité initiale ».

Les graphiques qui suivent sont établis à partir des données de l'Agence nationale de santé publique en lien avec le Gouvernement de la République française. 
Le Centre européen de prévention et de contrôle des maladies compile les données sur une base hebdomadaire pour les placer dans un contexte mondial. 

##### Cas recensés positifs au SARS-CoV-2
| Cas confirmés de cas testés positifs |
| Le graphique qui aurait dû être présenté ici ne peut pas être affiché car il utilise l'ancienne extension Graph, désactivée pour des questions de sécurité. Des indications pour créer un nouveau graphique avec la nouvelle extension Chart sont disponibles ici . |

Lecture : 
« La publication du nombre total de cas confirmés depuis le début de l’épidémie est temporairement arrêté à la date du 16/12/2021. Le chiffre quotidien de nouveaux cas confirmés reste quant à lui disponible. ».
Entre le début du recensement et le 20 juillet 2021, on dénombre 5 890 062 personnes testées positives. Sont prises en compte dans ce tableau les personnes atteintes de Covid-19 positivement testées recensées en établissements sociaux et médico-sociaux. Les cas possibles ne sont pas pris en compte.
Entre les 19 et 20 mai 2021, une correction des doublons fait chuter le nombre de cas de plus 300 000. L'Agence nationale de santé publique a annoncé une correction de l'algorithme de remontée des tests PCR positifs, qui prenait notamment en compte plusieurs fois des tests PCR positifs entrainant des doublons. Les chiffres et les indicateurs ont donc subi une modification correspondant à la baisse remarquée.
| Variations hebdomadaires du nombre total de cas positifs au SARS-CoV-2 |
| Le graphique qui aurait dû être présenté ici ne peut pas être affiché car il utilise l'ancienne extension Graph, désactivée pour des questions de sécurité. Des indications pour créer un nouveau graphique avec la nouvelle extension Chart sont disponibles ici . |

Entre les 19 et 20 mai 2021, une correction des doublons fait chuter le nombre de cas de plus 300 000, de ce fait la variation hebdomadaire du nombre de cas pour la semaine concernée (-289 297 cas) est non significative.

##### Hospitalisations
| Nombre de personnes hospitalisées pour Covid-19                                            |
| Lecture : le 20 juillet 2021, 6 912 personnes atteintes de Covid-19 étaient hospitalisées. |

| Nombre hebdomadaire de personnes nouvellement hospitalisées pour Covid-19 |
| Le graphique qui aurait dû être présenté ici ne peut pas être affiché car il utilise l'ancienne extension Graph, désactivée pour des questions de sécurité. Des indications pour créer un nouveau graphique avec la nouvelle extension Chart sont disponibles ici . |

Lecture : entre le 31 mars et le 6 avril 2020 23 405 nouvelles hospitalisations sont intervenues.

##### Réanimations
| Nombre de personnes en réanimation ou soins intensifs pour la Covid-19                                                                       |
| Lecture : le 20 juillet 2021, 876 personnes sont en réanimation ou en soins intensifs dans les hôpitaux d'une cause attribuée à la Covid-19. |

| Nombre hebdomadaire de nouvelles admissions en réanimation dans les hôpitaux                                          |
| Lecture : Du 26 mars 2020 au 1er avril 2020, 4 690 personnes supplémentaires sont entrées en réanimation à l'hôpital. |

##### Retours à domicile après hospitalisation
| Nombre cumulé de patients ayant été hospitalisés pour cause de Covid-19 et de retour à domicile en raison de l'amélioration de leur état de santé. |
| Le graphique qui aurait dû être présenté ici ne peut pas être affiché car il utilise l'ancienne extension Graph, désactivée pour des questions de sécurité. Des indications pour créer un nouveau graphique avec la nouvelle extension Chart sont disponibles ici . |

Lecture : entre le début du recensement et le 1er août 2021, 391 689 patients ont quitté l'hôpital, ils sont retournés à leur domicile en raison de l'amélioration de leur état de santé et selon les critères définis par Haut Conseil de la santé publique ; ils doivent cependant rester confinés jusqu'à guérison complète,.

##### Décès en hôpital et établissements sociaux ou médico-sociaux
| Nombre total cumulé de décès attribués à la Covid-19 (cumul décès à l'hôpital, en EHPAD et EMS) |
| Le graphique qui aurait dû être présenté ici ne peut pas être affiché car il utilise l'ancienne extension Graph, désactivée pour des questions de sécurité. Des indications pour créer un nouveau graphique avec la nouvelle extension Chart sont disponibles ici . |

Lecture : entre le début du recensement et le 1er septembre 2021, un total de 125 839 personnes (cumul décès à l'hôpital, en EHPAD et EMS) sont décédées d'une cause attribuée à la Covid-19. Ce total ne prend pas en compte les personnes décédées à domicile d'une cause attribuée à la Covid-19.
Données publiées par Santé publique France.
| Évolution hebdomadaire du nombre de décès en hôpital |
| Le graphique qui aurait dû être présenté ici ne peut pas être affiché car il utilise l'ancienne extension Graph, désactivée pour des questions de sécurité. Des indications pour créer un nouveau graphique avec la nouvelle extension Chart sont disponibles ici . |

- Lecture : dans la semaine du 1er avril 2020 au 7 avril 2020, dans les hôpitaux, 3 568 personnes supplémentaires sont décédées d'une cause attribuée à la Covid-19.

Une étude réalisée par quatre économistes français parue en juillet 2020 souligne que le Covid-19 tue principalement les personnes les plus modestes. Le surpeuplement des logements et la nature des emplois occupés semblent en être les causes.

##### Suivi de la vaccination
| Nombre cumulé de patients ayant reçu au moins une première injection de vaccin. |
| Le graphique qui aurait dû être présenté ici ne peut pas être affiché car il utilise l'ancienne extension Graph, désactivée pour des questions de sécurité. Des indications pour créer un nouveau graphique avec la nouvelle extension Chart sont disponibles ici . |

Les objectifs de vaccination de la population française ont été annoncés par le gouvernement le 21 janvier 2021. Au 31 juillet 2021, 42 443 308 personnes ont reçu leur première dose de vaccin soit un peu moins que l’objectif visé (en janvier 2021) par le gouvernement pour le mois précédent (30 juin) 43 000 000.

### Répartition d'hospitalisations par classe d'âge
| 0–9 ans     | 32     | 0,13 %  | 3     | 0,11 %  | 1 917   | 0,98 %  | 4      | 0,01 %  |
| 10–19 ans   | 63     | 0,25 %  | 7     | 0,26 %  | 1 910   | 0,97 %  | 6      | 0,01 %  |
| 20–29 ans   | 185    | 0,74 %  | 14    | 0,53 %  | 6 682   | 3,41 %  | 39     | 0,09 %  |
| 30–39 ans   | 325    | 1,30 %  | 41    | 1,54 %  | 10 564  | 5,39 %  | 151    | 0,33 %  |
| 40–49 ans   | 643    | 2,58 %  | 124   | 4,67 %  | 15 482  | 7,90 %  | 456    | 1,00 %  |
| 50–59 ans   | 1 606  | 6,43 %  | 340   | 12,80 % | 25 843  | 13,18 % | 1 598  | 3,50 %  |
| 60–69 ans   | 3 546  | 14,21 % | 833   | 31,35 % | 33 840  | 17,26 % | 4 824  | 10,58 % |
| 70–79 ans   | 5 944  | 23,81 % | 931   | 35,04 % | 38 623  | 19,71 % | 9 996  | 21,92 % |
| 80–89 ans   | 8 233  | 32,98 % | 305   | 11,48 % | 41 365  | 21,10 % | 17 864 | 39,17 % |
| 90 ans et + | 4 204  | 16,84 % | 36    | 1,35 %  | 18 291  | 9,33 %  | 10 408 | 22,82 % |
| Sous-total  | 24 781 | 24 781  | 2 634 | 2 634   | 194 517 | 194 517 | 45 346 | 45 346  |
| Indéterminé | 181    | 181     | 23    | 23      | 1489    | 1489    | 263    | 263     |
| Total       | 24 962 | 24 962  | 2 657 | 2 657   | 196 006 | 196 006 | 45 609 | 45 609  |

## Conséquences économiques et sociales

### Économie

#### PIB et activité des entreprises
En 2020, le produit intérieur brut de la France (PIB) recule de 8,3 %. En chiffres trimestriels, les baisses sont particulièrement importantes aux premier (-5,8 %) et deuxième (-13,8 %) trimestres.
En 2021, le PIB rebondit progressivement et revient à son niveau d’avant-crise au troisième trimestre,,.
PIB en milliards d’euros
Le graphique qui aurait dû être présenté ici ne peut pas être affiché car il utilise l'ancienne extension Graph, désactivée pour des questions de sécurité. Des indications pour créer un nouveau graphique avec la nouvelle extension Chart sont disponibles ici.

La crise se caractérise à la fois par un choc d'offre massif (baisse de la production, mise à l'arrêt d'usines, réduction de la fourniture de services) et un choc de demande massif (baisse de la demande extérieure : tourisme, luxe... et baisse de la demande domestique dans les services : transports, hôtellerie-restauration, etc.).
Les impacts du premier confinement affectent le PIB et l’activité économique des entreprises. En France, les conséquences économiques se produisent dans de nombreux secteurs, tels que « la fabrication de matériel de transport, le commerce de gros et de détail, le transport aérien, l’hôtellerie, la restauration et les services immobiliers ». L’OCDE estime en mai 2020 que si de grandes entreprises sont touchées par cette crise, les PME risquent pour certaines de disparaître et des mesures de grande ampleur sont nécessaires pour les protéger. L’OCDE souligne que les activités de l’hôtellerie, de la restauration, et du transport aérien sont très impactés, avec une baisse du PIB évalué à -2 %. La baisse du PIB des activités « de commerce de détails et de commerce de gros » est, elle, évaluée à -9 %.
Pour 2020, on compte 283 900 emplois disparus, soit 320 300 emplois perdus dans le privé et 32 200 emplois créés dans le secteur public.
Une ordonnance de mai 2020 permet aux chefs d’entreprises en cessation de paiements à garder les rênes de leur société et à effacer leurs dettes, si leurs difficultés sont causées par l’épidémie. Le magazine Complément d'enquête cite en avril 2021 les cas d’Alinéa, Phildar et d’Orchestra Prémaman.
Selon la Banque de France, les défaillances d'entreprise ont baissé en 2020 de 39 %, passant à 31 212 en 2020, contre 51 201 en 2019. Selon l'institution, cela serait en partie dû aux mesures d'aides mises en place pour faire face à la crise, mais ne serait pas le signe de la baisse du nombre d'entreprises en difficulté.

#### Marchés financiers
La bourse de Paris commence à chuter, comme les autres bourses occidentales, le 24 février 2020. À fin février, elle est en recul de 11,9 %. La chute se poursuit et le 12 mars, le CAC 40 connaît la plus forte baisse de son histoire, -12,28 % en une seule séance. La bourse de Paris touche son point le plus bas le 18 mars, à 3 754 points, contre un plus haut historique à 6 111 le 19 février, soit une chute de 38 % en moins d'un mois.
En novembre 2020, le CAC 40 grimpe de 20 %, et le 6 avril 2021, le CAC 40 clôture à 6 131 points, dépassant son pic d'avant-crise.

#### Conséquences sectorielles

##### Immobilier
Les confinements et l'essor du télétravail ont laissé penser que le marché de l'immobilier serait bouleversé.
En 2020, le nombre de transactions en France a baissé de 5 à 8 %, et les prix augmenté de 6 % en moyenne. La hausse des prix en région parisienne a atteint 5 % en 2020. Elle a donc ralenti mais ne s'est pas inversée. L'exode urbain attendu n'a pas eu lieu en 2020.
En France, globalement, l'attrait pour la maison individuelle augmente en 2020, et ses prix augmentent de 7 % contre 2,5 % en 2019.

##### Ski
En mars 2021, les pertes dont ont été victimes les fabricants et magasins de skis sont estimées à un milliard d'euros. En cause notamment, la fermeture des remontés mécaniques dans plusieurs pays.

##### Luxe
Le marché du luxe n'a pas été affecté par la crise, et a profité de la reprise rapide des marchés asiatiques. Les quatre géants français Kering, L’Oréal, Hermès et LVMH ont vu leur valorisation boursière décoller de 513,7 milliards d’euros au 31 décembre 2019 à 711 milliards au 22 avril 2021.

##### Aéronautique
Selon Eric Trappier, président du Groupement des industries françaises aéronautiques et spatiales), 30 000 emplois auraient disparu ou seraient menacés de disparaître dans le secteur de l'aéronautique en France, malgré les aides qui auraient contribué à sauver 30 000 autres emplois. Sont concernés des emplois directs de grandes entreprises aéronautiques, mais aussi dans des entreprises sous-traitantes.

#### Mesures de soutien à l'économie et conséquences sur les finances publiques
Dans son allocution du 12 mars 2020, le président de la République s’engage pour la protection des salariés et des entreprises : « La santé n'a pas de prix. Le gouvernement mobilisera tous les moyens financiers nécessaires pour porter assistance, pour prendre en charge les malades, pour sauver des vies. Quoi qu’il en coûte […] Tout sera mis en œuvre pour protéger nos salariés et pour protéger nos entreprises, quoi qu’il en coûte, là aussi ». Cette politique de protection est depuis désignée par les médias et les politiques comme le « Quoi qu'il en coûte »,.
Ainsi, en 2020, les dépenses publiques ont augmenté de 92 milliards d’euros. Les principales mesures du plan d’urgence et de soutien sont l’indemnisation de l’activité partielle (27 milliards) et le Fonds de solidarité pour les entreprises (16 milliards). Le surcoût sur les dépenses de santé a représenté 14 milliards. Enfin de nombreux plans de soutiens sectoriels ont été décidés et les premières dépenses du plan de relance ont contribué à cette hausse. Parallèlement, le recul du PIB a entrainé des pertes très importantes de recettes de l’ensemble des administrations publiques (63 milliards). En conséquence, le déficit de l’ensemble des administrations publiques s’élève à 9,2 % du PIB, contre 3,1 % en 2019. Les dépenses augmentent de 5,5 % et les recettes diminuent de 5,0 %.
À la date du 17 septembre 2021, plus de 140 milliards d’euros de prêts garantis par l'État (PGE) ont été accordés à 689 260 entreprises. À la date du 30 septembre 2021, deux millions d’entreprises ont bénéficié du fonds de solidarité, pour un montant de 36,6 milliads d’euros.
En avril 2021, le ministre Olivier Dussopt estime que la crise coûtera à la France 424 milliards d'euros sur 3 ans.

### Pauvreté
Un million de Français ont basculé dans la pauvreté au cours de la crise sanitaire. Les étudiants, les intérimaires, les chômeurs, mais aussi autoentrepreneurs et artisans constituent les catégories les plus vulnérables.
L’aide alimentaire a considérablement augmenté. La Fédération française des banques alimentaires a ainsi augmenté ses distributions de 25 %. Le ministère de la Santé estime, début septembre, que 8 millions de personnes ont besoin de cette aide, alors qu’elles n’étaient que 5,5 millions en 2019.
Faute d'attester d'un schéma vaccinal complet contre le Covid-19, quelques milliers de soignants avaient été suspendus, sans rémunération. En mai 2023 le ministre de la Santé, François Braun annonce qu'ils vont être réintégrés.

### Inégalités
La cheffe économiste de l'OCDE, Laurence Boone, indique en décembre 2020 que la France devrait retrouver courant 2022 sa situation économique de 2019 , tout en précisant que la situation sociale sera « pire » qu'avant la pandémie en raison de l’augmentation des inégalités : « On n'a jamais vu une crise aussi inégalitaire : non seulement le Covid affecte les personnes qui vivent dans de mauvaises conditions, qui font des métiers difficiles, qui doivent prendre les transports en commun, mais les secteurs qui sont touchés le plus, ce sont ceux qui concentrent le plus de jeunes, de moins qualifiés, et de contrats précaires. D'autant que, de l'autre côté de l'échelle sociale, la crise n'a pas empêché les ménages les plus aisés de continuer de s'enrichir, notamment ceux détenant un patrimoine financier et qui ont bénéficié du dynamisme des marchés boursiers, abreuvés de liquidités par les banques centrales ».
La France a enregistré 309 000 nouveaux millionnaires en 2020 pendant que la même année, le Secours populaire français notait que 45 % des personnes se présentant à l’association pour demander de l'aide étant des primo-bénéficiaires.

### Inquiétudes

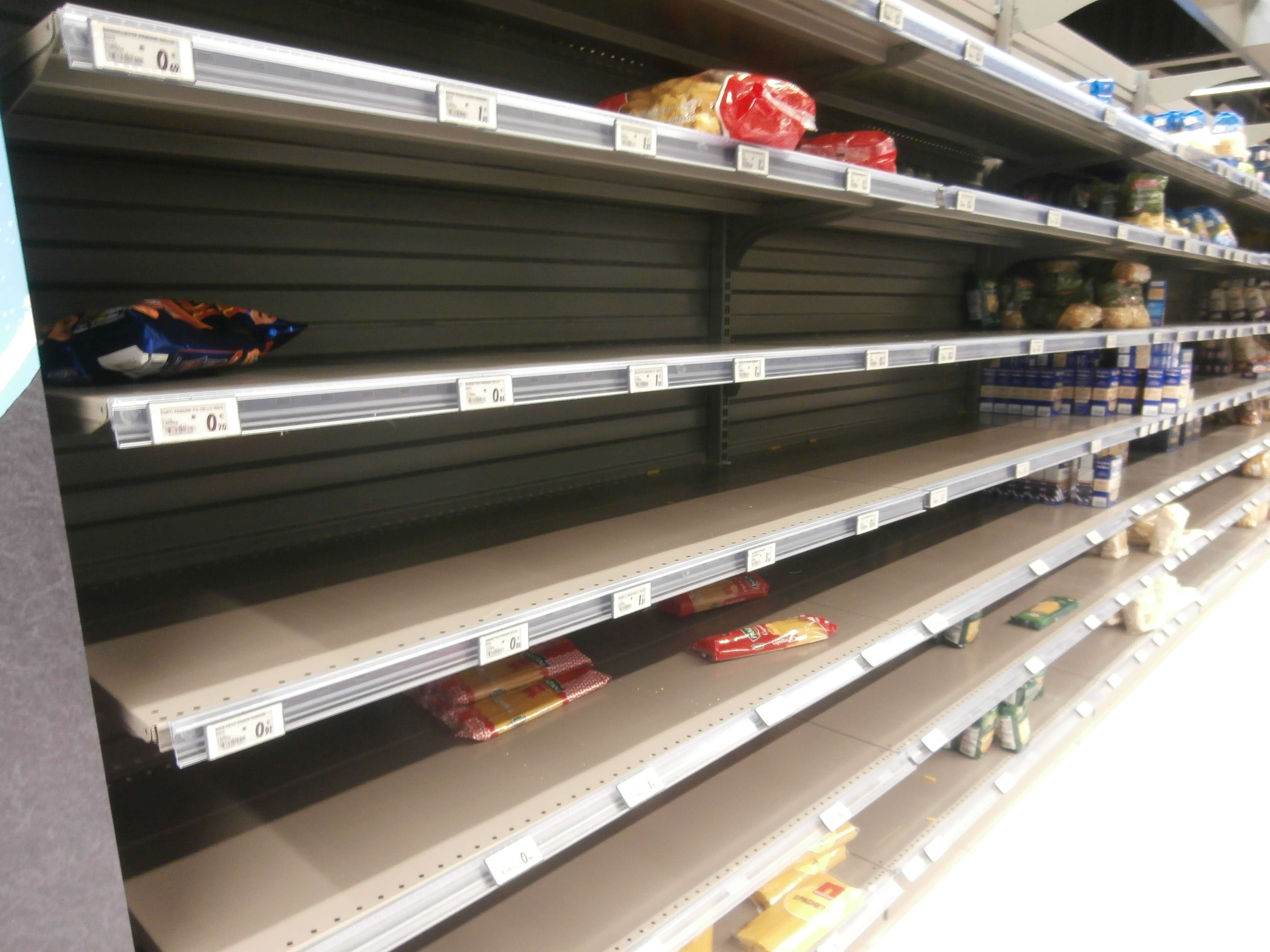
Rayons vides dans un commerce le 14 mars 2020.

L'inquiétude des Français se traduit par des achats en quantités inhabituelles de denrées alimentaires non périssables (pâtes, conserves, etc.) et de papier toilette débouchant sur des ruptures de stock ponctuelles dans de nombreuses grandes surfaces alimentaires.

### Dépressions et suicides
Certaines études semblent indiquer une possibilité de l'augmentation des taux de suicide,,. Des économistes confirment le lien entre crise économique et suicide. Certaines personnes supportent mal le confinement et la solitude. Le politologue Jérôme Fourquet craint que la crise économique entraîne un lourd tribut auprès des petits commerçants.
La Fondation Jean-Jaurès, proche du Parti socialiste, craint une augmentation des suicides en fin d'année,.
Le pédopsychiatre Benjamin Landman, chef de clinique à l'hôpital Robert-Debré à Paris, signale recevoir beaucoup de jeunes présentant des idées suicidaires importantes. Les psychiatres français constatent une augmentation du nombre de consultations et craignent d'arriver à saturation. L'hôpital Saint-Vincent de Paul à Lille constate un afflux de patients épuisés, désorientés, des tentatives de suicide qui explosent. L'augmentation des troubles mentaux inquiète des services psychiatriques débordés et au bord de l'asphyxie. En septembre, le magazine Marianne alerte que plusieurs médecins et experts notent une vague de dépressions et de crises suicidaires.
Une infirmière se tranche la gorge pensant avoir contaminé son mari pris de quintes de toux,.
Le 23 mars, Santé publique France lance l'enquête CoviPrev pour suivre un échantillon de 2 000 personnes sur le plan psychologique. Elle constate qu'après une semaine de confinement, l'anxiété atteint 26,7 % des individus, contre 13,5 % en 2017.
En avril, le médecin du Stade de Reims se donne la mort après avoir été diagnostiqué positivement,.
SOS Amitié, association d'aide aux personnes en détresse psychologique, constate un boom d'activité.
Lors du second confinement, en novembre, des restaurateurs du Pays de Montbéliard craignent une recrudescence des suicides chez les commerçants en proie à la ruine.

### Transports

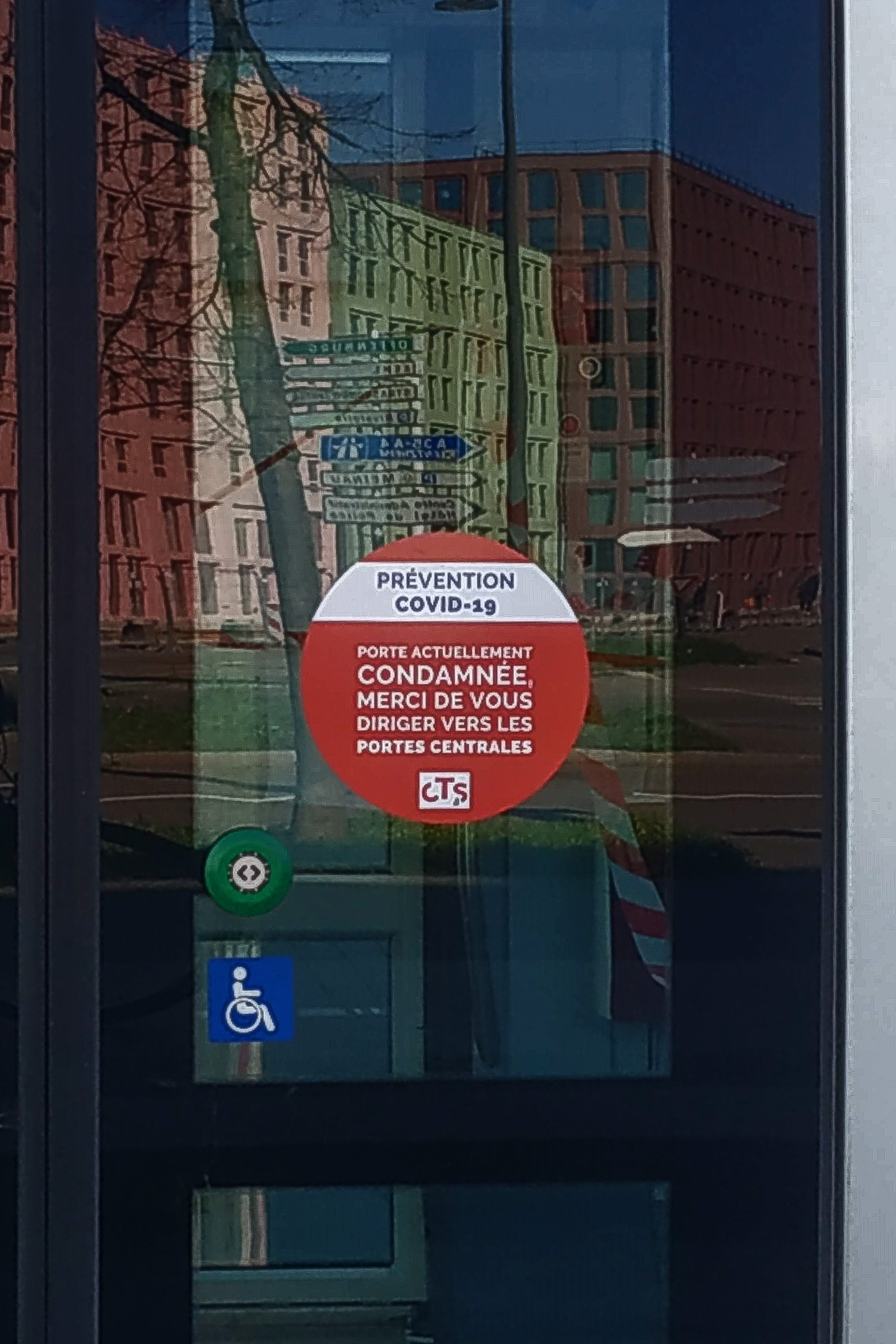
Condamnation des portes à proximité des postes de conduite : une des mesures prises sur de nombreux réseaux de transport.

#### Avant le premier confinement national
Pour ne pas être vecteur du virus de la Covid-19 (le SARS-CoV-2) ou par appréhension de ne plus disposer de moyens de transport pour pouvoir revenir, et sur les conseils sanitaires des autorités, certaines personnes annulent leurs déplacements[réf. nécessaire].
Par ailleurs, la fermeture des établissements scolaires affecte également l'activité des autocaristes,.
Dans l'aviation, les réservations de vols sont en chute libre et les pertes du secteur seront colossales. Selon l'Association internationale du transport aérien, le secteur pourrait être en perte de 113 milliards de dollars (près de 100 milliards d'euros) si la pandémie n'est pas contenue. Pourtant, en raison de la réglementation européenne (la règle des 80/20), les compagnies aériennes européennes devaient maintenir leurs vols pour conserver leurs créneaux d’atterrissage. Il s'agit de l'article 10 du règlement CEE 95/93 du Conseil du 18 janvier 1993 qui oblige les compagnies à utiliser au moins 80 % de leurs créneaux horaires de décollage et d'atterrissage dans les aéroports européens sous peine de les perdre au profit d'un concurrent l'année suivante. C’est la loi du « use it or lose it ». Pour ne pas prendre ce risque, les compagnies faisaient donc décoller des « avions fantômes » avec très peu de passagers et brûlaient ainsi du kérosène pour rien en gaspillant des milliers de litres de ce carburant. Le 10 mars, la présidente de la Commission européenne Ursula von der Leyen met fin à cette pratique, annonçant une mesure d'urgence attendue par le secteur aérien : la suspension à titre temporaire de la règle des 80/20. La législation européenne va être adaptée pour permettre aux compagnies aériennes de conserver leurs créneaux horaires même si, en raison du coronavirus, leurs vols sont annulés.
Dans le transport ferroviaire, à la fin de la deuxième semaine de mars, la SNCF avait réduit la circulation des trains de 50 %.

#### Pendant le premier confinement
Le 17 mars, au premier jour de confinement, la fréquentation de la RATP a baissé de 80 %, la régie ayant anticipé l'absence de voyageurs en ne faisant rouler que 60 % des RER A et 70 % des bus et des métros. À la SNCF, seulement 50 % des trains fonctionnent, dont 35 % à 40 % des TER avant de tomber très rapidement à 7 % du trafic TGV et environ 10 % du trafic TER le week-end du 28 mars. Ce taux de circulation restera globalement le même au niveau national jusqu’au 11 mai. Le 18 mars, le réseau ferré de la RATP a subi une baisse de fréquentation supérieure à 90 %.
Le 10 avril 2020, le secrétaire d'État Jean-Baptiste Djebbari déclare que la SNCF subirait « des pertes considérables » et que cela « oblige » à revoir le calendrier, la priorisation et le phasage des travaux d'infrastructures, excepté ceux liés à la sécurité.

#### VTC
À cause de la crise sanitaire et de la réduction des déplacements, les chauffeurs de VTC ont vu le nombre de demandes diminuer et beaucoup ont abandonné leur poste. En avril 2021, les sociétés Uber et Lyft connaissent une pénurie de chauffeurs.

### Déplacements internationaux

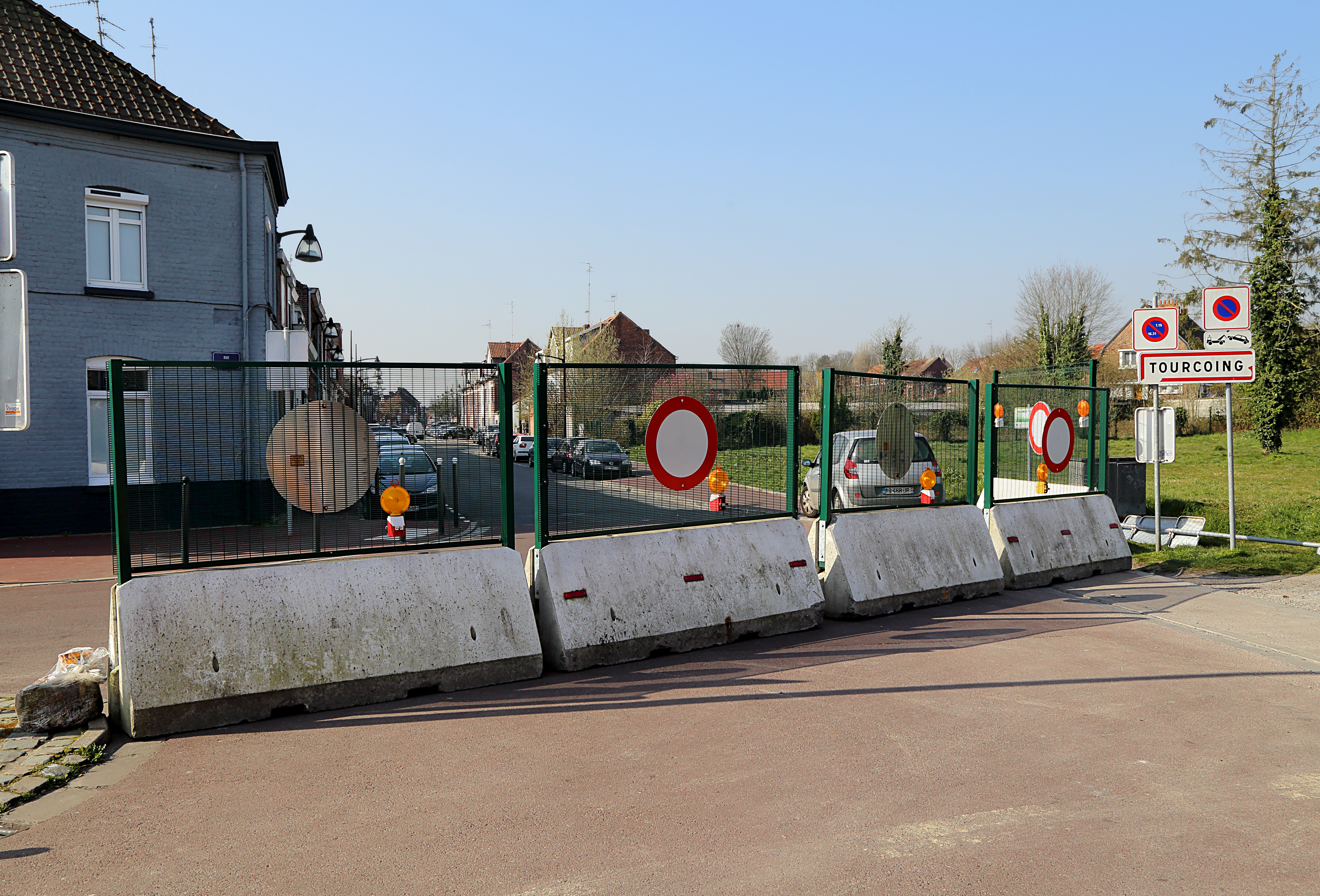
Blocs de béton installés à la frontière entre Mouscron, Belgique, et Tourcoing, France. Vendredi 27 mars 2020.

Les premiers pays à avoir interdit aux Français l’accès à leur territoire sont Israël (5 mars), le Liban et Malte (11 mars), le Guatemala et la république Tchèque (12 mars), les États-Unis, le Pérou et l’Ukraine (13 mars).
À partir de la mi-mars, la plupart des pays interdit l'entrée de ressortissants étrangers sur leur territoire, et les Français sont de toute façon incités à rester chez eux. Mêmes les pays européens (Allemagne, Autriche) rétablissent des contrôles aux frontières terrestres.
Les frontières intérieures européennes sont ouvertes à partir du 15 juin 2020. Hors Europe, la fermeture de frontières dure jusqu’en juin-juillet, selon les états.
Lors de la reprise de l’épidémie, les voyageurs français sont considérés à risque et doivent rester en quarantaine en Norvège (depuis le 6 août), au Royaume-Uni (depuis le 15 août), en Allemagne (depuis le 9 septembre et selon les régions d'origine), au Portugal (depuis le 15 septembre).
Le 1er mars 2021, la recrudescence des cas de COVID en Moselle amène l'Allemagne à imposer des tests de dépistage du Covid-19 toutes les quarante-huit heures aux travailleurs transfrontaliers, ceci au prix de quelques difficultés diplomatiques avec la France,.

### Loisirs

#### Culture

##### Actions artistiques (pendant lepremier confinement national)

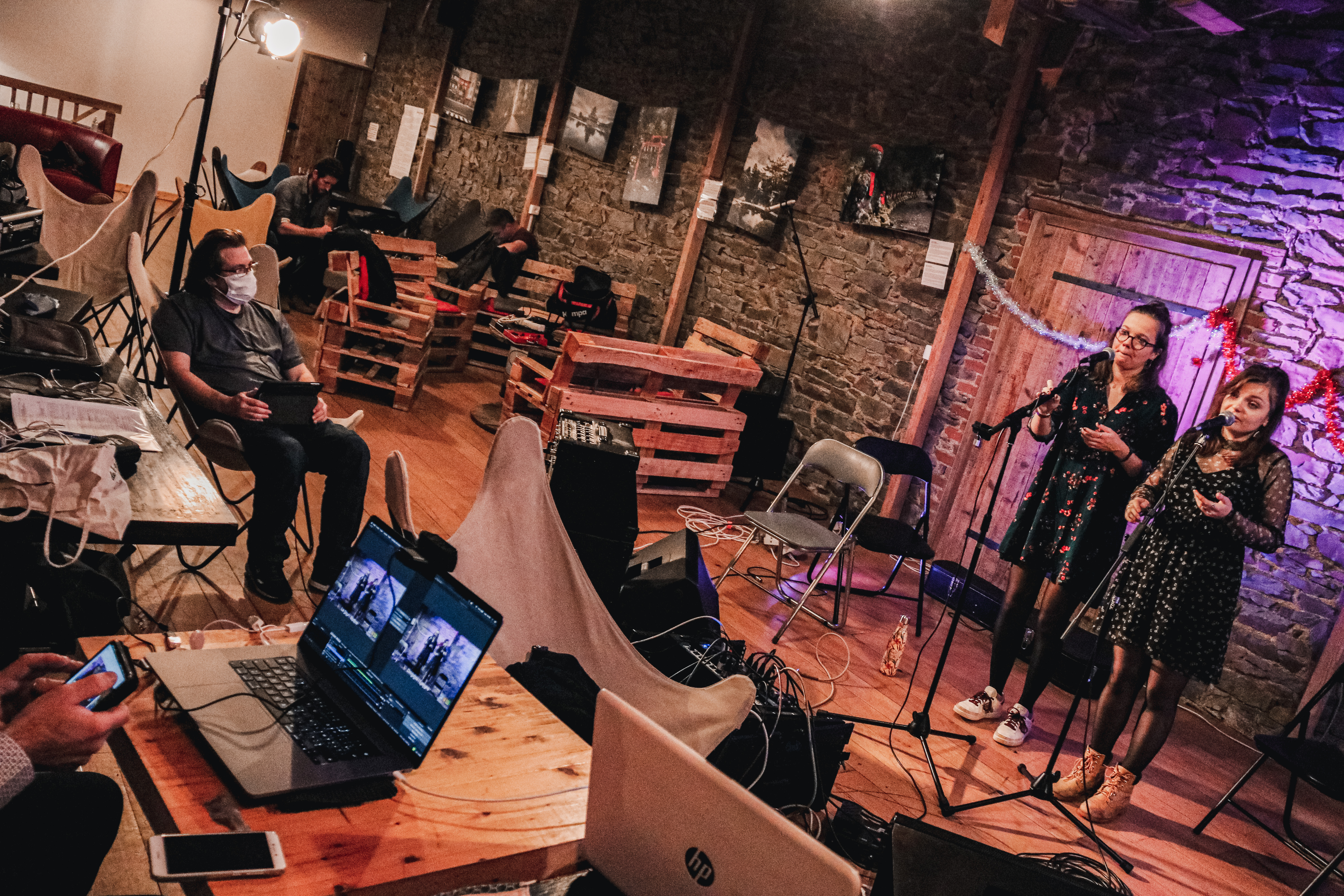
Fest-noz virtuel filmé à Plérin durant le second confinement.

- Le 21 mars 2020, l'association Tamm-Kreiz lance le premier fest-noz virtuel[685]. Dix artistes se filment en direct de chez eux pour ce premier fest-noz du confinement et plus de 3 000 internautes suivent le live[686]. Tamm-Kreiz organise un fest-noz virtuel tous les 15 jours durant le premier confinement[687].
- Le 23 mars 2020, Nolwenn Leroy et Amel Bent partagent une vidéo de Jean-Jacques Goldman sur Instagram[688] où il réécrit les paroles de sa chanson Il changeait la vie en soutien au personnel toujours en activité durant la pandémie de Covid-19[689].
- Le 26 mars 2020, Calogero dévoile le titre On fait comme si[690],[691], une ballade inédite évoquant la période de confinement, dédiée au personnel hospitalier[692]. La totalité des recettes est reversé à la Fondation Hôpitaux de Paris-Hôpitaux de France[693].
- Le 28 mars 2020, Camille Lellouche sort une chanson humoristique intitulée Coco Corona[694].
- Le 2 avril 2020, Florent Pagny, Marc Lavoine et Pascal Obispo dévoilent leur titre Pour les gens du secours où ils chantent ensemble. L’intégralité des droits sera versé à la Fédération hospitalière de France et à la Fondation des Hôpitaux de France[695]. Le clip de la chanson a été diffusé le 4 avril 2020 pour la première fois dans l'émission The Voice France[696].
- Le 7 avril 2020, un collectif de 350 personnalités[697] unissent leur voix dans le titre caritatif Et demain ? au profit de la Fondation Hôpitaux de Paris-Hôpitaux de France[698] et ont réalisé un clip depuis chez eux, confinés et reconnaissants envers le personnel des hôpitaux qui se battent contre la pandémie de Covid-19[699].
- Le 10 avril 2020, la chanteuse Lara Fabian réunit plusieurs personnalités dans le clip de son single intitulé Nos cœurs à la fenêtre en hommage au personnel médical. Les bénéfices de ce projet sont reversés à différentes associations de France, d'Italie, de Belgique et du Canada[700] luttant contre la Covid-19[701].
- Le 3 juillet 2020, en soutien à la recherche d’un remède contre la Covid-19 et soutenu par NRJ Group[702], le collectif Tous Unis composé de 17 artistes : Laurent Voulzy, Amir, Aloïse Sauvage, Bilal Hassani, Boulevard des Airs, Claudio Capéo, Philippine, Alliel, Lola Dubini, Ridsa, Trois Cafés gourmands, Keen'V, Ofenbach, Soolking, Black M, Hatik et Wejdene dévoile le titre Le pouvoir des fleurs 2020[703], une reprise de la chanson Le Pouvoir des fleurs de Laurent Voulzy, au profit de l'Institut Pasteur[704].
- Le 8 juillet 2020, le chanteur Renaud sort Corona Song[705], une chanson surprise sur le Covid-19 et où il défend le professeur Didier Raoult[706],[707].
- L’artiste roubaisien HK a réagi en décembre 2020 aux annonces gouvernementales avec sa chanson Danser encore publiée sur sa page Facebook. La vidéo appelant les artistes à danser, chanter et jouer encore a été vue 1,5 million de fois en quelques jours. Fin janvier 2021 il chante Laissez-nous travailler en hommage à tous les lieux « fermés jusqu'à nouvel ordre »[708].

##### Implication de célébrités et personnalités publiques (pendant lepremier confinement national)
- Le 2 avril 2020, les vidéastes français Mcfly et Carlito organisent un Maradon[709], un live d'une journée caritative sur YouTube accompagnés de nombreuses personnalités[710]. Le but de cette action est de récolter des dons pour le corps médical (établissements, personnels hospitaliers et Ehpad) pendant la crise de la Covid-19. En 11 heures et 18 minutes de live, ils ont réussi à récolter plus de 400 000 €[711].
- Début avril 2020, Brigitte Macron appelle personnellement des personnalités comme Nabilla[712], Patrick Bruel, Calogero ou encore Florian Thauvin pour les remercier de leurs dons en faveur de la Fondation Hôpitaux de Paris-Hôpitaux de France[713],[714],[715].
- Le 6 avril 2020, 17 personnalités : Cali, Tim Dup, Lola Dubini, Camille Lou, Alex Goude, Tristan Lopin, Gwendal Marimoutou, Romain Costa, Marion Séclin, Lucas Wild, Adrien Rohard, Paul Darbos, Garance Teillet, Émilie Lopez, Jean-Baptiste Marteau, Jonas Ben Ahmed et Christian Millette ont participé à la campagne numérique #EnsembleSurInternet de MALD agency[716], avec le soutien de la Mairie de Paris[717] et du Conseil régional d'Île-de-France[718], pour lutter contre toutes les discriminations et la haine sur Internet pendant le premier confinement national de la Covid-19 avec les associations Union des étudiants juifs de France, Urgence Homophobie, STOP Homophobie, SOS Racisme et Cool Kids Féministes[719],[720].
- Fin avril 2020, le collectif #ProtegeTonSoignant[721], lancé en mars, a mis en place, jusqu'au 8 mai 2020[722], l'opération Stars solidaires[723], une tombola solidaire avec une centaine de célébrités[724] qui proposent un lot (objets ou rencontres) en échange d'un ticket au prix de 10 € afin de participer au tirage au sort de chaque lot[725]. Tous les bénéfices sont entièrement reversés au collectif en faveur du personnel soignant[726] et de la Fondation Hôpitaux de Paris-Hôpitaux de France dans la lutte contre la Covid-19. Ils récoltent plus d'1,5 million d'euros[727].

#### Sports
Le 12 mars 2020, la Fédération française de football annonce « la suspension de l'ensemble des activités et compétitions gérées par la Fédération, ses ligues et ses districts, sur l'ensemble du territoire » avec l'interruption de « tous les Championnats amateurs féminins et masculins, de toutes les catégories d'âges, les divers tournois et rassemblements, les entraînements et l'activité des écoles de football ». Le lendemain, la Ligue de football professionnel suspend à partir de la 29e journée, les matchs de Ligue 1 et Ligue 2 et reporte la finale de la Coupe de la Ligue entre le Paris Saint-Germain et l'Olympique lyonnais. Finalement, la LFP décide le 30 avril 2020, l'arrêt définitif des championnats de Ligue 1 et Ligue 2 pour la saison 2019-2020. Avec l'arrêt des ligues, la LFP détermine un classement basé sur l'indice de performance qui tient en compte le nombre de points marqués sur tous les matchs joués. Le PSG devient alors champion pour la neuvième fois de son histoire. Le 17 mars, l'UEFA décide de décaler l'Euro en Europe qui devait avoir lieu du 12 juin au 12 juillet. D'après le cabinet KPMG, l'impact du confinement sur l'économie de la Ligue 1 serait de l'ordre de 400 millions d'euros. Choisir la tenue des matchs à huis clos serait très pénalisant, pour un club comme le Racing Club de Strasbourg, les pertes financières atteindraient les 500 000 euros par match. La quarantaine provoquée par le Covid-19 pose aussi un problème pour les joueurs en fin de contrat. Les contrats qui terminent cette saison prennent fin le 30 juin. Par exemple, pour le PSG, Edinson Cavani et Thiago Silva seraient libres. Par contre la FIFA, afin d'assurer une certaine stabilité, préconise un allongement des contrats jusqu'à la nouvelle date.
À partir du 13 mars, des mesures similaires sont prises par les fédérations françaises d'athlétisme, de basket-ball, de handball, de hockey sur glace, de judo, de natation, de pétanque, de rink hockey, de rugby, de ski, de tennis, de tennis de table, de tir à l'arc, de tir sportif, de triathlon et de volley.
Sont annulés le semi-marathon de Paris, qui devait se dérouler le 1er mars, et le championnat de France de cross-country prévu à Montauban les 6 et 7 mars,.
La 119e édition des Internationaux de France de tennis (Roland-Garros), initialement prévue du 24 mai au 7 juin, est décalée du 20 septembre au 4 octobre, annonce le 17 mars la Fédération française de tennis.
Les manifestations hippiques, qui se déroulaient en hippodrome clos depuis les mesures de restrictions de regroupement du public, sont annulées à partir du 17 mars.
Le 15 avril 2020, Christian Prudhomme annonce que la 107e édition du Tour de France cycliste, initialement prévue du 27 juin au 19 juillet 2020, est décalée du 29 août au 20 septembre 2020.
Le championnat de rink hockey est le premier à être suspendu en octobre 2020 en raison de la seconde vague de contaminations,.
Lors de l'annonce du 2e confinement, la pratique de tous sports est interdite dans le monde du sport amateur mais autorisé pour les compétitions professionnelles (sous réserves de l'accord des clubs et des ligues).

#### Institutions et manifestations culturelles
Le 14 mars, en raison de la pandémie, de nombreuses institutions annoncent leur fermeture, telles que le Louvre, le centre Georges Pompidou, la tour Eiffel ou le musée d'Orsay, le château de Versailles, mais aussi d'institutions de province telles que le Château de Montsoreau - musée d'Art contemporain, le CAPC musée d'art contemporain de Bordeaux, le MUCEM à Marseille, ou le Théâtre national populaire de Villeurbanne.
Tous les musées, bibliothèques et institutions culturelles ferment à partir du 16 mars.
Le 19 mars, la direction du festival de Cannes annonce que la 73e édition est reportée ; elle aurait dû avoir lieu du 12 au 23 mai 2020.
Le 14 avril, l'organisation des Francofolies de La Rochelle et celle du Main Square Festival d'Arras, annoncent l'annulation de leurs festivals de musique, reportés à 2021.
Selon l’OCDE, les musées et les organisateurs de manifestations culturelles se préparent à des pertes financières colossales à la suite de la fermeture des établissements.
Le 17 septembre 2020, les quarante-six orchestres et opéras membres du syndicat professionnel Les Forces musicales signent dans le quotidien Libération une tribune dans laquelle ils rappellent leur mission au chœur de la cité et leurs actions auprès du public et du personnel soignant tout au long de la crise sanitaire et invitent le public à les retrouver, « masqués mais confiants », à partir du 12 septembre 2020.
La plupart des marchés de Noël ont été annulés, certains dès septembre. Des évènements de carnaval ont été annulés en 2020 ainsi qu'en 2021.

#### Grandes fêtes
La foule lors de grands événements propage le Covid-19. Ainsi, en 2023, une fois les Fêtes de Bayonne terminées, le dépistage enregistrait 70 - 90 % de cas positifs au début d'août, alors que, dans l'Hexagone, le Covid diminuait.

### Politique

#### Élections
Dans ses avis du 12 mars, du 14 mars et du 16 mars, le conseil scientifique Covid-19, institué le 11 mars par le ministre des Solidarités et de la Santé Olivier Véran, s'exprime à trois reprises concernant le maintien des élections municipales françaises de 2020. Celui-ci n'ayant « pas vocation à se substituer aux avis et décisions des institutions publiques compétentes en matière de libertés fondamentales », le comité « n'identifiait pas d'argument scientifique permettant d'associer une annulation du premier tour des élections à la réduction de la progression prévisible de l'épidémie ». Il a pris en compte la réduction du risque infectieux associé à cette annulation d'une part mais aussi « les conséquences sanitaires délétères de possibles débordements, imprévisibles après une annulation impromptue du processus électoral », d'autre part pour préconiser que, si le pouvoir exécutif décidait de maintenir le premier tour des élections municipales, elles devaient être organisées dans des conditions d’hygiène renforcées. Le même jour, dans son allocution télévisée, Emmanuel Macron annonce le maintien du premier tour.
Afin de limiter la propagation du virus lors du premier tour le 15 mars, il est alors recommandé d'amener son stylo noir ou bleu. L'isoloir reste obligatoire, les isoloirs peuvent rester rideau ouvert. Il est recommandé de ne pas toucher le rideau avec les mains,. Certains présidents de régions et maires demandent le report des élections afin que tous les citoyens puissent aller voter. Opposé à la tenue du premier tour, le président de la commission médicale d’établissement de l’Assistance publique - Hôpitaux de Paris, Rémi Salomon, n’a de cesse d’expliquer aux Français l’importance du confinement et exhorte les citoyens à ne pas aller voter après le discours d’Emmanuel Macron déclarant : « Quelles que soient les mesures gouvernementales, restez chez vous ! ».
Le taux d’abstention est de 55,36 %. Selon un sondage, 39 % des abstentionnistes ne souhaitaient pas se rendre dans un bureau de vote à cause du coronavirus.
La loi du 23 mars prolonge le mandat en cours des conseillers municipaux. Ceux élus au premier tour le 15 mars prennent leur fonction « aussitôt que la situation sanitaire le permet au regard de l'analyse du comité de scientifiques » selon la loi du 23 mars 2020, c’est-à-dire le 18 mai 2020.
Dans les communes où il est nécessaire, le second tour est reporté le 28 juin 2020,. Cette date a été décrétée après l'avis très circonstancié du conseil scientifique et celui des responsables politiques.
Le renouvellement général des conseillers des Français de l'étranger et des délégués consulaires, initialement prévu en mai 2020, et celui de six des douze sénateurs représentant les Français établis hors de France, sont reportés en 2021,,. Les élections régionales et départementales, prévues en mars 2021, sont reportées en juin 2021.

#### Opinion publique
Dans une étude Ifop réalisée par internet les 27 et 28 février, 61 % des sondés se disent inquiets face à la pandémie.
Selon une enquête de l'institut Elabe parue le 25 mars, les cotes de popularité d'Emmanuel Macron et d'Édouard Philippe progressent, mais 73 % des Français estiment que le gouvernement n'est pas à la hauteur.
Le 25 mars, 56 % des Français interrogés évoquent une mauvaise gestion de la crise de la Covid-19 par le gouvernement,.
Selon un sondage Ifop-Fiducial réalisé le 26 et 27 mars, 26 % des personnes questionnées estiment que le gouvernement « a agi rapidement », 34 % qu'il « donne tous les moyens aux infrastructures et professionnels de santé pour lutter contre ce virus » et 72 % qu'il « a caché certaines informations ».
Le 29 mars, une mobilisation semble naître sur les réseaux sociaux avec des hashtags comme #OnNoublieraPas. Ces réactions expriment pour le sociologue Pascal Froissart « un mouvement de défiance contre les institutions ».
En mai 2020, les Français ont été l'un des peuples les plus critiques envers leur gouvernement en Europe, selon un sondage montrant 66 % de désapprobation.
Au début du mois d'août, 85 % des Français se disent favorables au port du masque dans les lieux publics clos. Cependant, une contestation existe sur les réseaux sociaux et plusieurs pétitions sur le sujet commencent à circuler à la même période. À partir du mois d'octobre, des mouvements de protestation s'élèvent, parlant de dictature sanitaire,.

### Justice
Le confinement de mars-avril 2020 touche la justice. Les juridictions des ordres administratif et judiciaire ont mis en place des mesures adaptées au confinement. La cour d'appel de Paris tourne à 10 % de son activité, qui est limitée au terrorisme, au crime organisé et aux affaires familiales.

#### Juridictions pénales et exécution des peines
Les délais de détention provisoire sont prolongés. Le Conseil constitutionnel, saisi par une QPC, a confirmé la constitutionnalité de la mesure.
Le nombre de personnes détenues dans les prisons a baissé de 6 266 entre le 16 mars et le 1er avril 2020, grâce à des libérations de détenus en fin de peine,. Au 8 avril, près de 8 000 détenus ont été libérés en un mois. Beaucoup moins de personnes entrent en détention : de l’ordre de 60 à 70 par jour contre 250 à 300 précédemment.
Le 18 novembre 2020, une ordonnance autorise le recours à la visio-conférence, sans l’accord de l’accusé pendant le réquisitoire de l’avocat général et les plaidoiries des avocats. Le juge des référés du Conseil d’État annule cette autorisation quelques jours plus tard.

### Médias
La pandémie de Covid-19 entraîne une médiatisation d'une ampleur rarement constatée en France. Les canaux de diffusion de l'information sont proches de la saturation. Une étude publiée en mars 2020, par la La Revue des Médias, et portant sur 8 000 heures de diffusion réalisées par les chaînes d'info en continu France Info, LCI, CNews et BFM TV, montre que, du 16 au 22 mars 2020, 74,9 % du temps d'antenne (13 h 30 min en moyenne, par jour et par chaîne) ont été consacrés à la pandémie et ses conséquences,.
Le premier ministre Édouard Philippe déclare devant les députés : « J’ai été frappé depuis le début de cette crise par le nombre de commentateurs ayant une vision parfaitement claire de ce qu’il aurait fallu faire selon eux à chaque instant ». « La modernité les a souvent fait passer du café du commerce à certains plateaux de télévision; les courbes d’audience y gagnent ce que la convivialité des bistrots y perd, mais cela ne grandit pas, je le crains, le débat public », a-t-il ajouté. Il a également regretté le rôle joué, « en ces temps de démocratie médiatique », par les « réseaux pas très sociaux mais très colériques, d’immédiateté nerveuse ». Parmi les propos controversés entendus dans les médias, à l’été 2020, plusieurs « rassuristes » dont Didier Raoult, Laurent Toubiana ou Jean-François Toussaint estiment que l’épidémie est passée, et que les mesures concernant les masques sont excessives,.

## Enquêtes et poursuites concernant la gestion de la pandémie

### Commissions d'enquête parlementaires
Au sein de l’Assemblée nationale, la mission d’information sur la gestion et les conséquences dans toutes ses dimensions de l'épidémie de Covid-19 est créée le 17 mars 2020. Elle prend par la suite les prérogatives d’une commission d’enquête parlementaire. Deux rapports sont rendus en juin et décembre 2020.
Le Sénat a aussi créé sa commission d’enquête parlementaire fin juin, elle rend son rapport le 8 décembre 2020.

#### Sur l'utilisation des cabinets de conseil
À la suite des questions posées par le recours croissant et très onéreux, pendant la pandémie, aux cabinets de conseil, comme notamment l’Américain McKinsey lié au Président de la République depuis 2008, le Sénat lance en novembre 2021 une « commission d’enquête sur l’influence des cabinets de conseil privés sur les politiques publiques »,. La commission d’enquête est lancée par le groupe communiste et présidée par Arnaud Bazin (LR).
Le 15 décembre 2021, la commission organise une table ronde sur le recours aux cabinets de conseil pendant la crise sanitaire,. Elle auditionne les représentants des cabinets de conseil, le cabinet McKinsey, le Boston Consulting Group (BCG), Accenture, JLL France et Citwell Consulting, ainsi que Frédéric Pierru, politologue au CNRS qui dénonce depuis longtemps le « pantouflage » des hauts fonctionnaires.
Elle auditionne également des membres du gouvernement, dont la ministre de la Transformation et de la Fonction publiques Amélie de Montchalin. Le 2 février 2022, le Sénat auditionne Olivier Véran, Ministre de la Santé, sur le rôle des cabinets de conseil utilisés pour « démultiplier l'action des agents de l'État » et avoir « un regard extérieur affûté », ainsi que celui des experts numériques externes. La rapporteure communiste Éliane Assassi de la commission d’enquête s'inquiète de « l'intervention massive de ces cabinets sur tous les points de la crise sanitaire et sur des missions qui nous semblaient relever de l’administration ».

### Cour de justice de la République
La Cour de justice de la République est saisie sur l'action de plusieurs ministres.
La manière dont le gouvernement français gère la crise du coronavirus suscite des critiques. Parmi les principaux points dénoncés se trouvent le maintien des élections municipales, « considéré par de nombreux médecins comme une erreur du gouvernement dans la lutte contre l'épidémie de Covid-19 », la pénurie de masques, l'impréparation et la gestion gouvernementale de la pandémie. Au 12 mai 2020, 63 plaintes ont été déposées par des particuliers et des associations médicales devant la Cour de justice de la République contre le Premier ministre Édouard Philippe, Christophe Castaner, l’ancienne ministre de la Santé, Agnès Buzyn, et Olivier Véran, l'actuel ministre de la Santé,,.
Le 4 juillet 2020, la Cour de justice de la République, qui a considéré recevables neuf plaintes sur les quatre-vingt-dix qu'elle a reçues, ouvre une enquête judiciaire sur la gestion de la crise de Covid-19 par les ex-ministres Édouard Philippe, Olivier Véran et Agnès Buzyn. Elle a pour mission de déterminer si leur gestion de la crise sanitaire liée à l'épidémie de coronavirus n'est pas entachée d'infractions pénales,. Le 7 juillet 2020, l'enquête judiciaire relative à la gestion ministérielle de la crise des coronavirus contre les trois responsables a été ouverte.
Une association de victimes du Covid-19, Victimes Coronavirus France, qui réunit 200 personnes, a décidé de porter plainte contre Jean Castex devant la Cour de justice de la République (CJR).
Le président de la République a qualifié d'irresponsables ceux qui « cherchent déjà à faire des procès, alors que nous n'avons pas encore gagné la guerre ».
Le 15 octobre 2020, les domiciles de l’ancien premier ministre Édouard Philippe, de l'actuel ministre de la Santé, Olivier Véran, de sa prédécesseure à ce poste, Agnès Buzyn, de l'ancienne porte-parole du gouvernement Sibeth Ndiaye, et du directeur général de la santé, Jérôme Salomon, ont été perquisitionnés par les gendarmes de l'Office central de lutte contre les atteintes à l'environnement et à la santé publique (Oclaesp) dans le cadre de l'information judiciaire ouverte par la Cour de justice de la République (CJR) sur la gestion de la crise sanitaire. Le 10 septembre 2021, Agnès Buzyn est mise en examen dans l'enquête de la CJR pour « mise en danger de la vie d’autrui » et placée sous le statut de témoin assisté pour les faits d’« abstention de combattre un sinistre »,.
En décembre 2024, l’enquête de la Cour de justice de la République a été close, les anciens ministres de la santé Olivier Véran et Agnès Buzyn, et l’ex-premier ministre Edouard Philippe ont été placés sous le statut plus favorable de témoin assisté, ce qui ouvre la voie à un probable non-lieu.

### Enquête sur l'action des administrations
Le 8 juin 2020, l'action des administrations fait l'objet
d'une enquête préliminaire ouverte par le parquet de Paris, et confiée à l’office central de lutte contre les atteintes à l'environnement et à la santé publique sur la gestion de la crise. Le parquet de Paris a reçu plusieurs dizaines de plaintes ciblant parfois des responsables de l'administration. Au 31 août 2020, il avait reçu 170 plaintes, dont quatre ont donné lieu à des enquêtes distinctes visant des Ehpad de la capitale. L'enquête préliminaire est ouverte pour, « homicides involontaires » ou « mise en danger de la vie d'autrui ». Cinq mois après l'ouverture de l'enquête préliminaire sur des faits liés à la gestion de l’épidémie de Covid-19 en France au cours du premier semestre 2020, le pôle santé publique du parquet de Paris a décidé, mardi 10 novembre 2020, de transmettre ses investigations à des juges d’instruction. Quatre informations judiciaires sont ouvertes pour «abstention volontaire de combattre un sinistre, de mise en danger de la vie d’autrui et d’homicides et blessures involontaires» regroupent 253 plaintes mettant en cause des décideurs et organismes publics.
Le 5 juillet 2020, dans un rapport de vingt pages, la Fédération nationale des sapeurs-pompiers dénonce une mauvaise administration de la crise du Covid-19.
Le 6 octobre 2023, la responsabilité de l’État dans la constitution d’un stock insuffisant de masques avant l’épidémie de Covid-19 a été confirmée en appel par la justice administrative française. Une indemnisation partielle de personnes plus exposées au risque de contamination, notamment par leur profession, a été acceptée. De plus, la cour administrative d'appel de Paris confirme que « l’État a commis une faute dans la communication gouvernementale sur l’utilité du port du masque en début d’épidémie ».

## Relations internationales

### Interaction avec les institutions de l'Union européenne
Début 2020, les institutions européennes, dont le domaine sanitaire ne constitue qu’une compétence d’appui, se trouvent dépassées par initiatives unilatérales des États membres : limitations des exportations de matériel médical, décisions unilatérales de fermeture des frontières intérieures à l’espace Schengen, absence de stratégie commune (stratégie de l’immunité collective en Suède et Pays-Bas, stratégie de limiter la circulation du virus en France et en Allemagne).
À partir de mi-mars 2020, les efforts des institutions européennes ont porté sur le soutien aux programmes de recherche sur les traitements contre la Covid-19 et la vaccination, via le programme Horizon 2020 ; et sur la libre circulation des personnes. Les frontières européennes sont restées ouvertes fin 2020 et début 2021, et le passe sanitaire européen est mis en place. Le plan de relance européen de 2020 d’un montant de 750 milliards d’euros soutient les économies.
La Commission présente le 17 juin 2020 la stratégie européenne pour faciliter la mise au point, la production et la distribution de vaccins contre la Covid-19, dont la mesure phare a été l’achat groupé de vaccins : 2,6 milliards de doses ont été précommandées.

### Diffusion dans d'autres pays depuis la France
Le 1er mars 2020, le deuxième cas avéré d'infection à la maladie en Belgique revenait d'une région touchée en France, a déclaré Vinciane Charlier, porte-parole du SPF Santé publique. Le patient est testé la veille au soir à Anvers. Le même jour, un premier cas est enregistré en République dominicaine chez un ressortissant français de cinquante-six ans. Le même jour, deux cas sont relevés à Blida en Algérie, chez une mère et sa fille qui ont hébergé entre le 14 et le 21 février deux personnes venues de France, puis déclarées en France porteuses du virus.
Le 2 mars, un Français résidant au Sénégal est déclaré positif au virus après être revenu de France le 26 février, les passagers de l'avion sont recherchés pour être mis en quarantaine. Cet homme avait effectué un séjour à Nîmes et en Auvergne-Rhône-Alpes.
Le 6 mars, le Cameroun confirme son premier cas chez un ressortissant français rentré à Yaoundé le 24 février.
Le 10 mars, le Maroc confirme un troisième cas chez un touriste français arrivé à Marrakech le 7 mars. La Mongolie enregistre son premier cas chez un Français travaillant dans le pays. La république démocratique du Congo annonce son premier cas chez un ressortissant congolais résidant en France.
Le 13 mars, le Gabon fait état de son premier cas chez un Gabonais revenu de France.
Le 14 mars, la république du Congo confirme son premier cas chez un Franco-Congolais arrivé de France le 1er mars 2020.
Le 15 mars, l'Ouzbékistan déclare son premier cas chez une ressortissante ouzbèke arrivée récemment de France.
Le 20 mars, Madagascar déclare ses trois premiers cas sur des patientes malgaches, dont deux revenaient d'un voyage en France,.

### Rapatriement de Français
Entre le 31 janvier et le 21 février 2020, quatre rapatriements de français venant de Chine interviennent pour un total d'environ 350 Français.
Le 31 janvier 2020, environ 220 Français rapatriés de Chine atterrissent à la base aérienne d'Istres, à bord d'un Airbus A340 de l'escadron de transport 3/60 Esterel stationné à la base aérienne 110 de Creil. Ces personnes sont placées en quarantaine dans un centre de vacances de Carry-le-Rouet,,. Le 2 février 2020, un second rapatriement de ressortissants français atterrit à la base aérienne d'Istres. Ce vol, effectué par un Airbus A380-800 de la compagnie Hi Fly, transporte 65 Français à son bord. Le 8 février, un troisième rapatriement de 38 Français est organisé par les autorités britanniques. Le 21 février, une trentaine de Français restés à Wuhan sont rapatriés à l'aéroport de Paris-Charles-de-Gaulle et placés en quarantaine à Branville, dans le Calvados,.
Le 13 mars, 120 élèves de l'École de gendarmerie de Tulle (Corrèze) en stage en Espagne, ainsi que leurs 20 accompagnants ont été rapatriés. Ils étaient confinés depuis le 10 mars à la suite du test positif passé sur deux de leurs collègues espagnols.
Le 26 mars, les quelque 200 soldats français participant à l'opération Chammal visant à lutter contre Daech sont temporairement rapatriés,. Ce rapatriement intervient « notamment » « en raison de la pandémie de coronavirus »,.

## Syndrome inflammatoire multisystémique chez l'enfant (Kawa-Covid-19)
Fin avril 2020, les cas d'enfants touchés par un syndrome évoquant la maladie de Kawasaki augmentent en Europe ainsi que dans quelques autres pays occidentaux, ce qui amène les chercheurs à s'interroger sur un possible lien entre cette maladie et le coronavirus SARS-CoV-2, notamment le « Groupe français d'étude des vascularités ». Il ne s'agit cependant pas de la forme classique de la maladie, mais d'une tempête de cytokines produisant une forme atypique de la maladie avec manifestations de douleurs abdominales en sus des symptômes habituels de la maladie. En France, au 15 mai 2020, il y avait 125 nouveaux cas de maladie de Kawasaki dont un décès.
Une étude menée par le service de pédiatrie générale de l'hôpital Robert-Debré à Paris est publiée le 20 juillet 2020. Elle relève qu'en avril 2020, soit deux semaines après le pic de l'épidémie en France, les admissions de cas de « Kawasaki-like » avaient augmenté de 497 %, puis qu'ils s'étaient effondrés durant le confinement. Le coronavirus SARS-CoV-2 étant le seul agent infectieux circulant massivement en France à cette période, cette étude prouve l'existence d'un lien entre le Covid-19 et ce nouveau syndrome mais rien n'indique qu'il s'agisse d'un lien de causalité et des études en cours étudient une possible corrélation liée à un facteur tiers. D'abord appelé Kawa-Covid-19, on parle dorénavant de syndrome inflammatoire multisystémique chez l'enfant. Les auteurs rappellent que ces cas restent cependant rares en nombre absolu.